# 霧峰林家宅園
霧峰林家宅園（英語：Wufeng Lin Family Mansion and Garden），是位於臺灣臺中市霧峰區（舊稱阿罩霧）的園林與宅邸建築群的總稱，為霧峰林家興建的房舍，由頂厝、下厝及萊園等三大部分組成。建於清朝同治年間，原是台灣規模最大的傳統民居宅第，總平面呈回字形，前後共有四進
。
在各代子孫增建下，目前霧峰林家宅園規模約為總面積15,000坪，當前域主為霧峰林家花園林獻堂博物館園區，下厝宮保第、大花廳及草厝三棟建築群落，以霧峰林家花園林獻堂博物館園區及霧峰林家宮保第園區之名開放大眾參觀。目前霧峰林家花園博物館園區由明台高中維護管理，霧峰林家宮保第園區由宗族所組成的管理委員會負責維護與整修工作，同時歸因建築群所保留的完整度，獲指定為宅第類國定古蹟。

## 沿革
霧峰舊稱阿罩霧，其林家的祖籍源自閩南漳州府平和縣五寨鄉埔坪村，1746年渡海到台灣定居，其第三代林甲寅從原先大里杙（今區）移居阿罩霧重新展開經營。其後代以林定邦、林奠國為中心分為兩支，林奠國後代被稱為「頂厝」，由蓉鏡齋、景薰樓、頤圃等建築構成，建於光緒年間。林定邦後代則為「下厝」，由草厝、宮保第、大花廳、二房厝以及廿八間所組成，於同治年間開始興建，總體共有七到八組不同的建築屋群，頂厝和下厝之間則設有分家線，即阿罩霧圳。
林家發展初期主要由下厝系發揮其影響力，家族以軍功發跡；後期則頂厝系抬頭，以藝文、社會運動知名。因此19世紀中期以後，由於林家掌控中台灣大量的田地，領有數千精良兵勇以及樟腦專賣權等特權，並協助平定太平天國、戴潮春事件、清法戰爭，成為清治時期台灣最具影響力的家族之一，而霧峰林家宅園也進行多次擴建工程，到了日治時期，林家更成為中部文化啟蒙人士所聚集的場域。
1999年九二一大地震導致頂厝、下厝、大花廳及萊園大半受損，建築物嚴重塌毀，在行政院九二一震災災後重建推動委員會、文化建設委員會（現文化部）、霧峰林家下厝管理委員會、阿罩霧文化基金會等民間團體的經費支持下，分成五個部份進行復原重建工程，下厝系統直到2014年2月1日起試營運，始開放一般民眾上網預約參觀。

## 林家宅第

### 頂厝系統

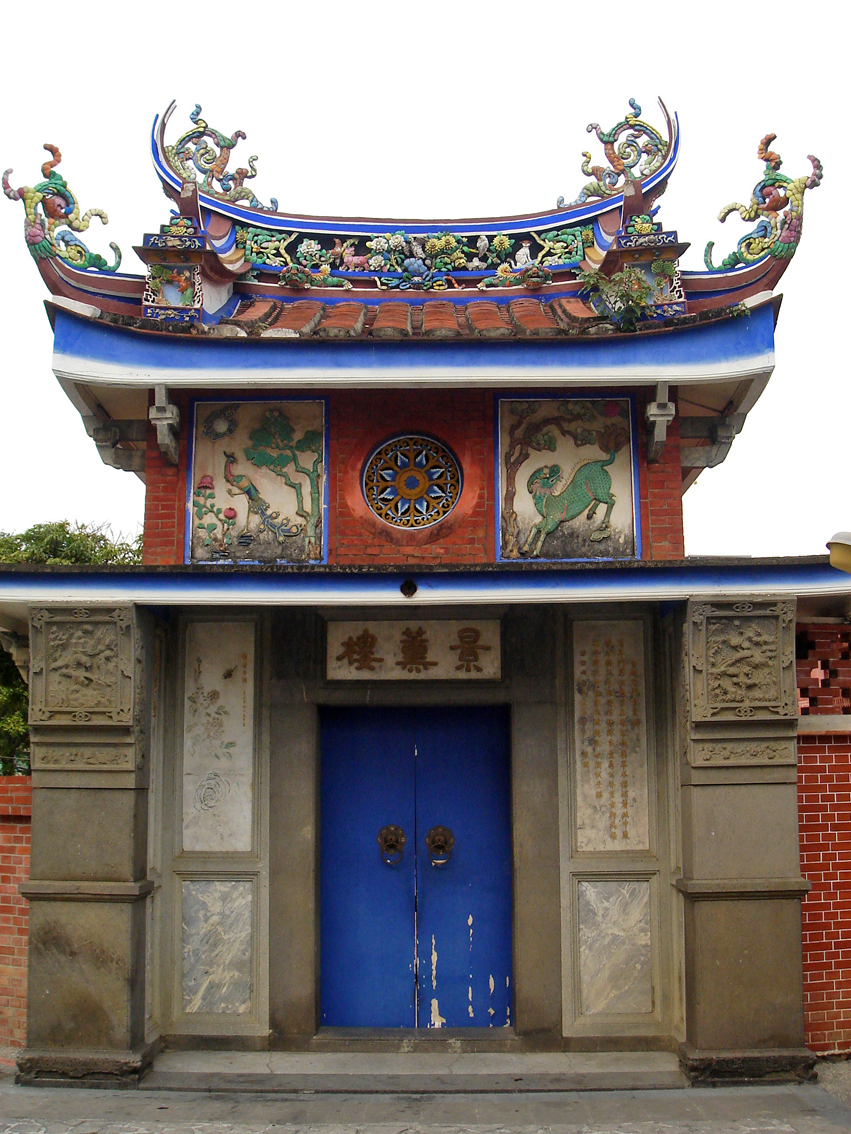
頂厝景薰樓入口。
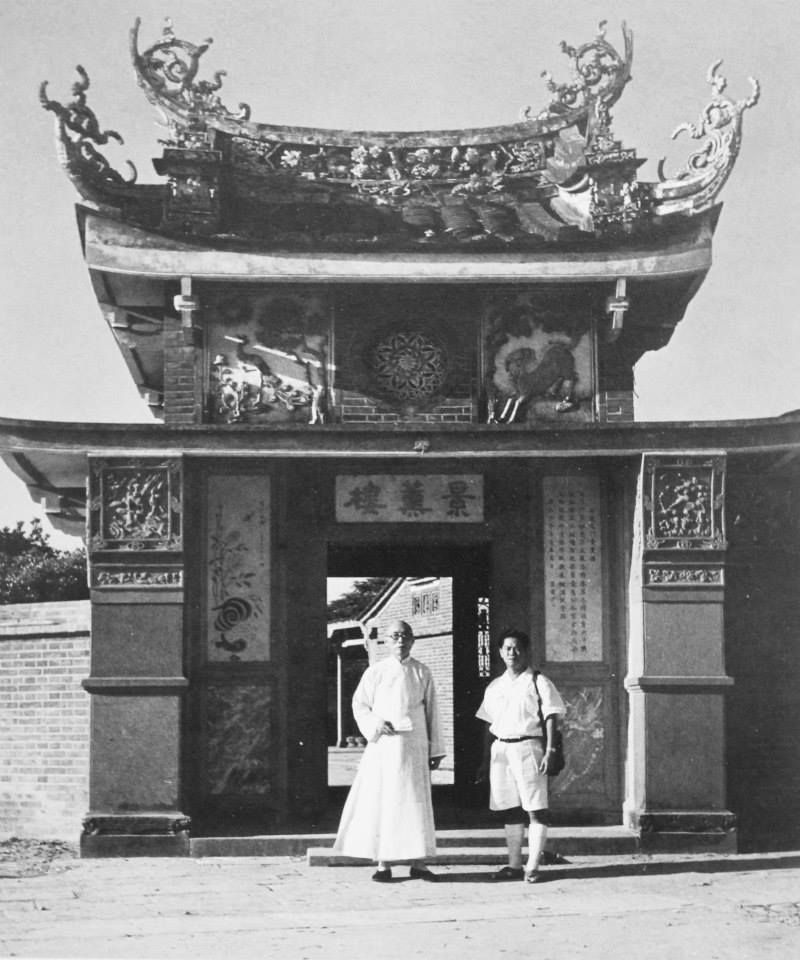
1948年的景薰樓入口，圖中人士為林獻堂與友人。
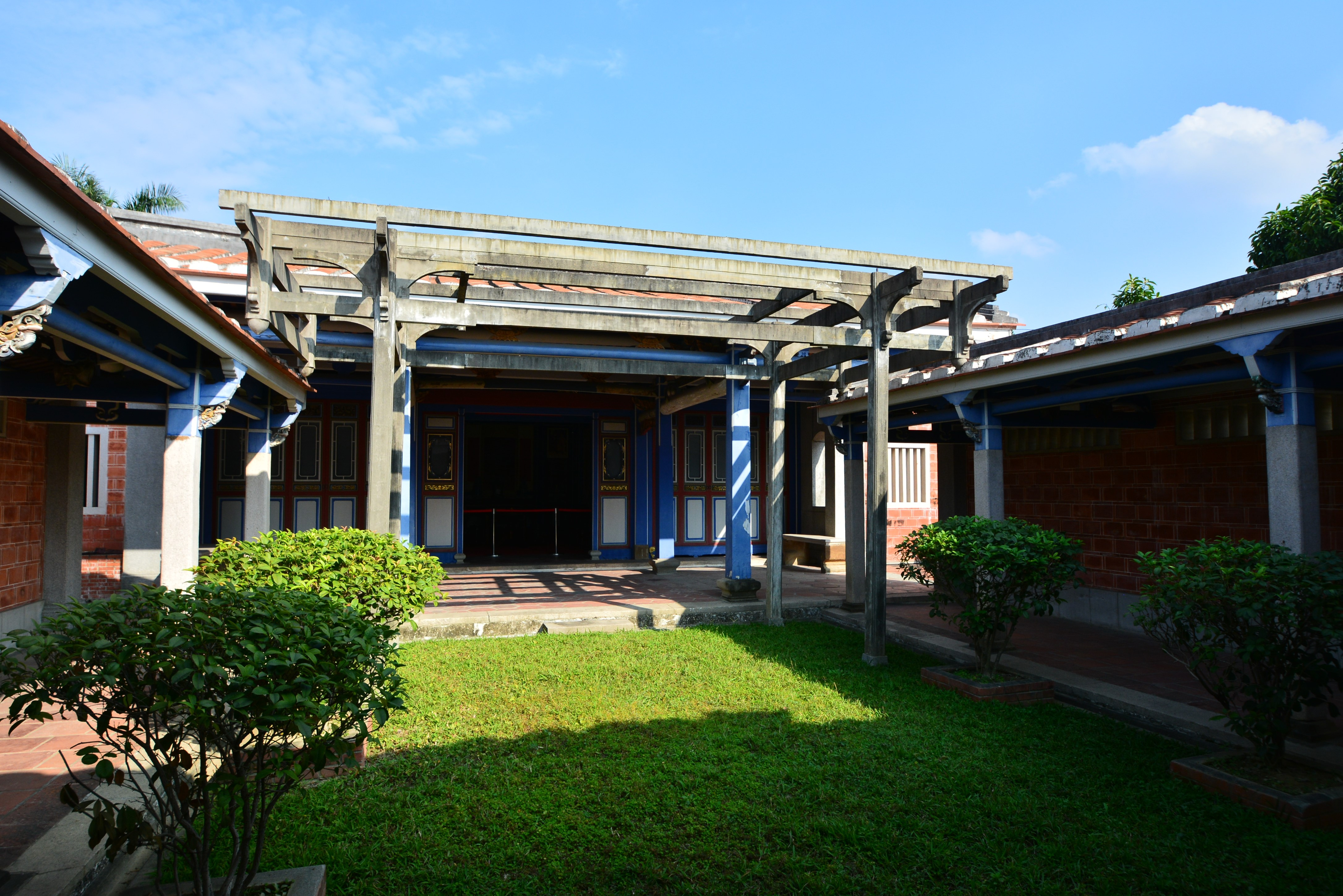
景薰樓內部
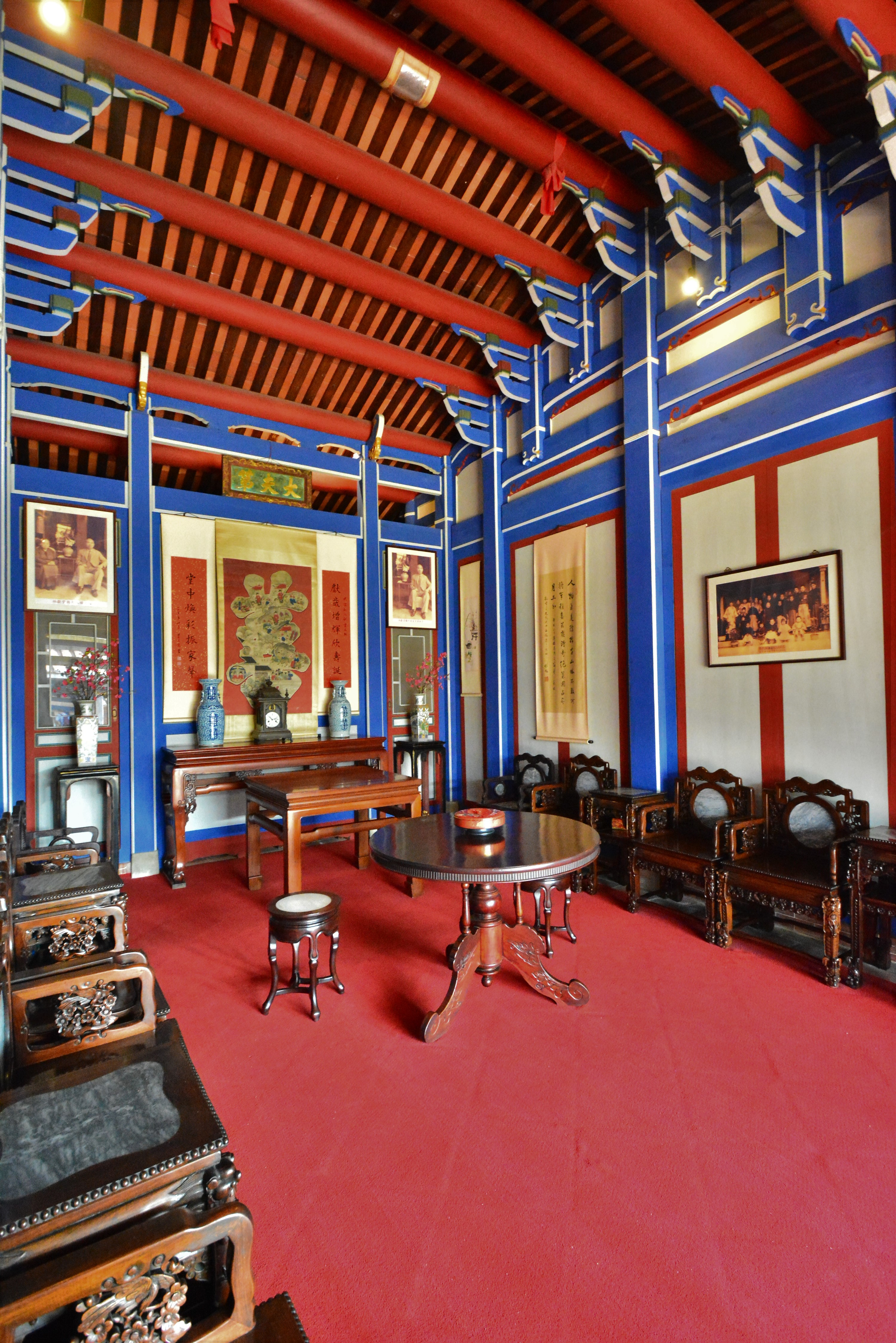
景薰樓正廳
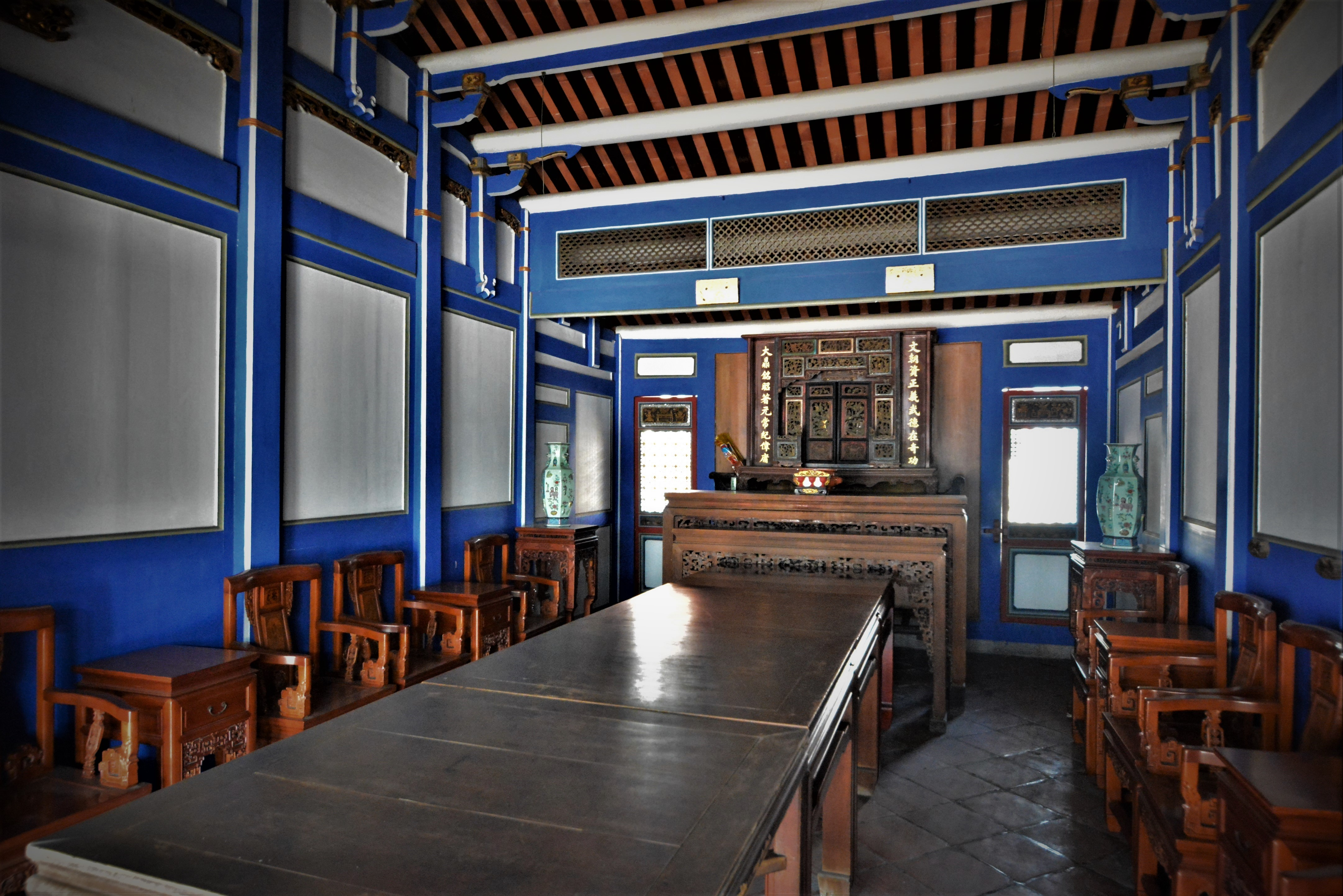
景薰樓祖廳

#### 景薰樓
景薰樓原名「錦榮堂」，是頂厝系統的主要宅邸，其建築群共分為三個時期興建，第一階段由林奠國於1864至1866年間監造，同治六年（1867年）完成第一落內外護龍、正身及景薰門樓；第二階段則為1883年則由林文鳳建造第二落正身與護龍；之後林文欽接續建築第三落正身與護龍，即後樓的部分。
1899年完工。1915年由於臺中地震，導致錦榮堂倒塌，後在昭和四年（1929年）由林澄堂建議重建，並在1930年11月由林獻堂重修改建雙層歇山式建築，重修後有帶有日式風格。二二八事件期間，嚴家淦曾在林獻堂保護下暫時躲避於此，景薰樓921大地震中除了門廳外全數受損，除了第三進太子樓以外的建築物在2009年6月修復完成，目前需預約參觀。
目前，景薰樓主建築分為三落五進九開間，第一落被稱為「公媽廳」，即放置祖先牌位及祭祀的區域，第三落因牆上刻有「鴻禧」二字，故稱為「鴻禧樓」。此樓沿地勢層層而建，此外大門北面壁上刻有林獻堂撰寫的改築景薰樓碑記。

#### 蓉鏡齋
蓉鏡齋是頂厝系統最早的建築，初期樣式為草屋型式，是林奠國的起居地；1887年（光緒十三年）林文欽將草屋改建為紅屋瓦土埆磚繫造的三合院，並取唐代《酉陽雜俎》「芙蓉鏡下及第」的典故，命名為「蓉鏡齋」。在西方入口設置仿孔廟之制而設的半月池，及山門設計的單一院落建築，作為教育林家後代的私塾學堂使用，俗稱為「新學堂」。原為林家專為家族孩童所設的學堂，在日治時期仍教授漢文及詩學，是中部當時最重要的漢學教育中心。
蓉鏡齋採傳統二進書院格局，中央為授業講堂，並設有典雅樸實的軒亭，外護龍上則飾以魚鱗瓦片，木材多數採用檜木，在921地震中嚴重毀損後則花了約十年以上時間進行重建規劃，並在2019年12月修復竣工。

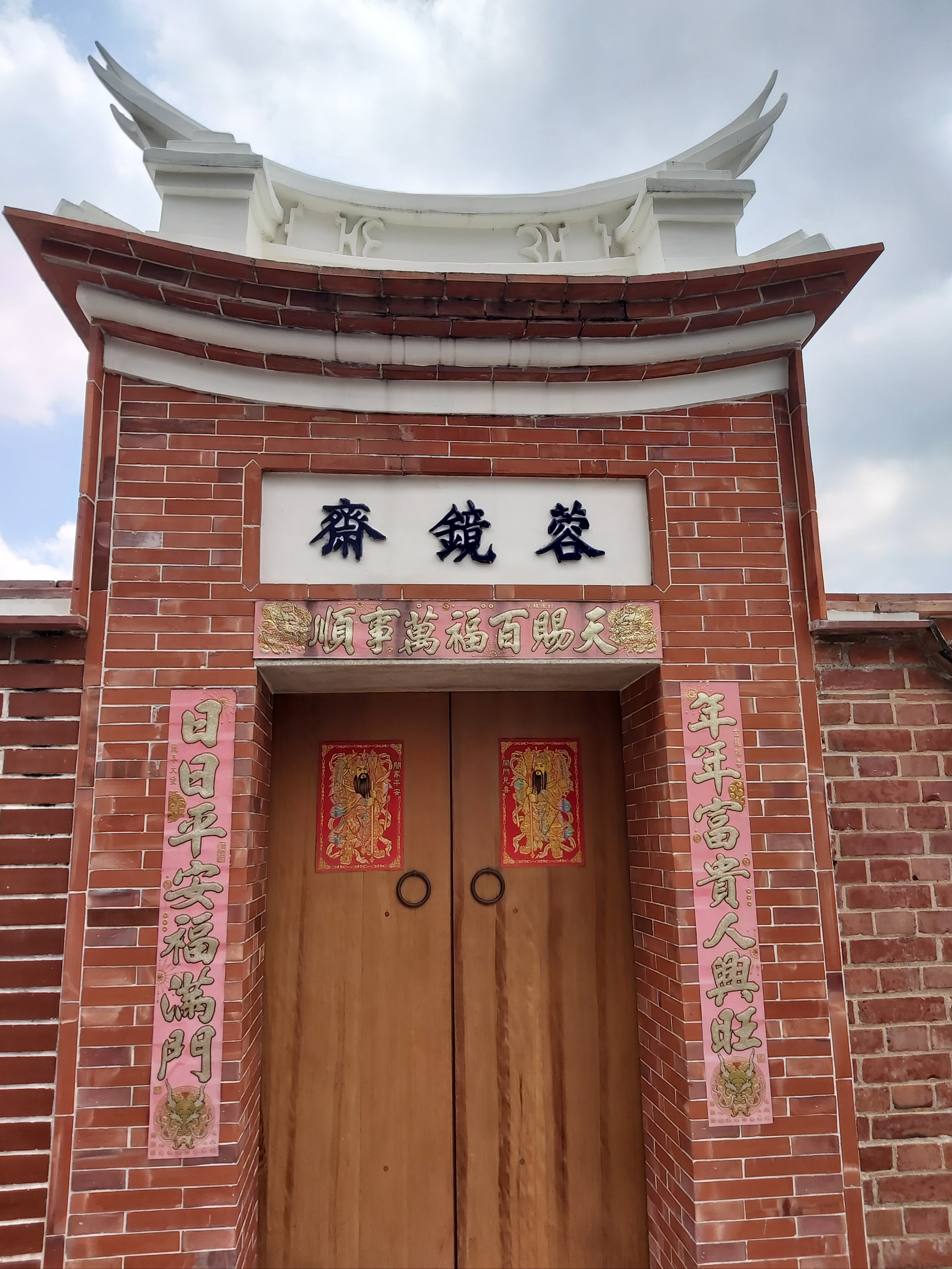
蓉鏡齋山門
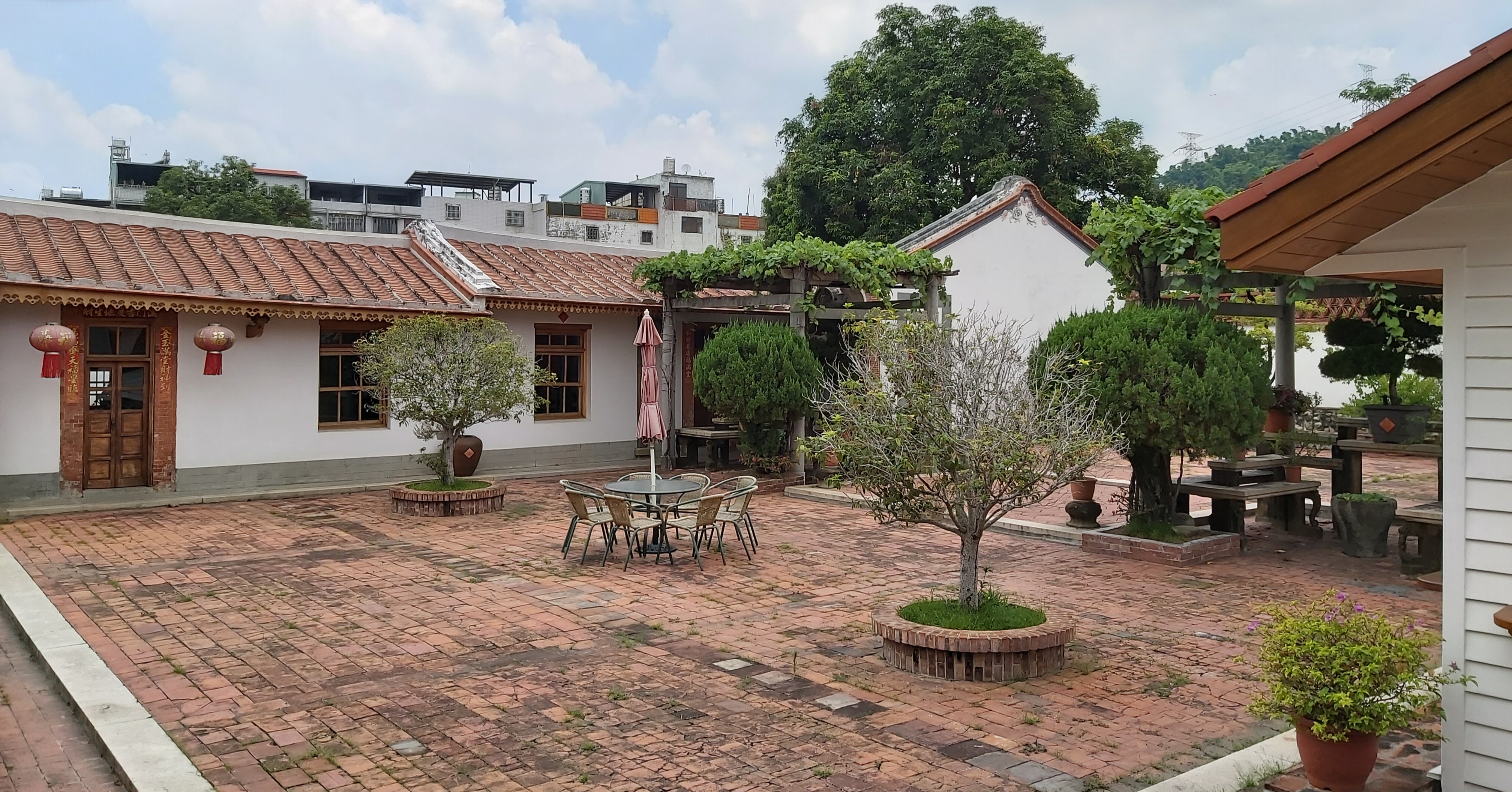
蓉鏡齋庭院

#### 頤圃
頤圃原是頂厝的穀倉及客房空間。直到明治39年（1906年）林紀堂整理後作為嬉遊與接待長官及招待親友的場所之處，由於遍地植菊，而有「頤圃」之名；1909至1910年間，林紀堂重建成二層洋樓，是霧峰林家中少見的洋樓型式，1920年改建一、二進的護龍，正身改建到1930年完工。1945年頤圃主人林鶴年，曾在頤圃闢地下室作為防空襲與舞池使用。戰後時期，頤圃曾作為林鶴年的官邸使用，成為紅派的起源地。在921大地震受損後，頤圃後於2006年8月修復完成。

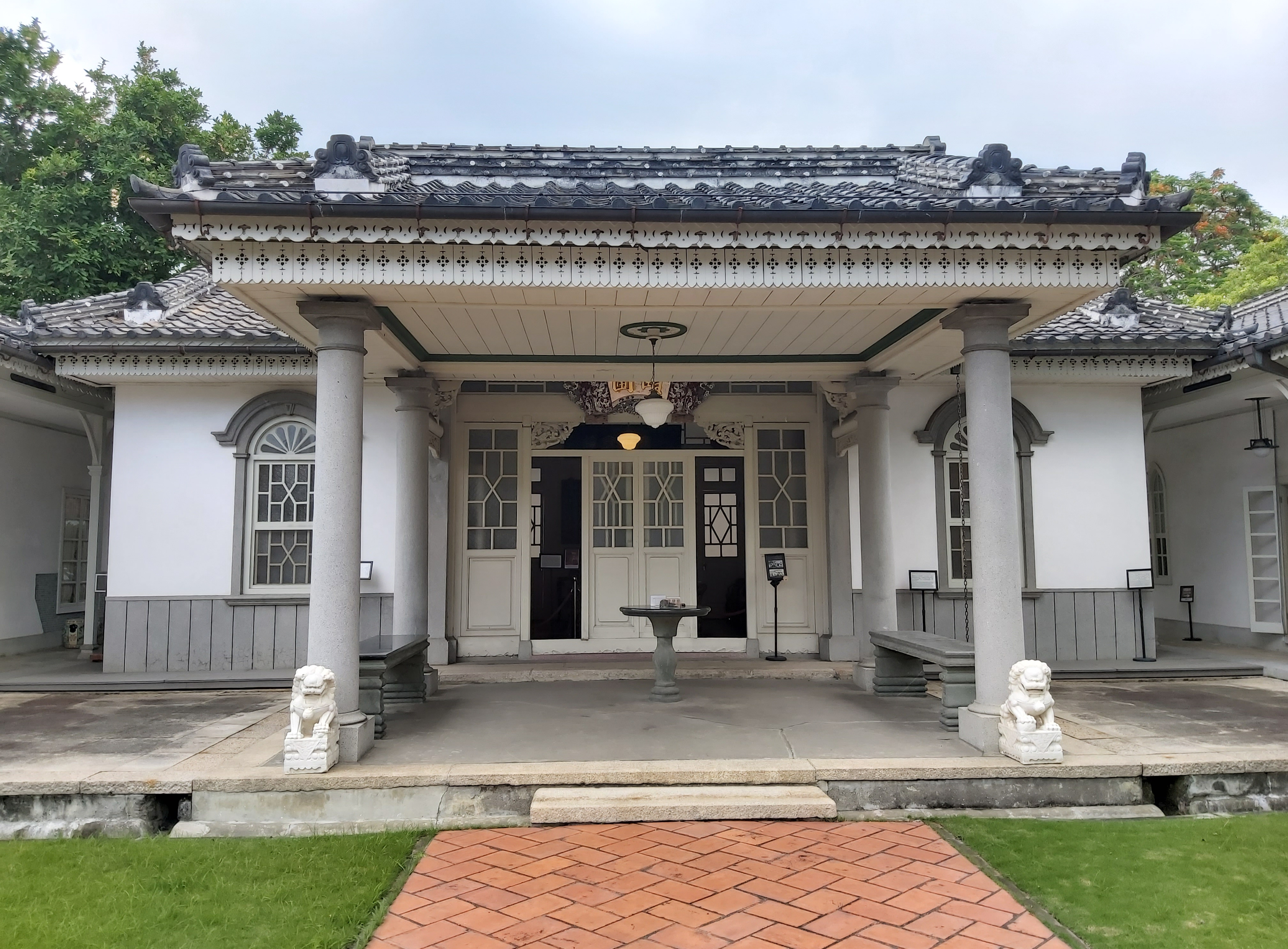
頤圃
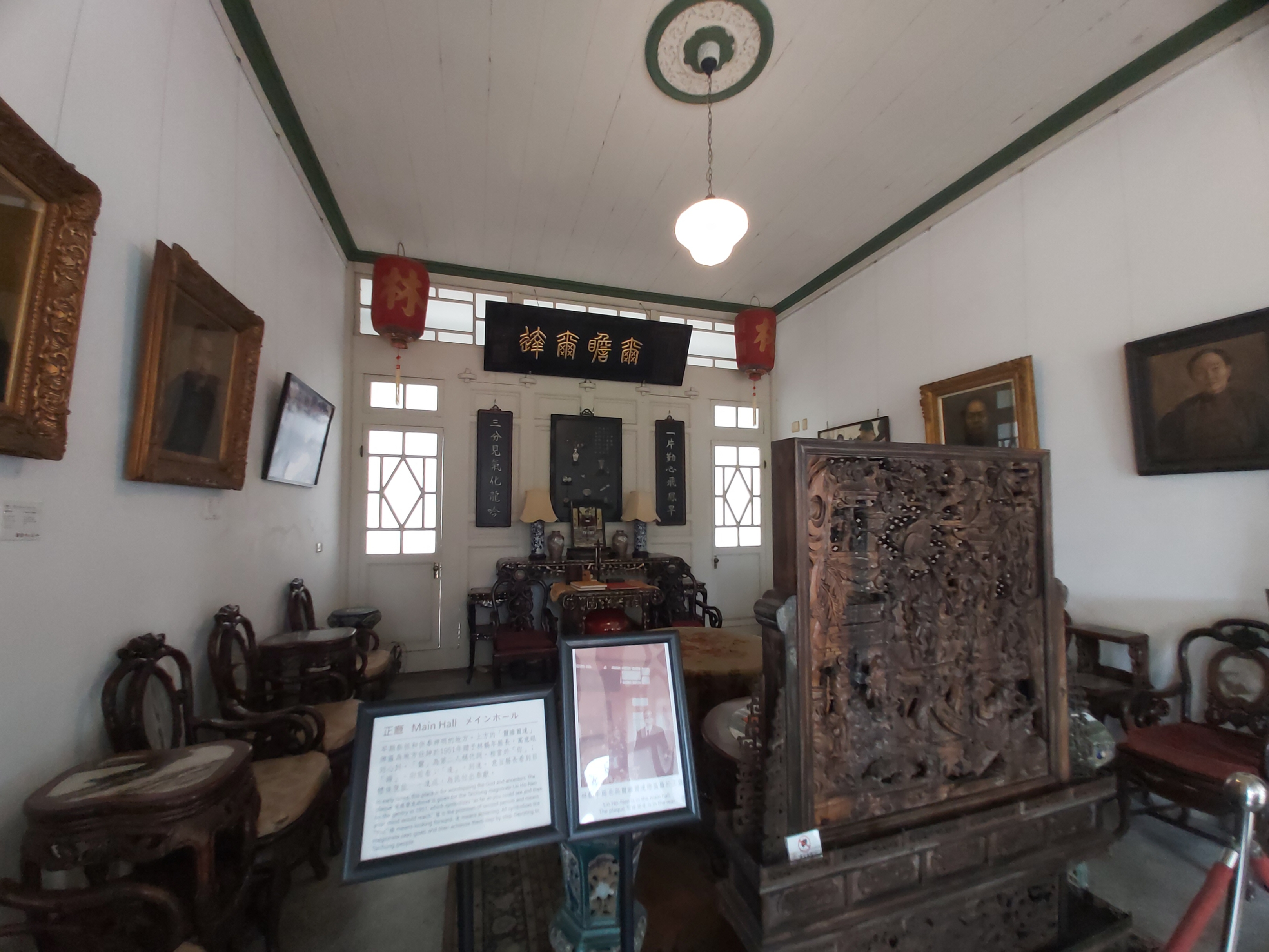
正廳
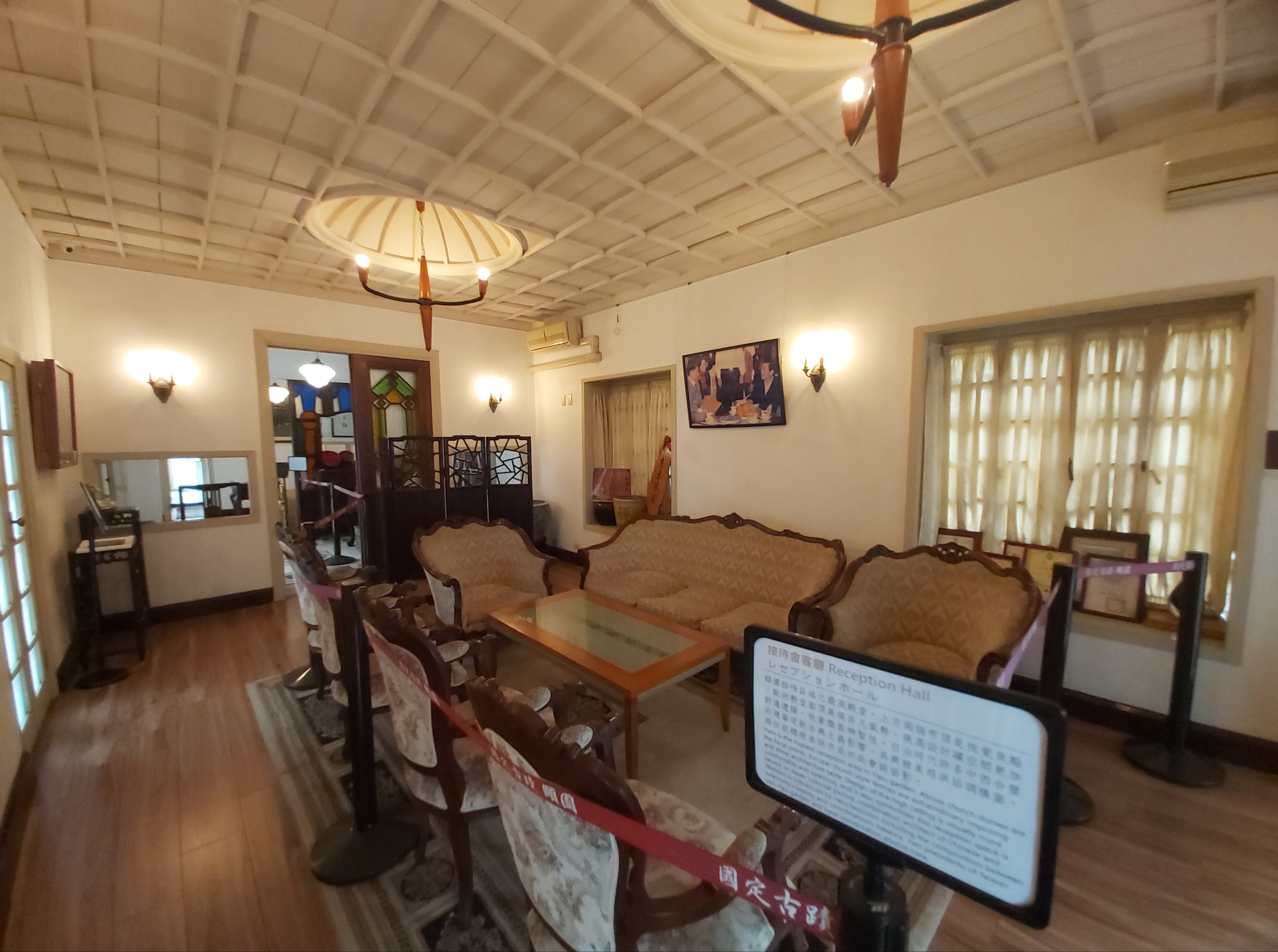
會客廳
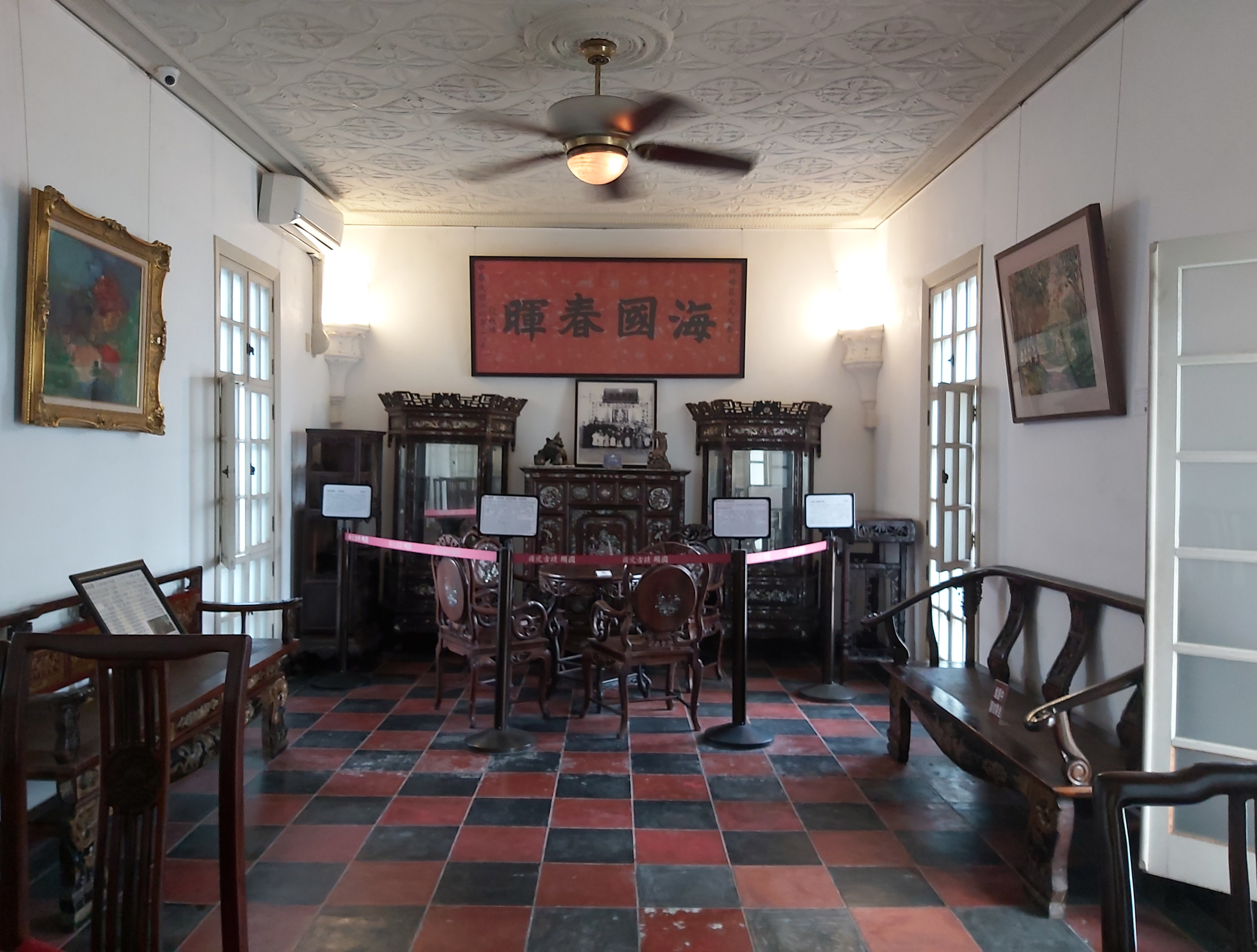
演藝廳
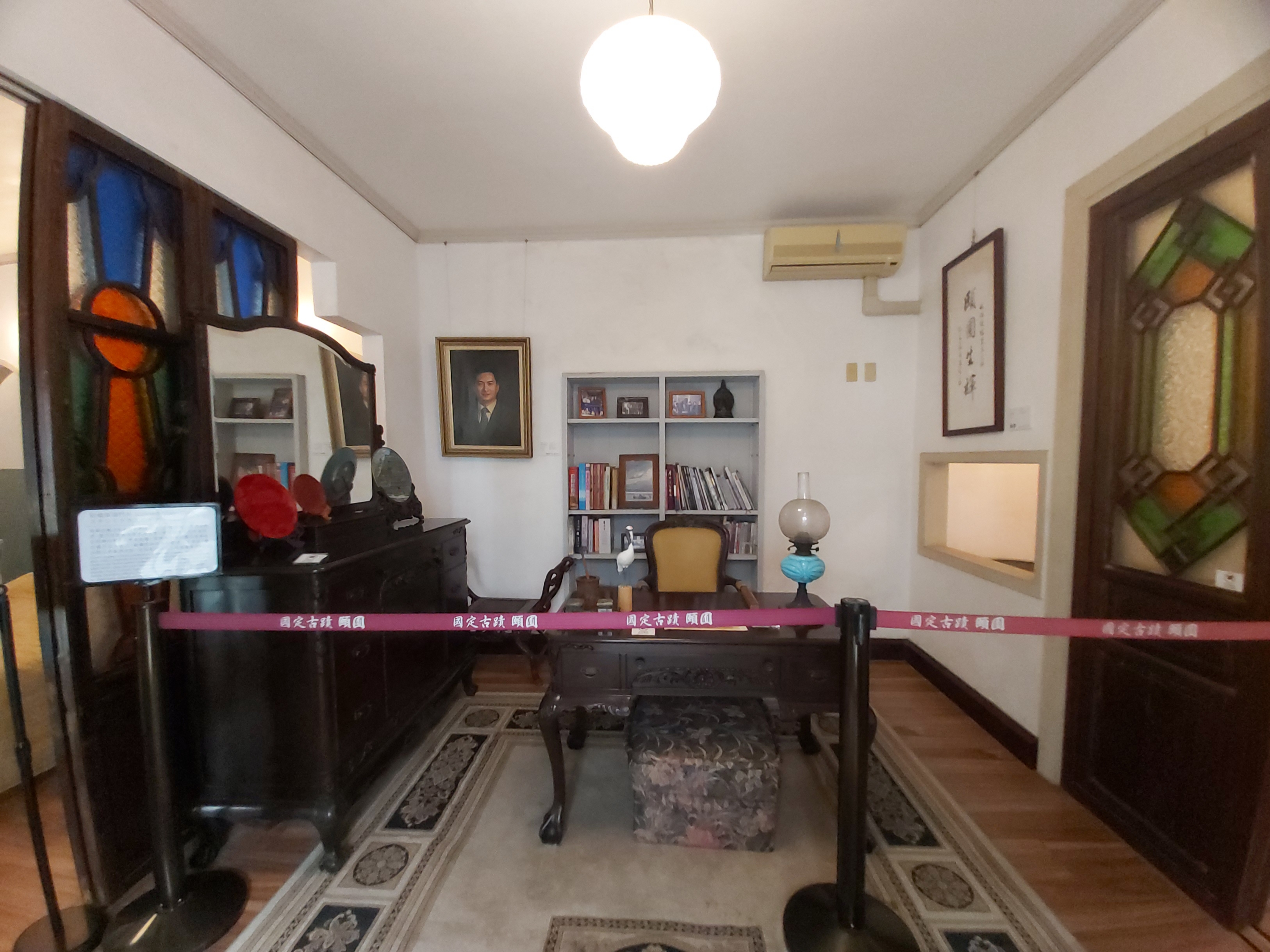
書房
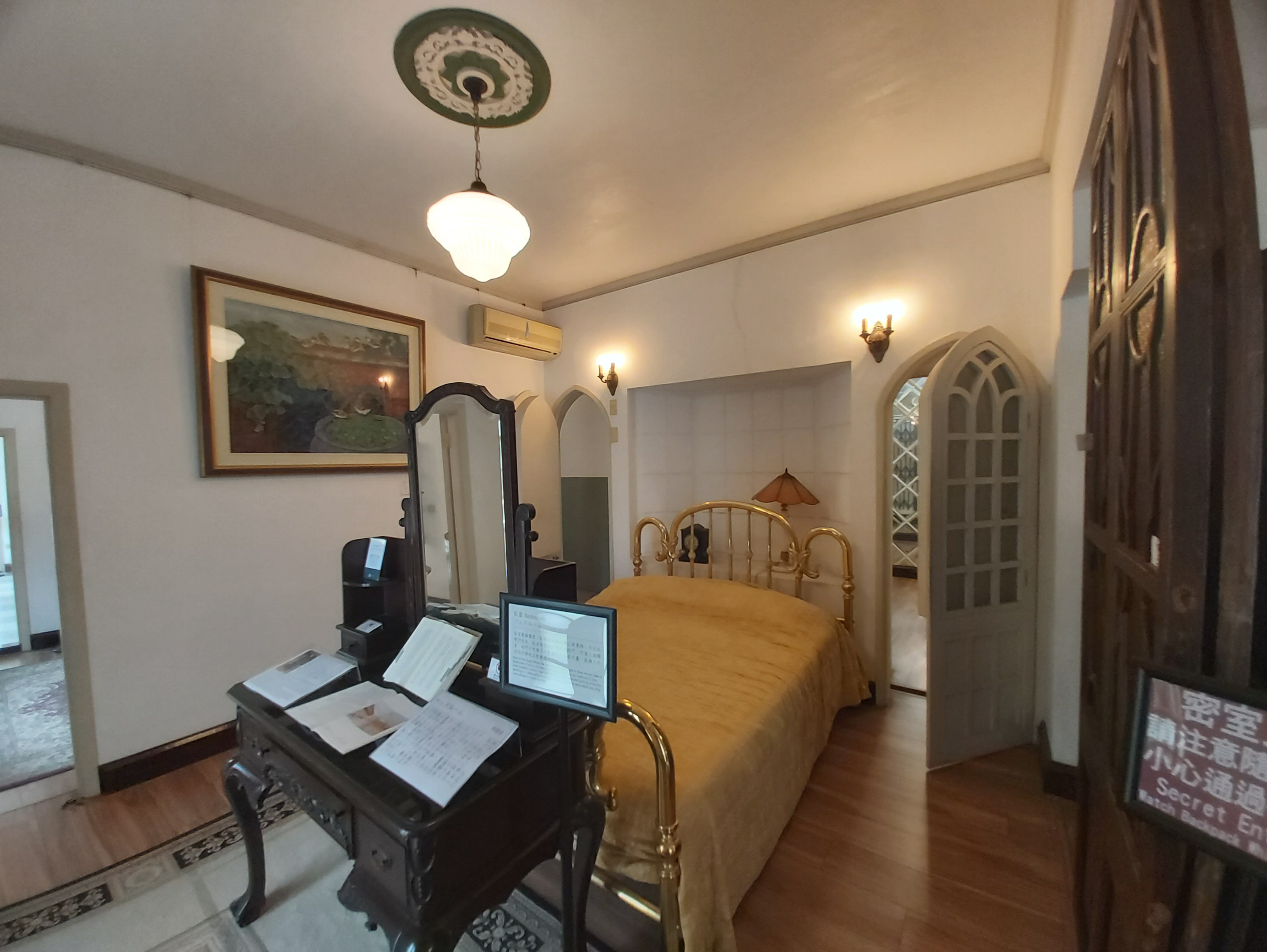
臥室
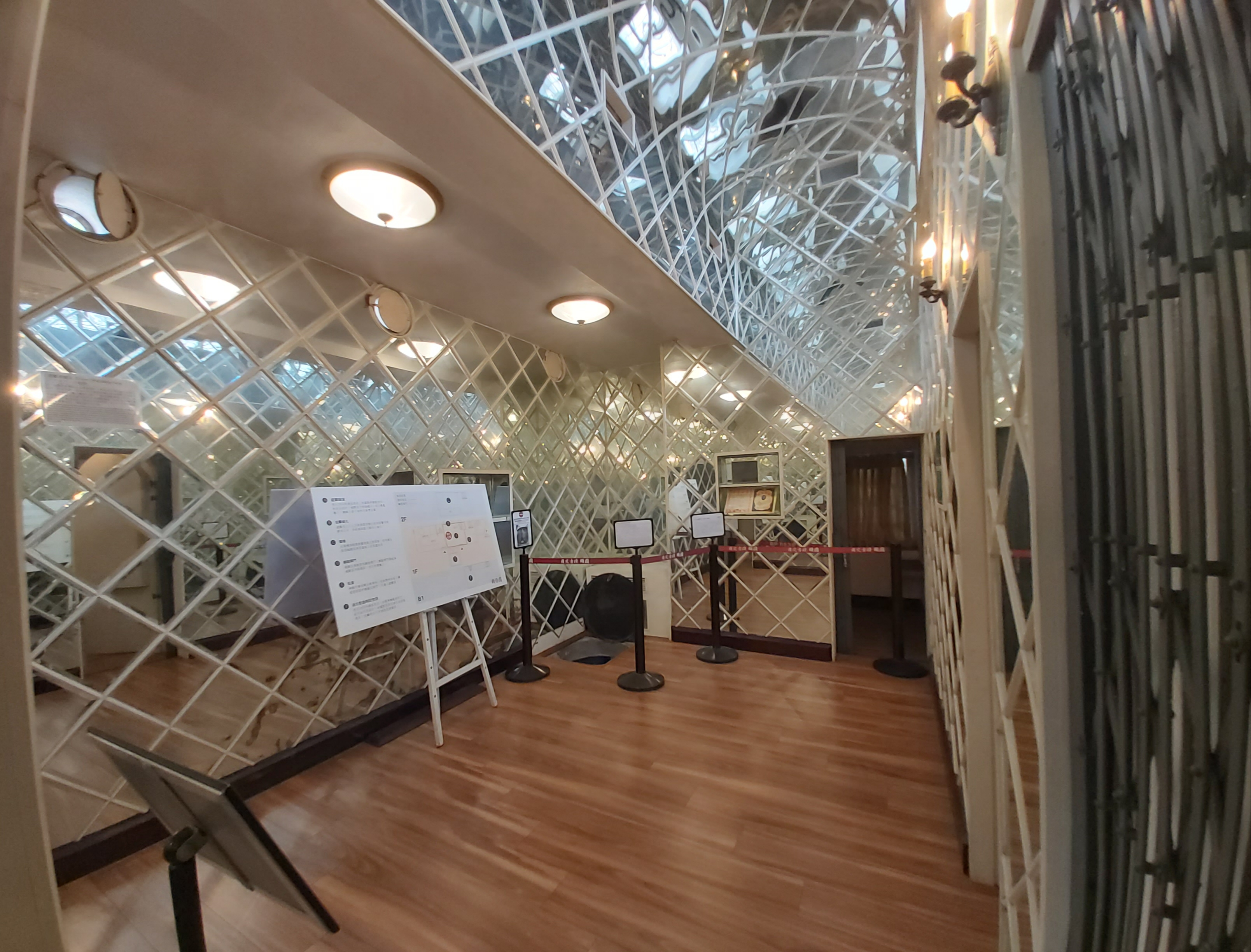
密室
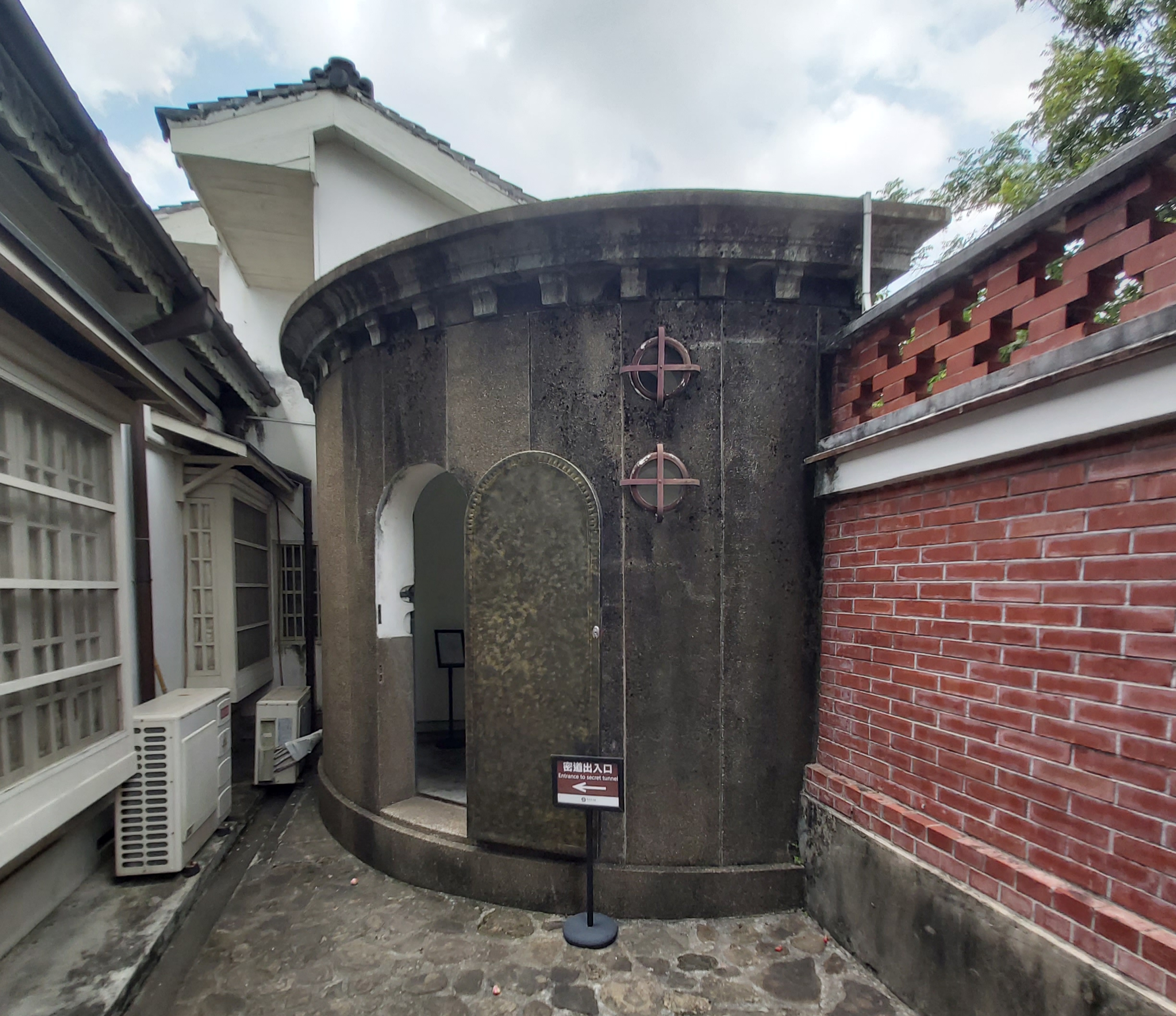
密道

### 下厝系統

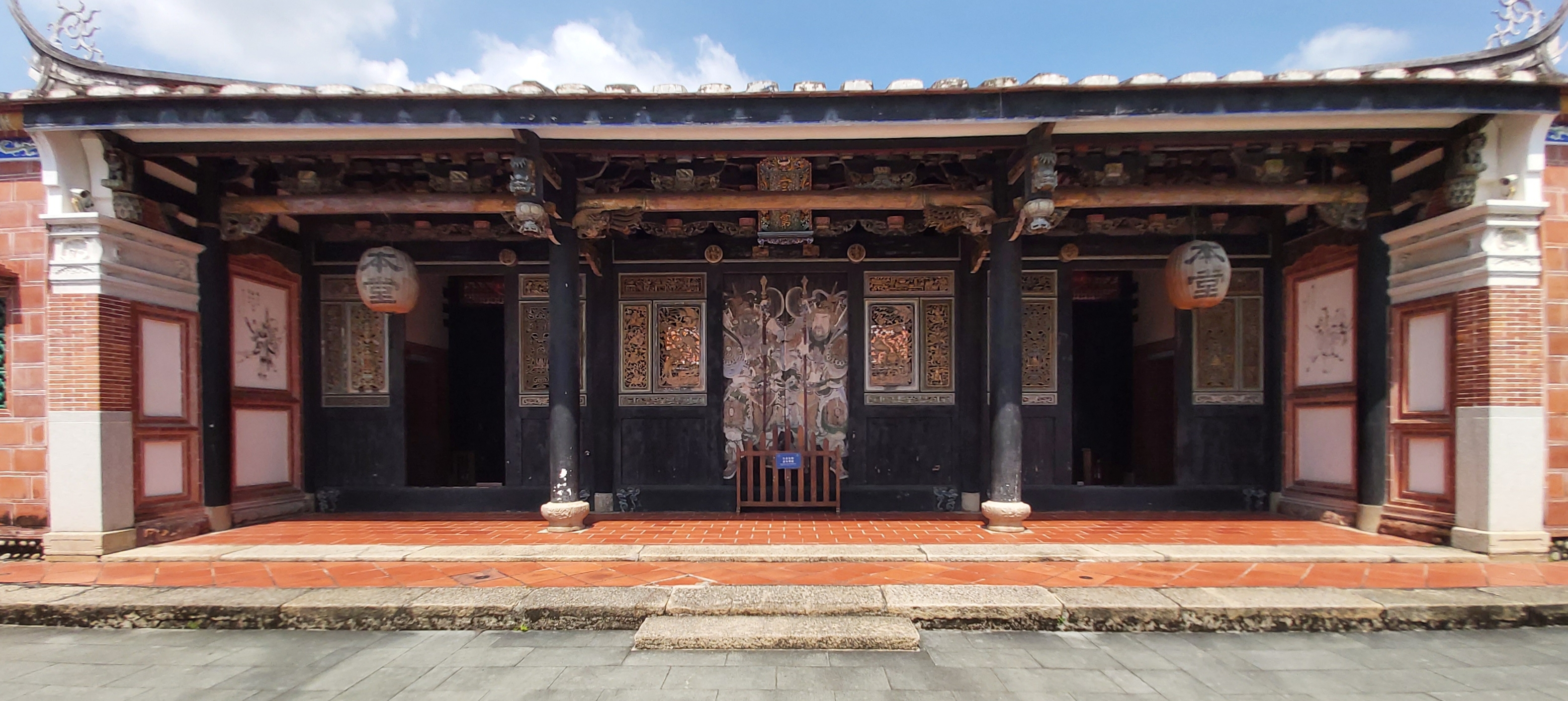
下厝 宮保第第一進門廳
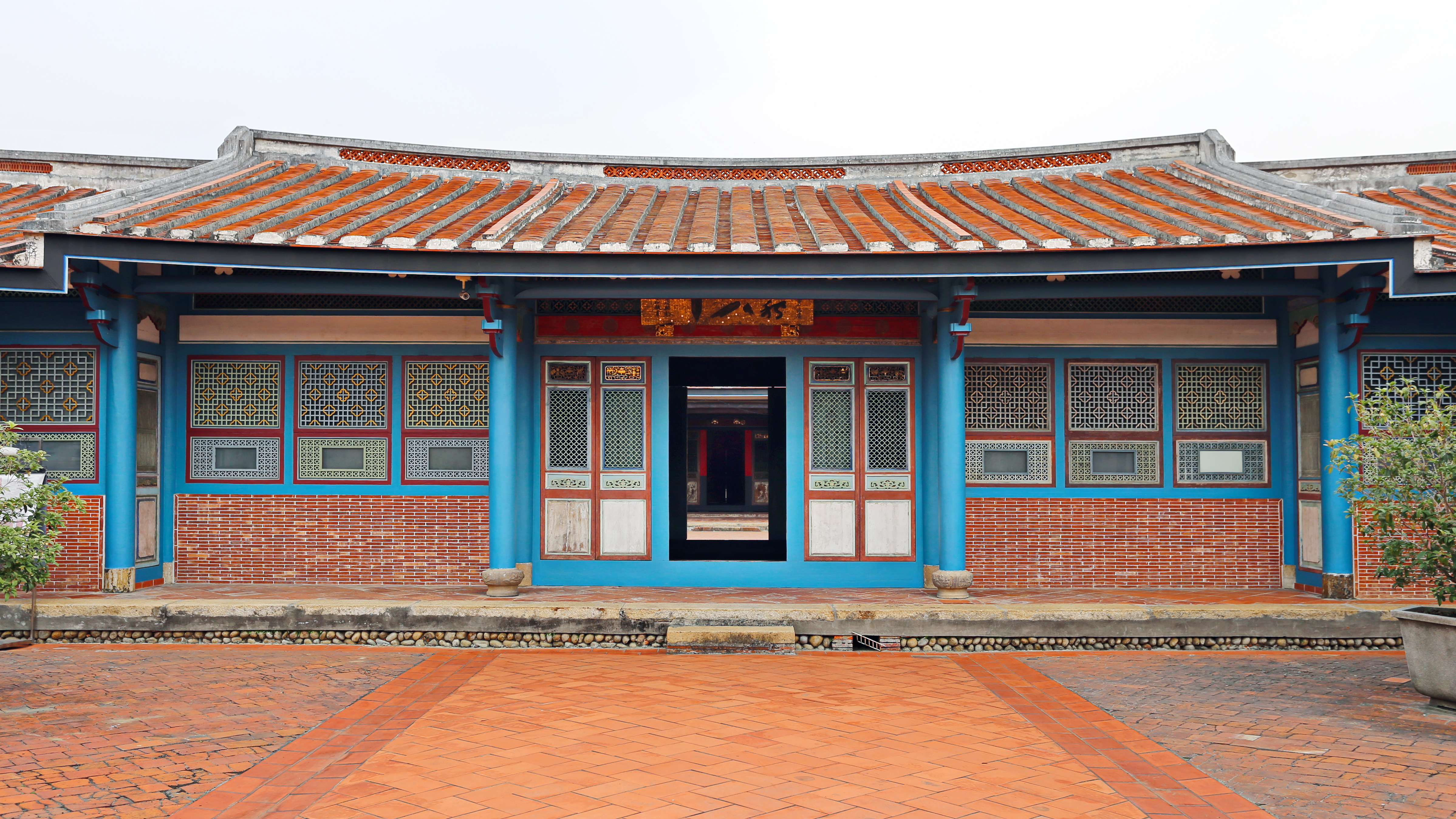
下厝 宮保第第二進轎廳
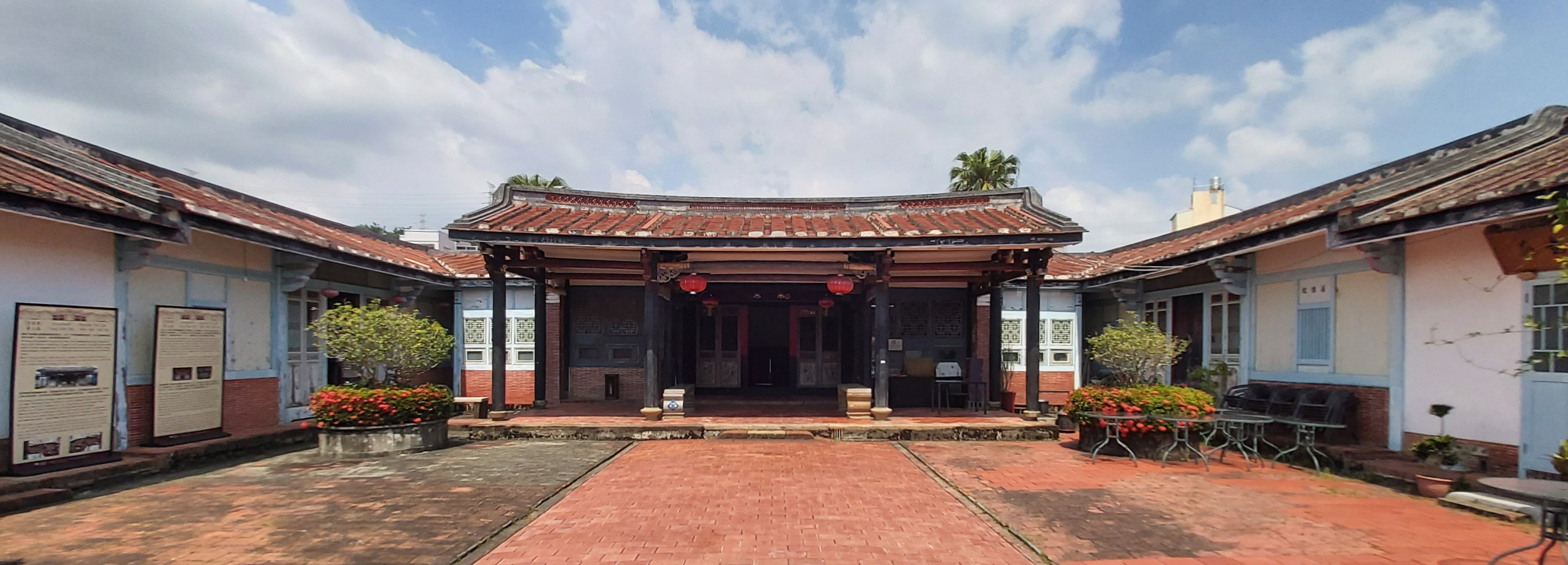
下厝 宮保第第三進
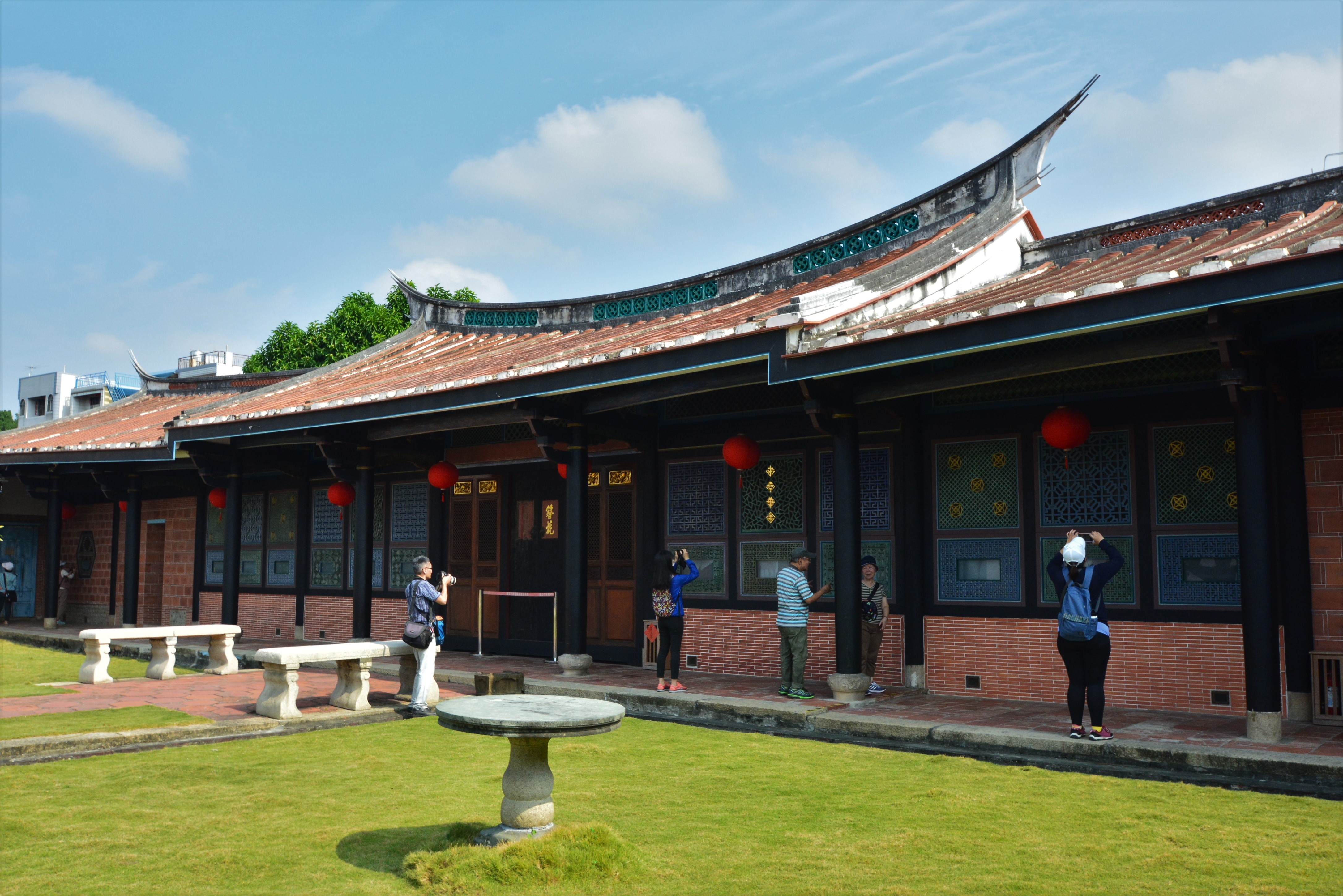
下厝 宮保第第五進

#### 草厝
草厝是林宅下厝系統最早的建築，林家後代稱之為「起家厝」，是道光十七年（1837年）林甲寅分家之時所興建茅草覆頂的傳統三合院，建築由正身和左、右護龍組成，以鋪上茅草屋頂為特色。完工後曾作為林定邦、林奠國、林四吉遷居之地使用，因此擁有「發財厝」之稱，早期林家的公媽廳也位於此處，後大部份已經改建為新式建築。
921大地震時草厝亦受到重創，後在2017年1月開始以傳統工法進行修復工程，並在調查時透過現場挖掘出門樓遺跡，最終則於2020年6月完工。並保留院牆卵石遺跡，施作透明的強化止滑玻璃以達到保護和展示功用。

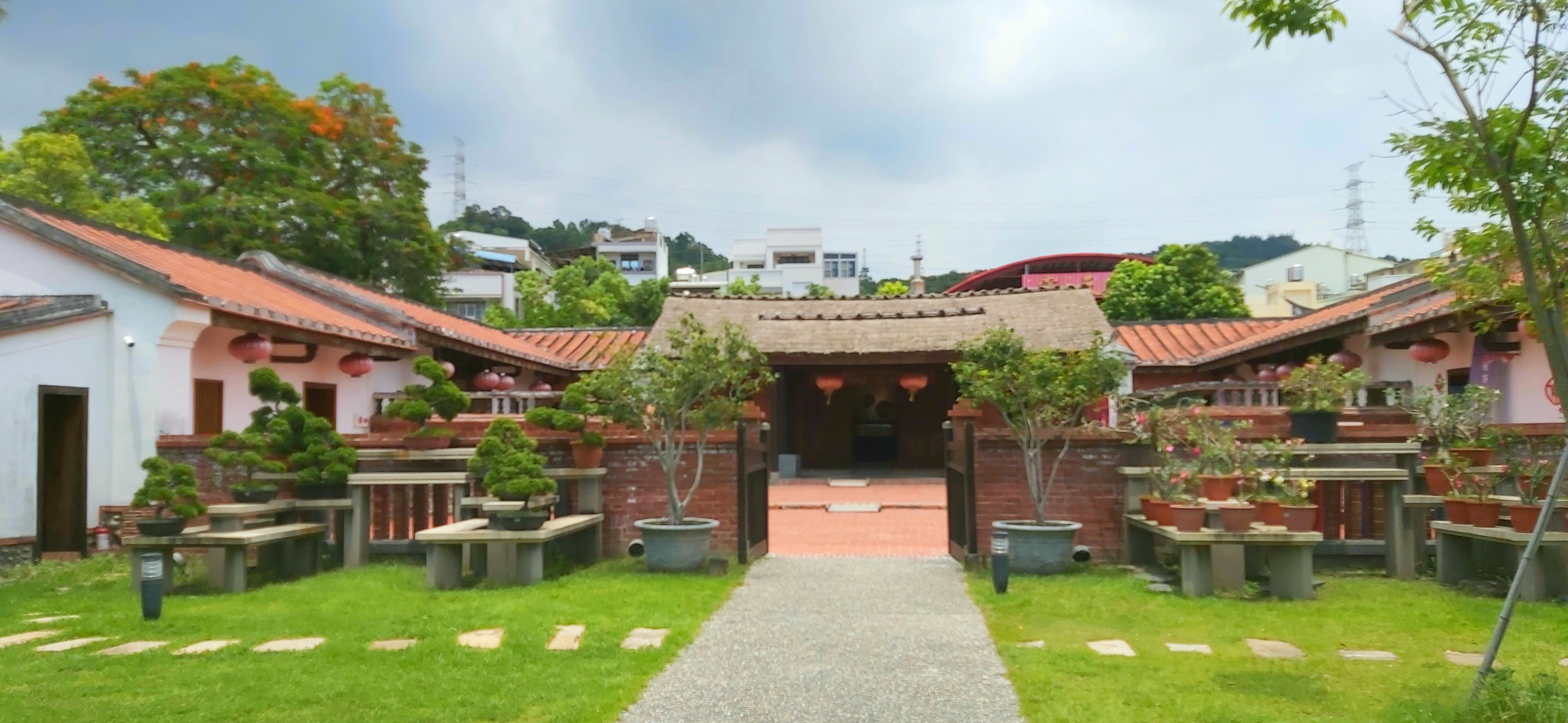
草厝正身正面
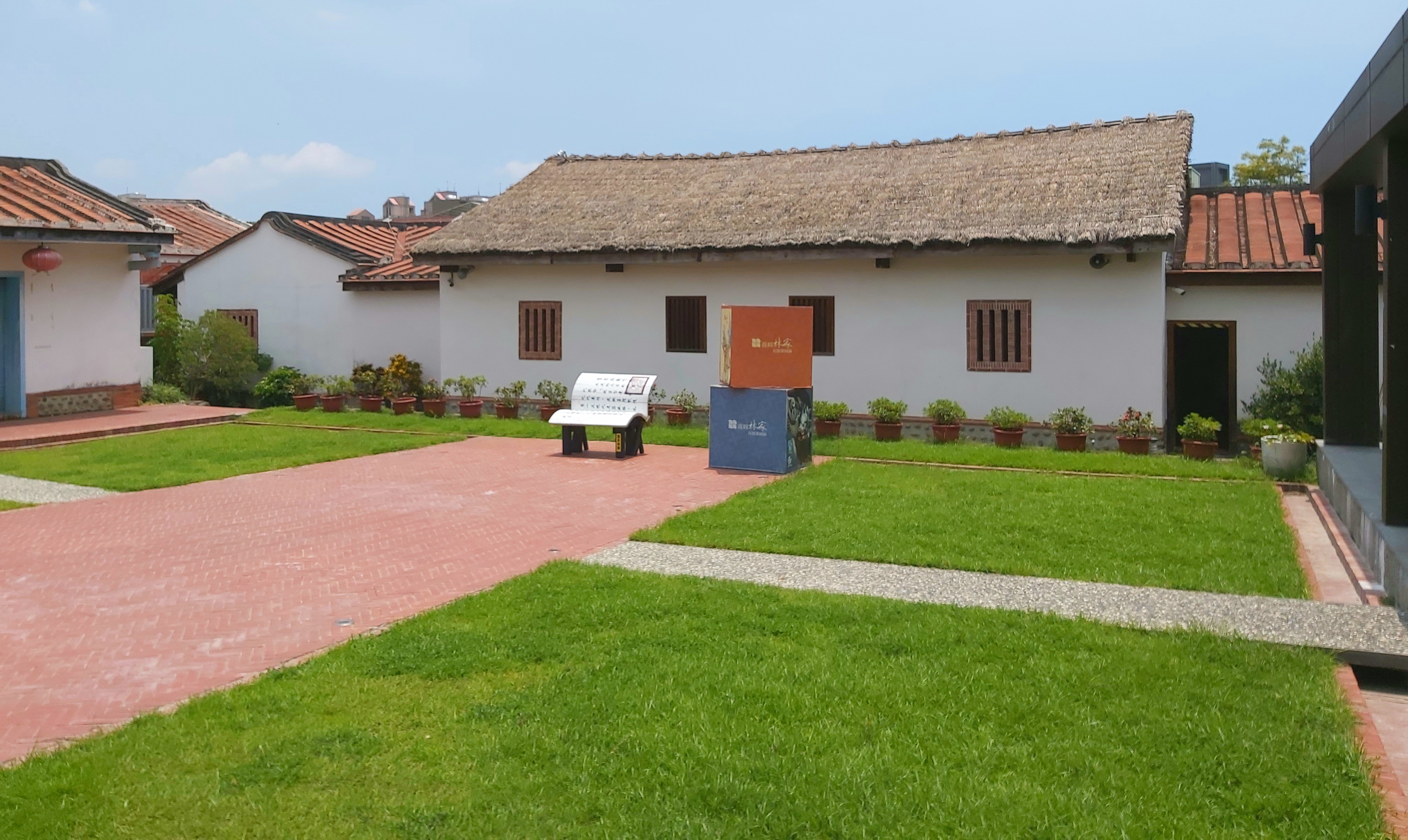
草厝正身背面
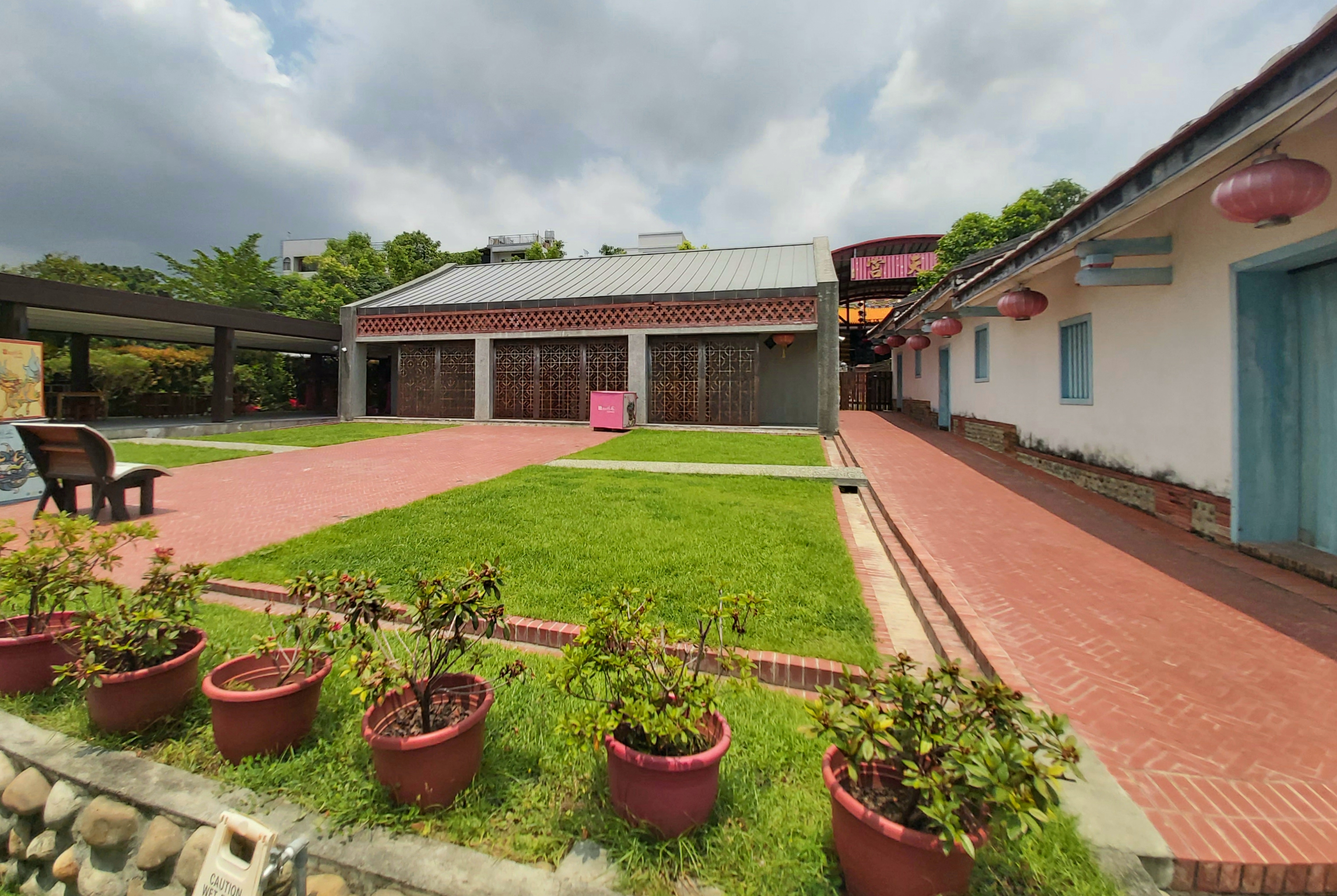
草厝庭院
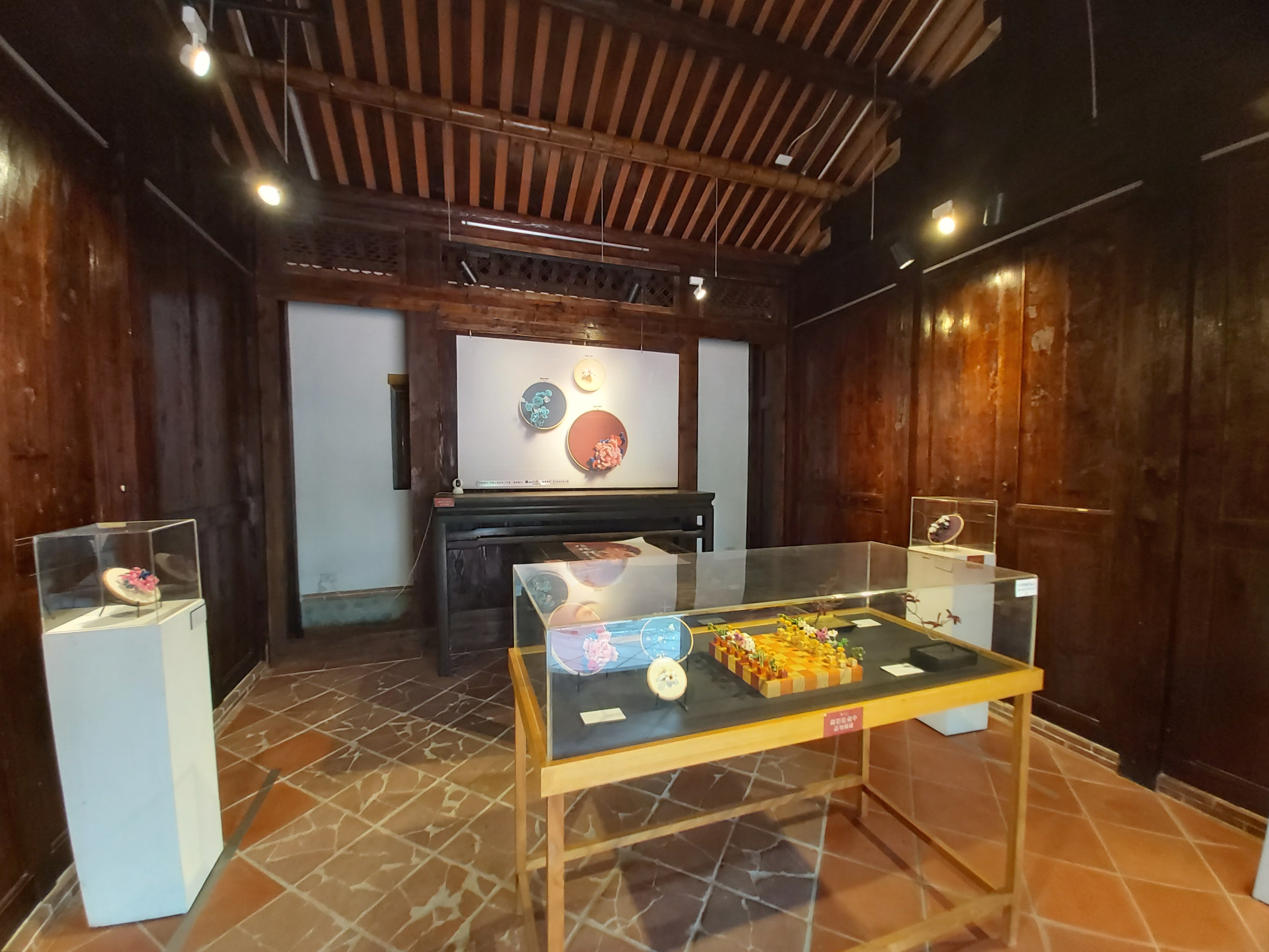
草厝正身室內

#### 宮保第
宮保第是台灣現存規模最大的清代官府宅第，一共十一開間五進深，是在咸豐八年（1858年）林文察擴建宅邸時所興建，最早為一座三合院單護龍建築，其中「宮保第」之名，是因後林文察之後在福建漳州萬松關對抗太平軍陣亡，因而被清廷追封為「太子少保」而來。
光緒九年（1883年），經林文察長子林朝棟擴建完工第一進門廳及第二進，兼官衙與進供出入府邸使用，主屋採穿斗式構架，在1895年乙未割臺前，第四進、第五進及門口日月池、水亭完工，並採特殊廊院及穿心亭作法設計，是屋主夫婦、年長父母、女眷的主要活動場域，1905年則建造現存的第三進。另一直到1935年族人在修改後落中庭穿心亭時，將第四進建築物拆除。
1999年，宮保第震毀於九二一大地震，後於2006年展開復建工程，於2009年11月完工。目前，宮保第為全台唯一清代官宅保留彩繪門神的宅第，一共有三對門神。在宮保第的第二進轎廳的牆面保存了李鴻章、吳魯的墨寶，以彰顯霧峰林家過去的政商地位及人脈關係，另外堂內的大門上設有忠烈勇式的木匾，是中國國民黨為悼念林祖密所頒贈。

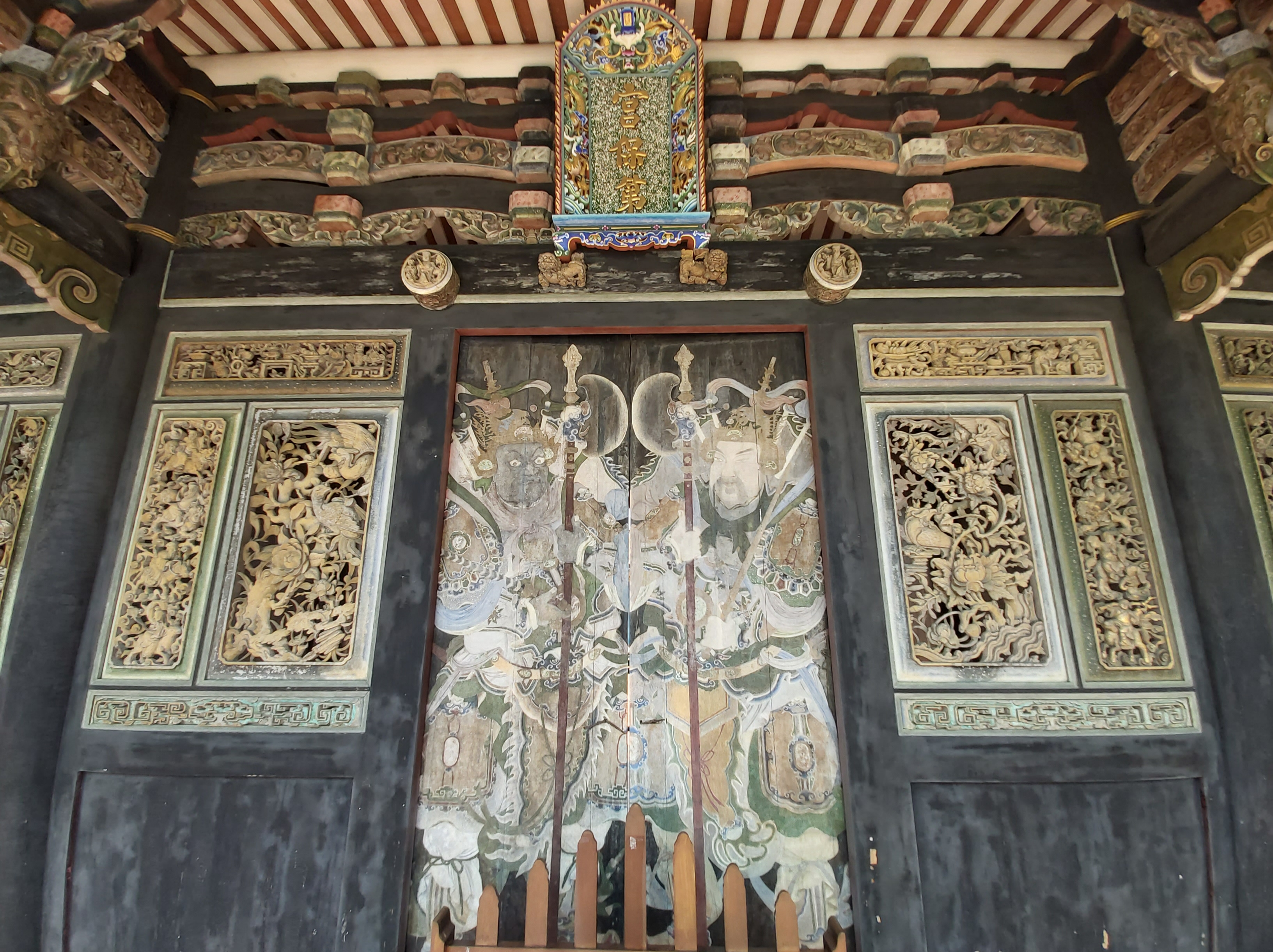
宮保第門廳
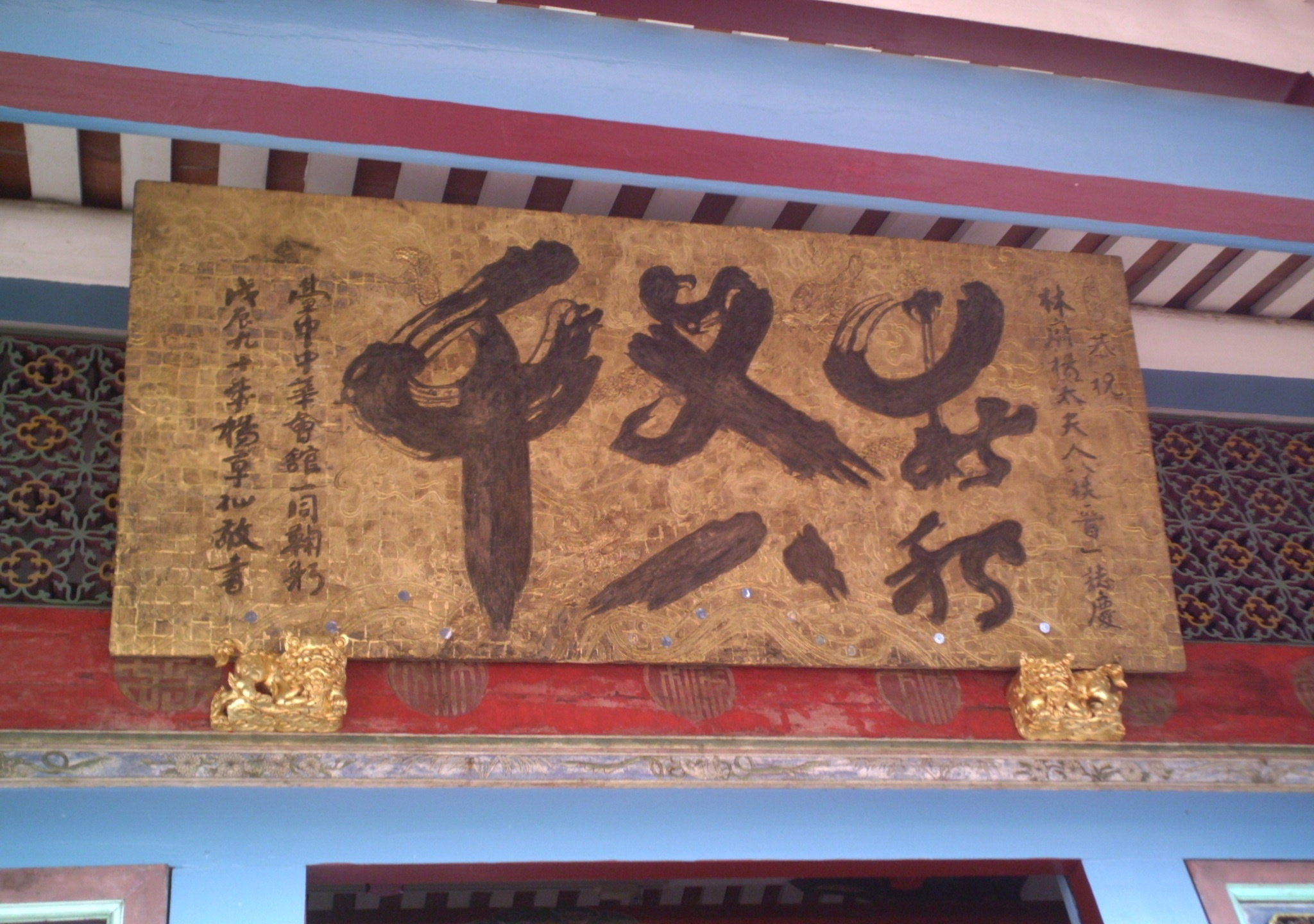
「春秋又八千」壽匾。書寫於1928年（戊辰年，日本昭和3年）。此壽匾是楊草仙為了慶賀林朝棟之妻楊水萍虛歲81歲生日而作。
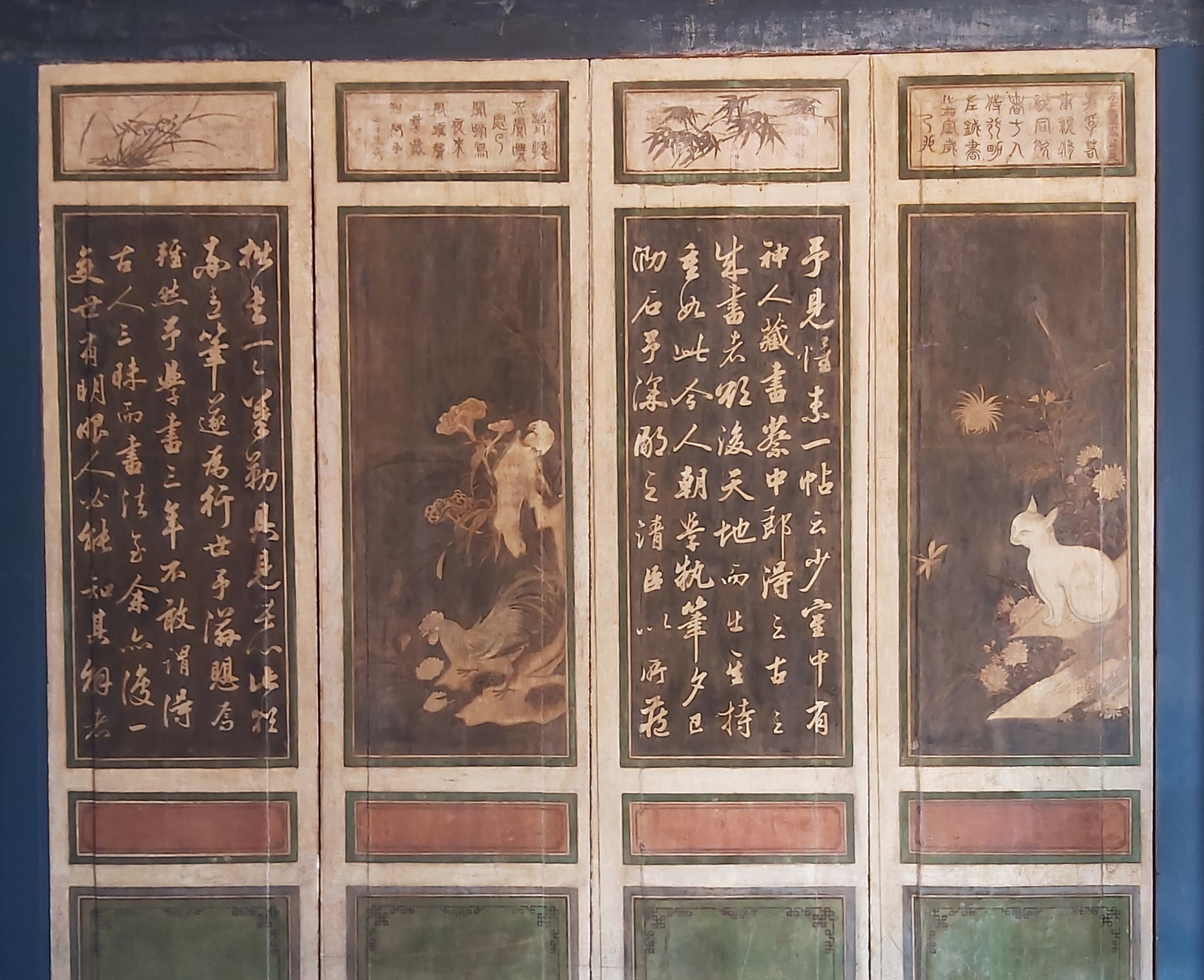
宮保第轎廳壁畫
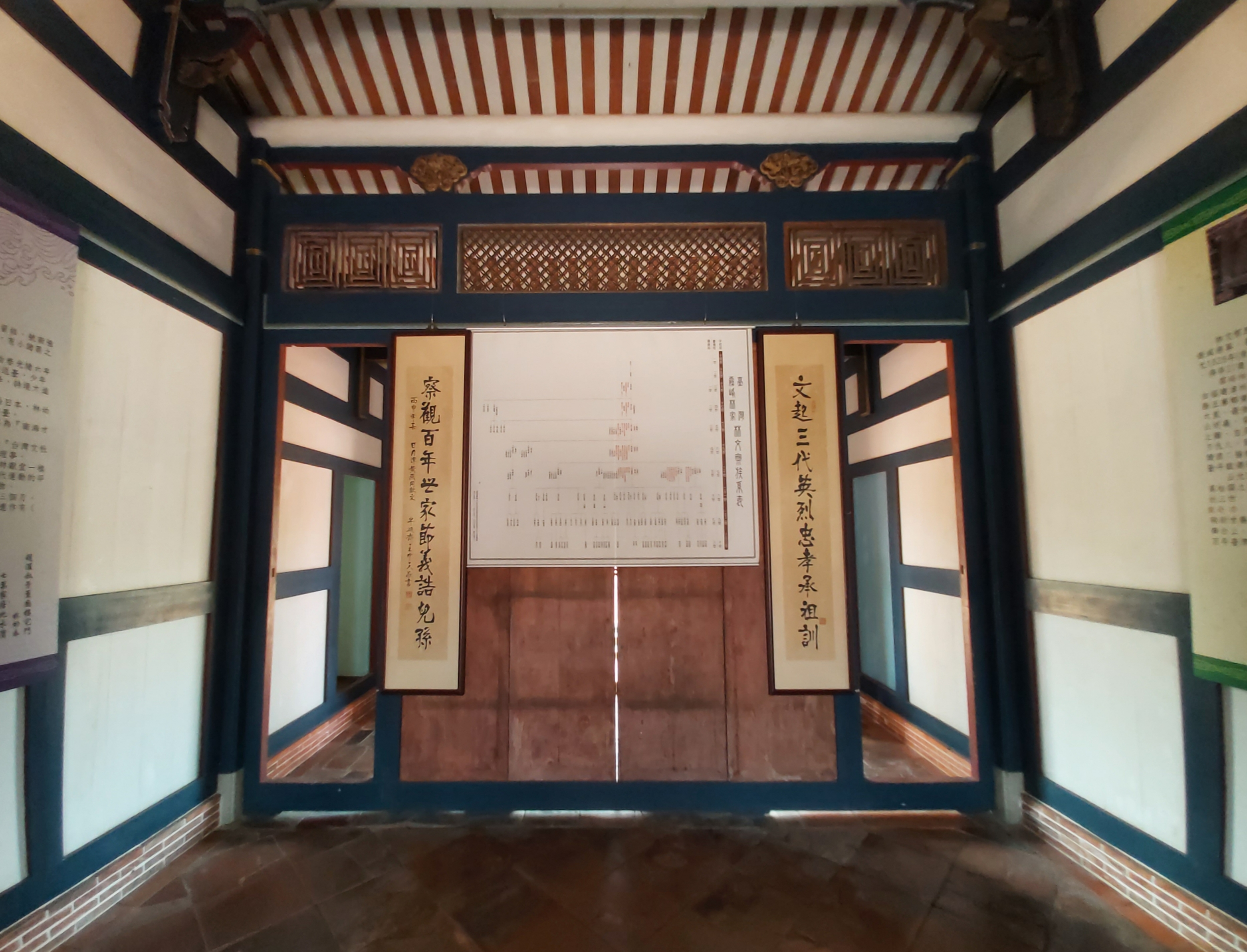
第三進室內
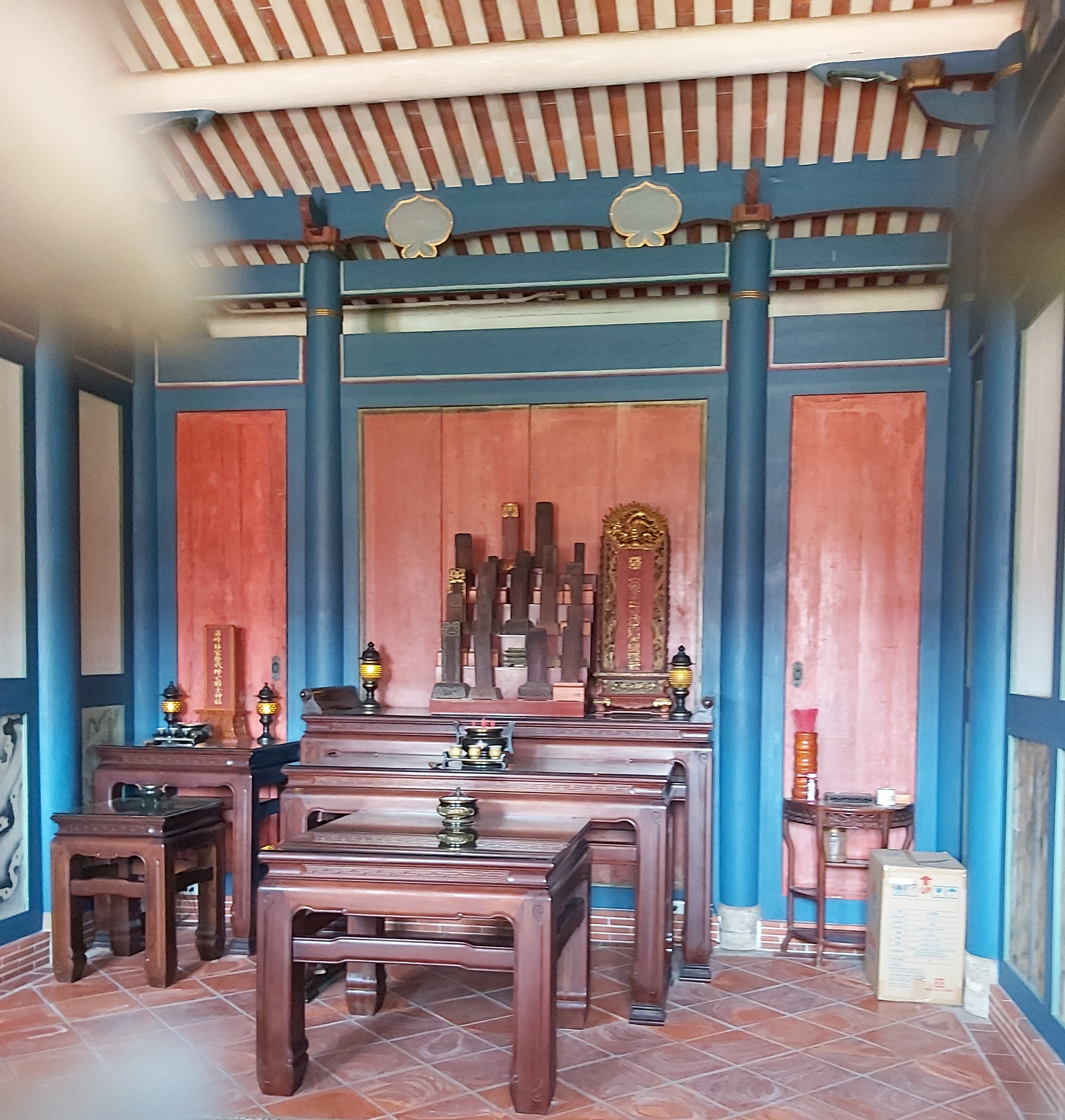
宮保第祖廳

#### 大花廳

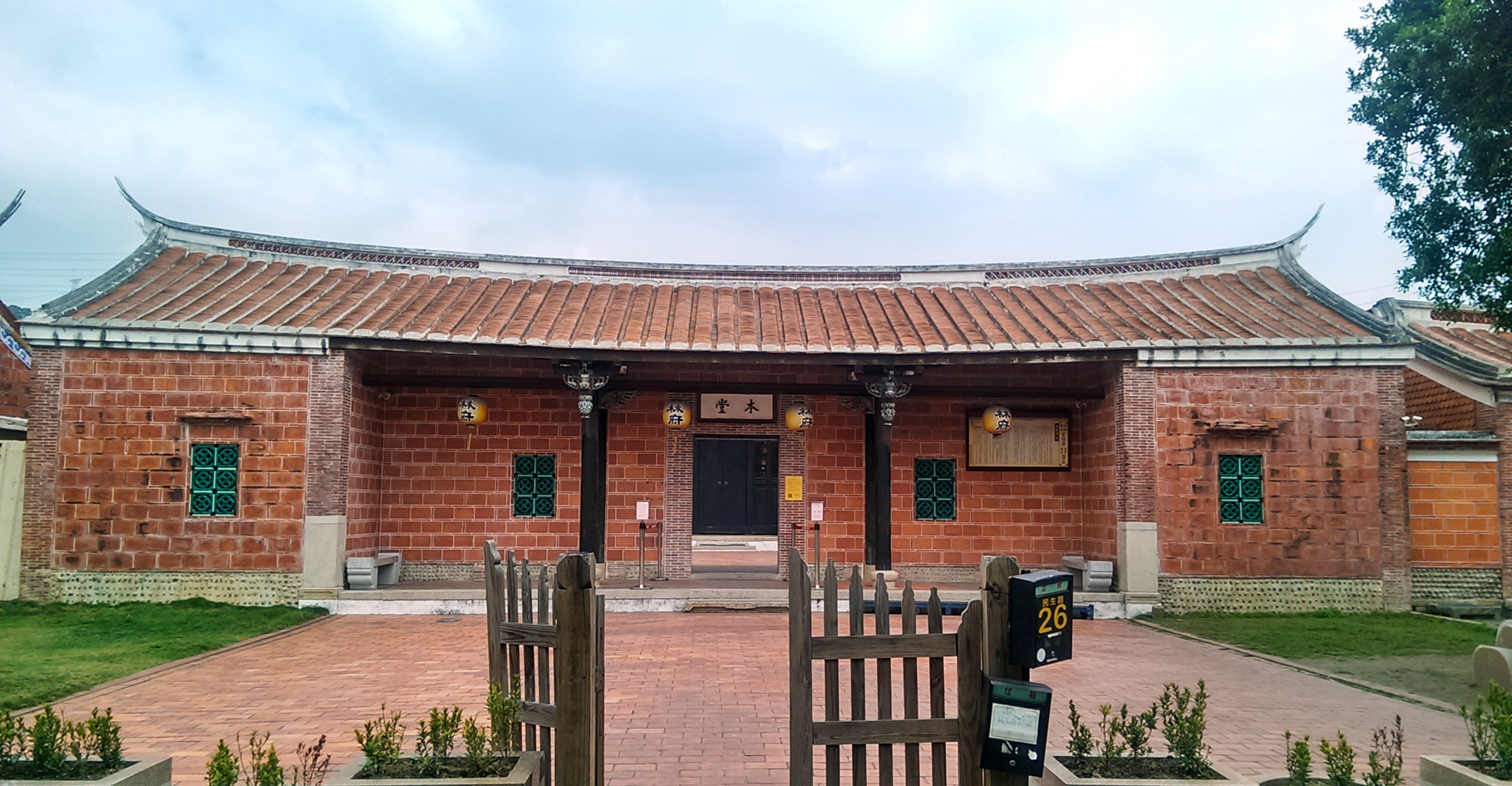
下厝 宮保第大花廳門廳
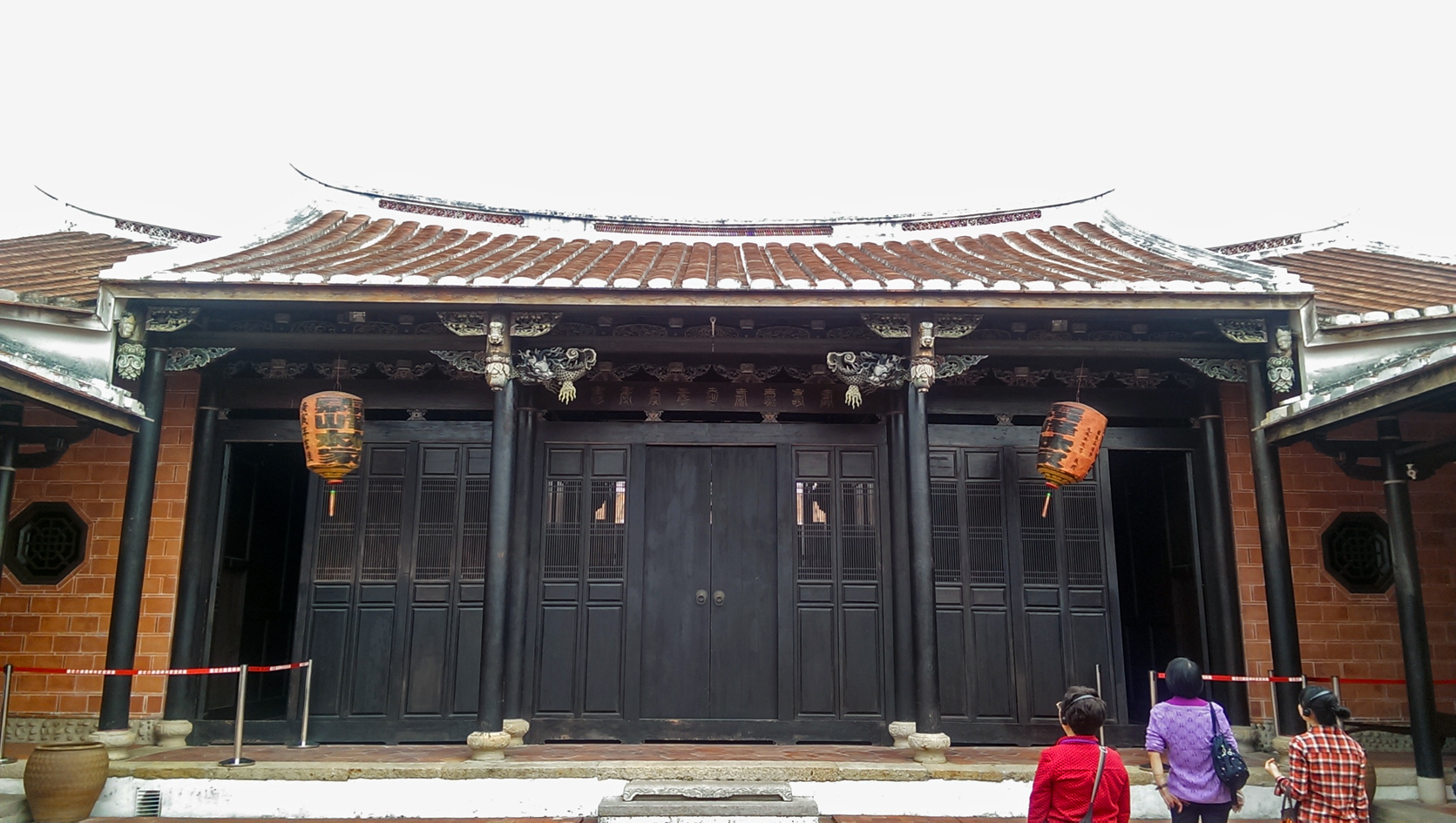
下厝 宮保第大花廳第二進
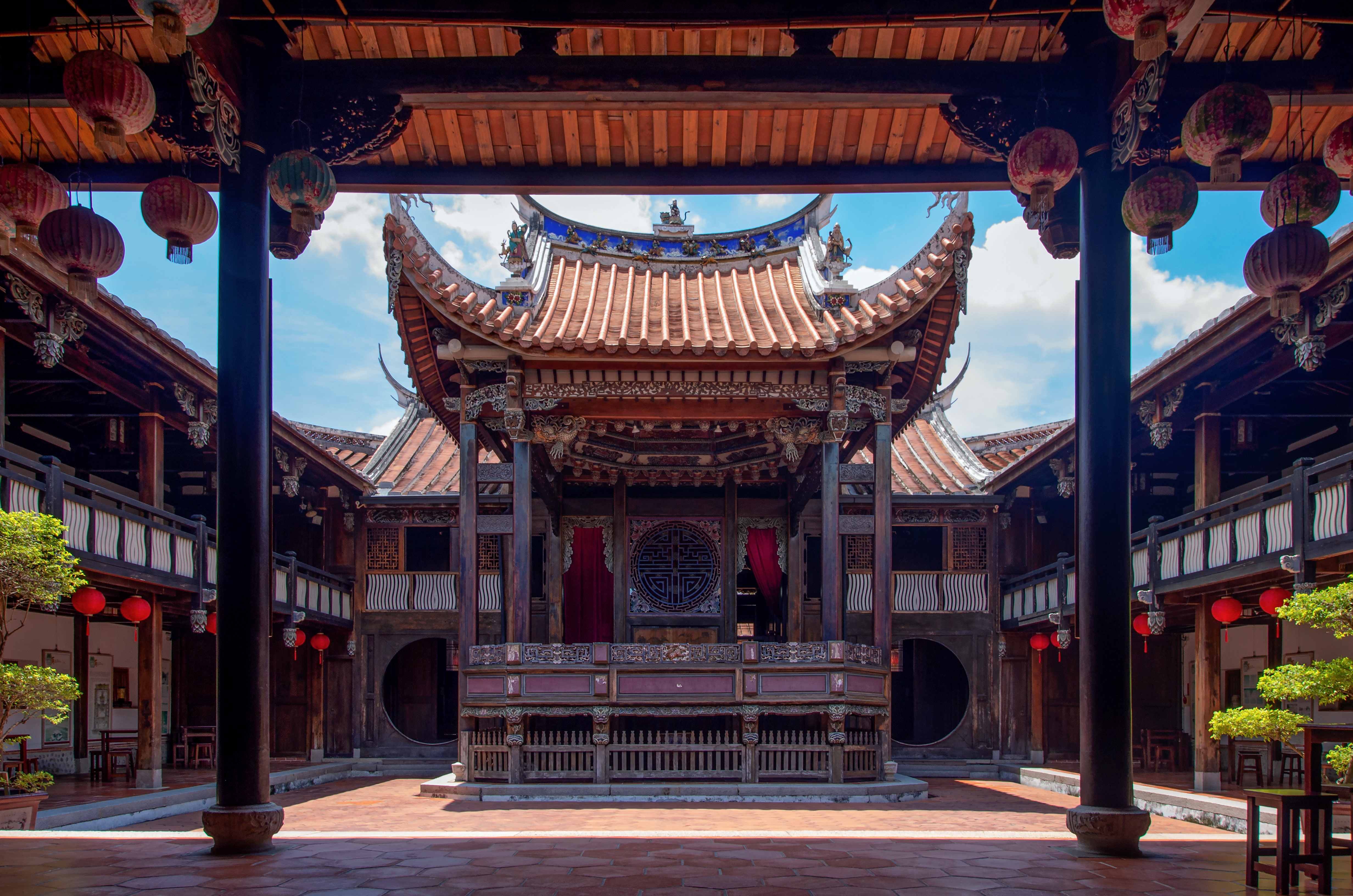
下厝 宮保第大花廳
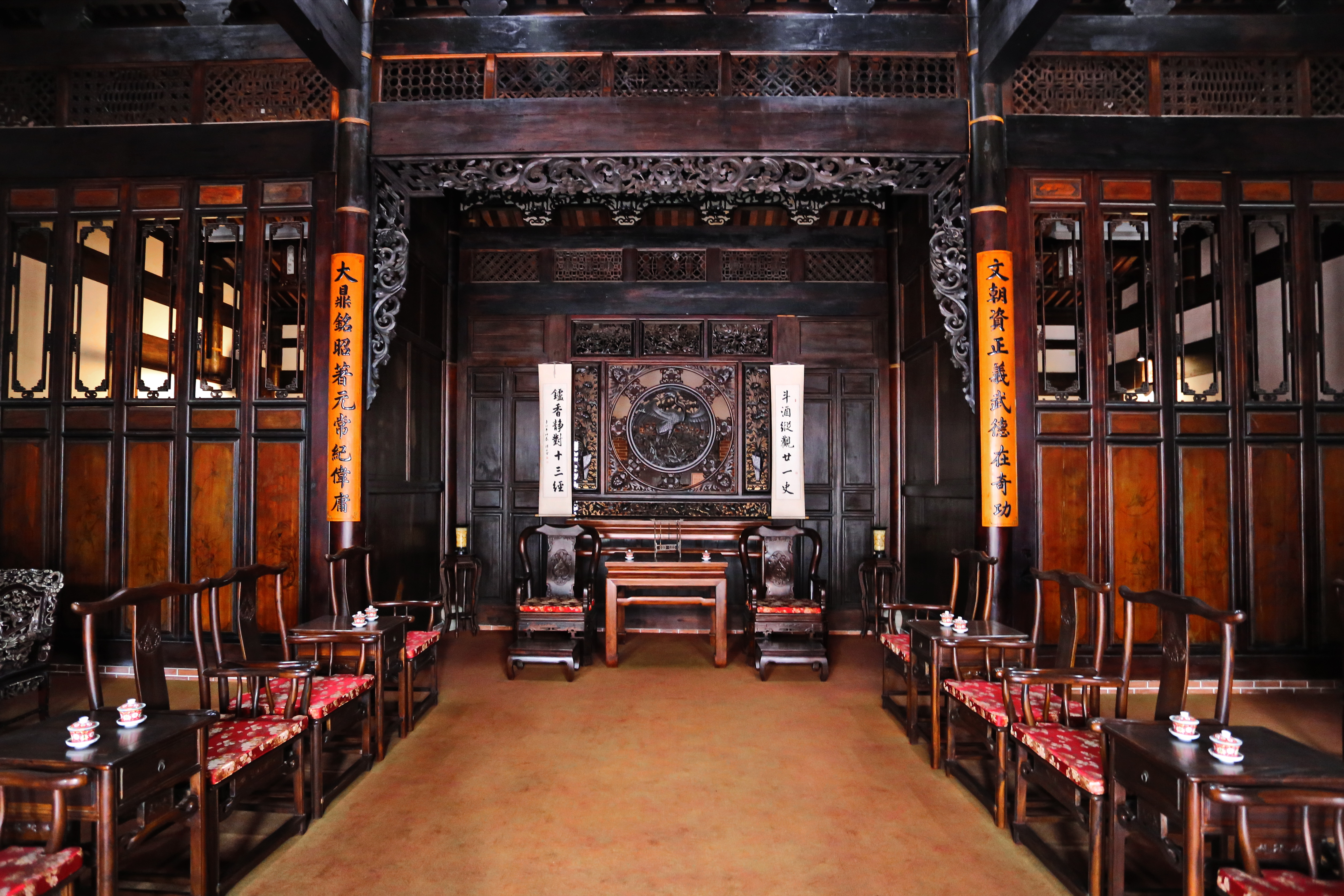
下厝 宮保第大花廳
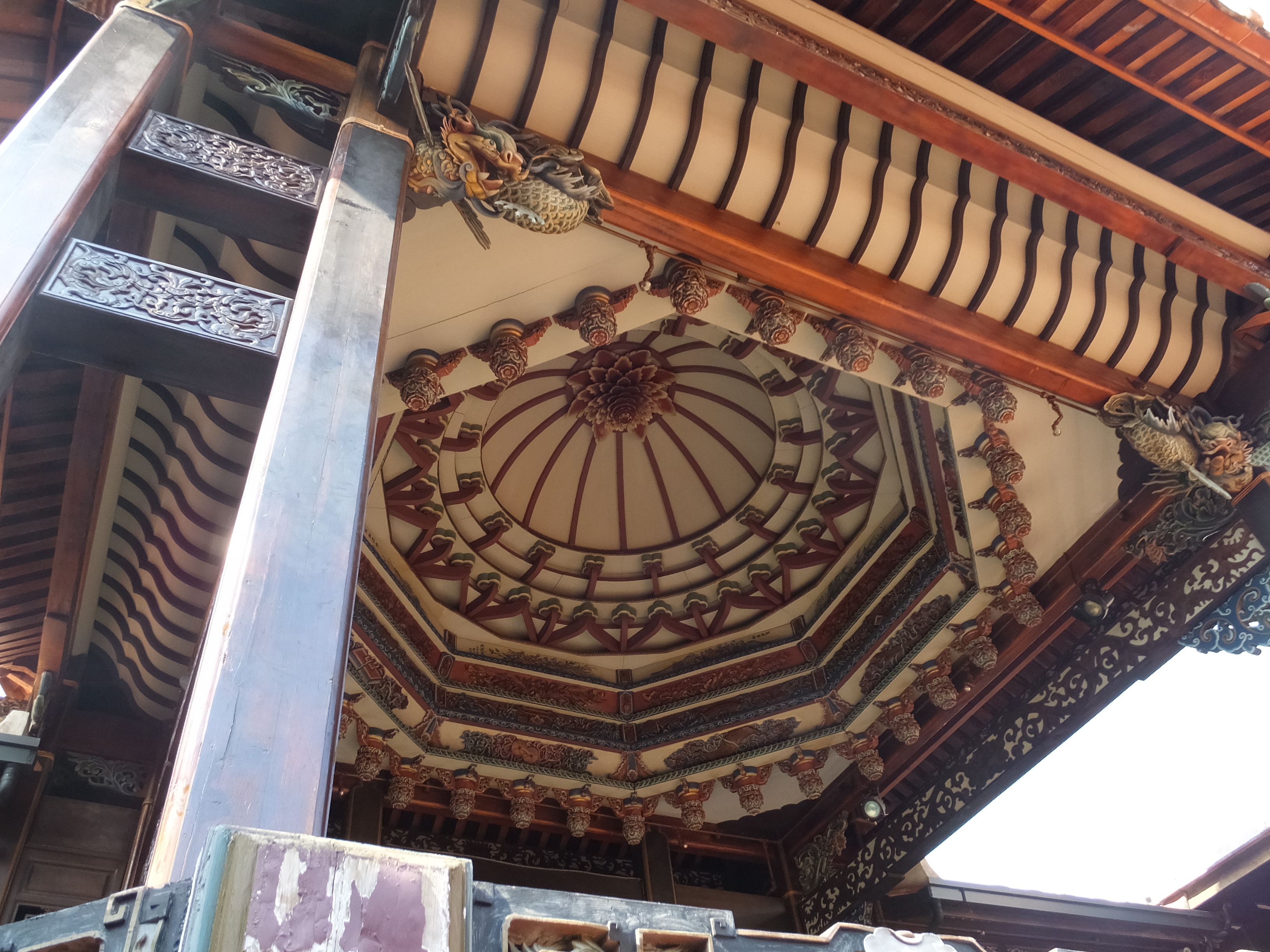
大花廳的福州戲台

大花廳原為是林朝棟出任撫墾局長時，為了招待宴客而於1890年（光緒十六年）建造的看戲空間，曾作為逢年喜事和款待貴賓的「招待所」使用。當時還有專屬的子弟戲班。
建築物為三落的宴會廳，其中在第二落處設有臺灣僅有的福州戲臺及觀眾席，共區分貴賓席、男眷、女眷、左鄰右舍觀賞區等包廂。戲台建築採用檜木為主建材，負有相當華麗的木柱裝飾，戲臺正上方的藻井為一座大牡丹花造型，最外層為八角形，內側則採圓形疊折方式向上收攏，此特殊設計意味花開富貴，故取名「大花廳」之名，同時也在戲臺下方放置水缸以加強聲音傳播，該建築群被視為林家鼎盛時期的象徵。

#### 將軍府
將軍府原名「二房厝」，是同治三年至九年間（1864年至1870年）林文明興建給二房族人居住使用，二房厝是族人內部對此建物之原謂，「將軍府」之名則是參與因林文明平定太平天國與戴潮春事件戰事，官拜二品副將賜封為「建威將軍」得名，建築群整體為三大落五進式建築，在日治中期時，中落曾進行局部改建。921大地震之後，將軍府毀損嚴重，後於2013年修復完成，將原「二房厝」正名為「將軍府」。

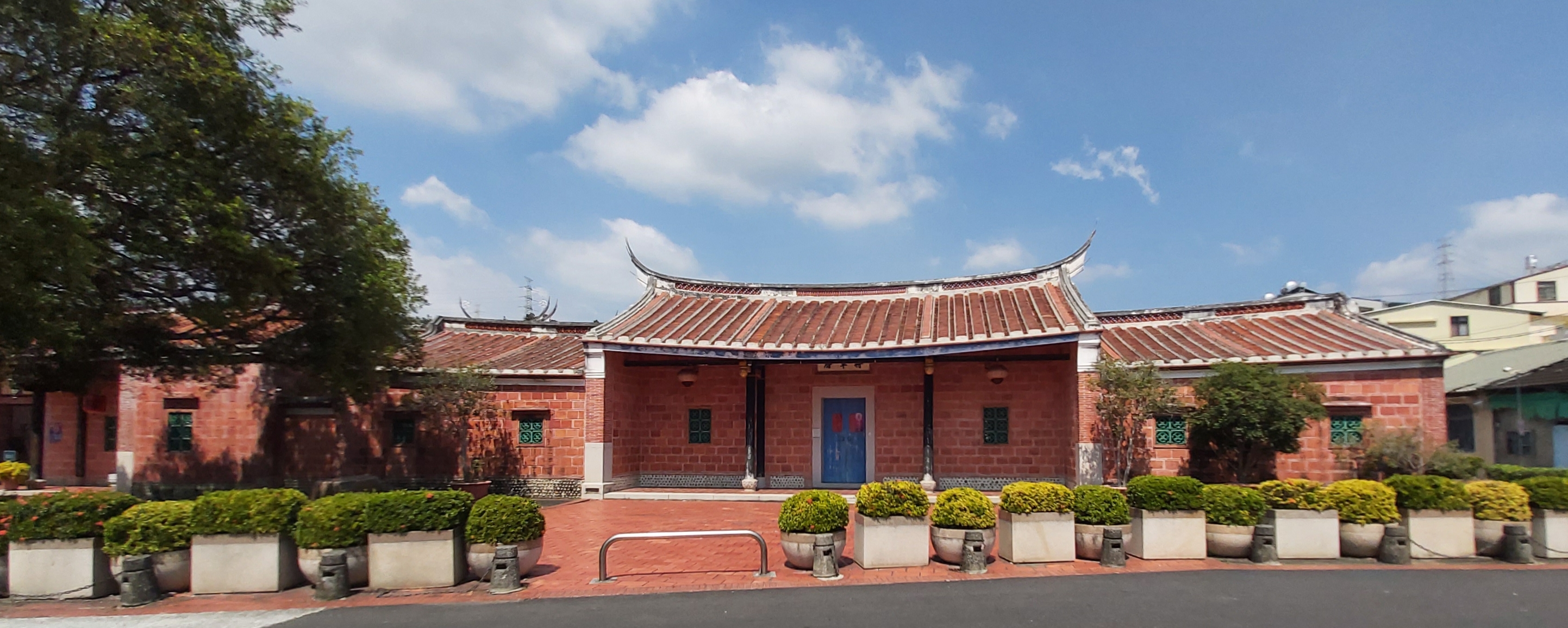
下厝將軍府
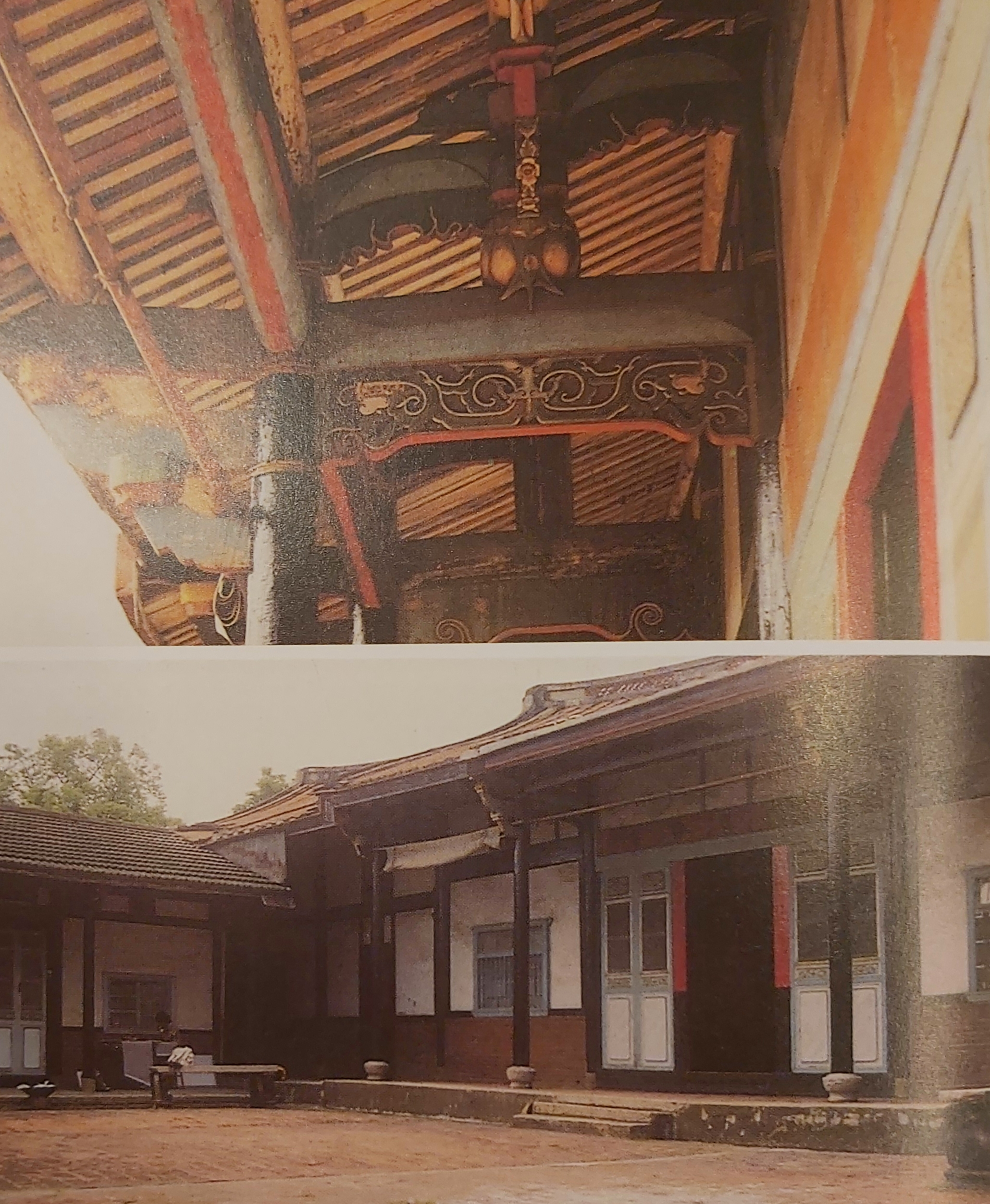
第五進資料照
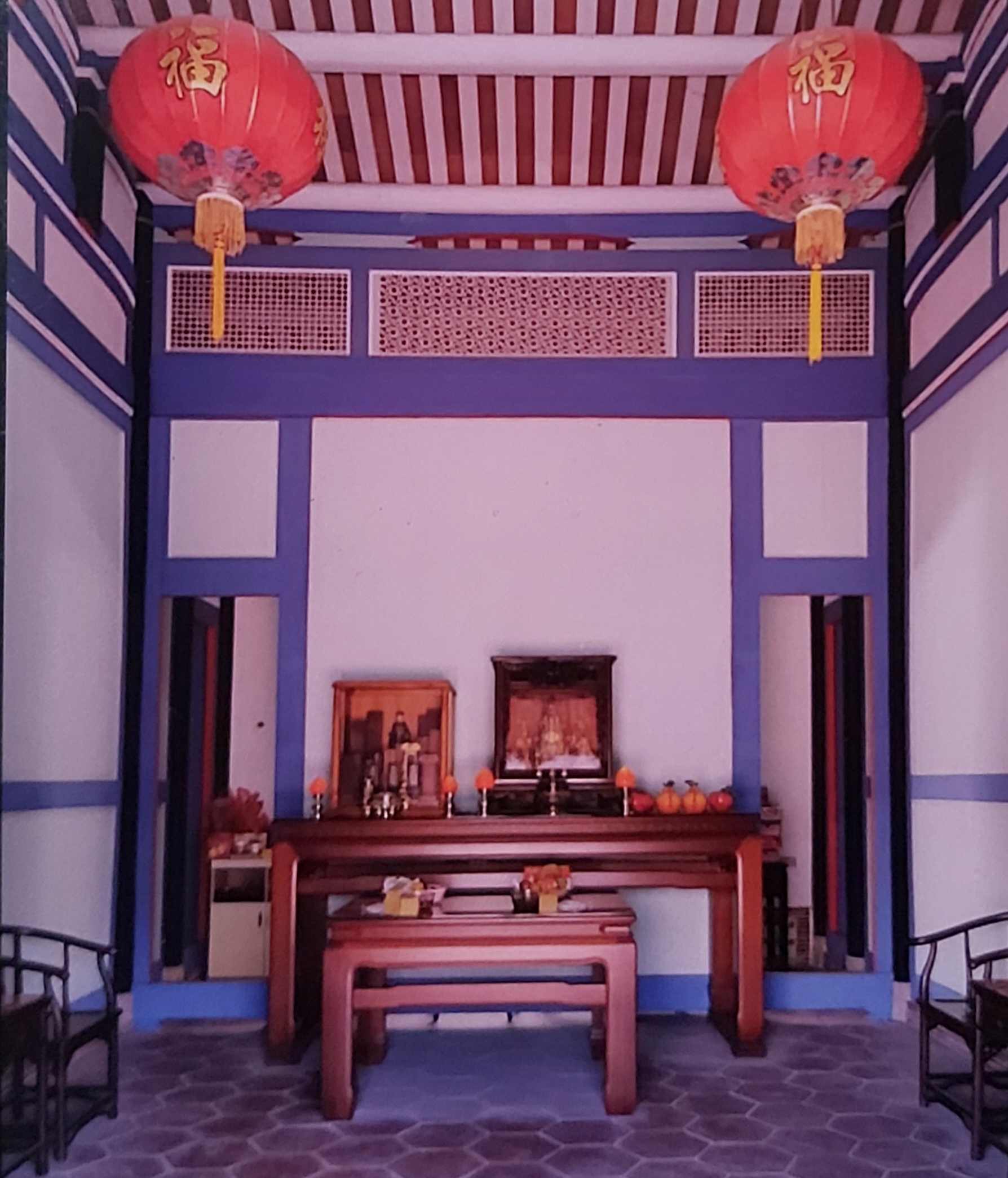
二房厝祖廳
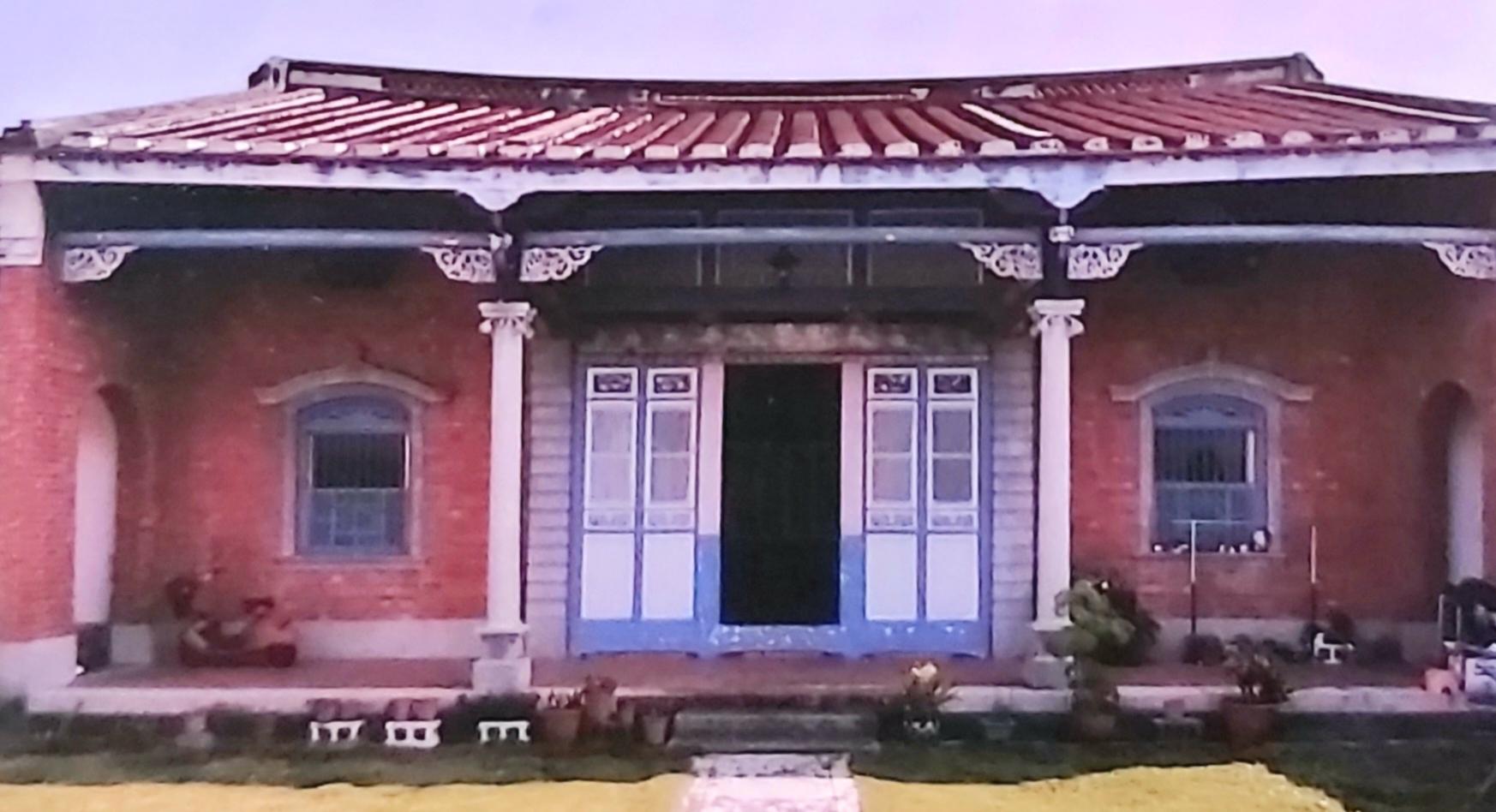
第三進
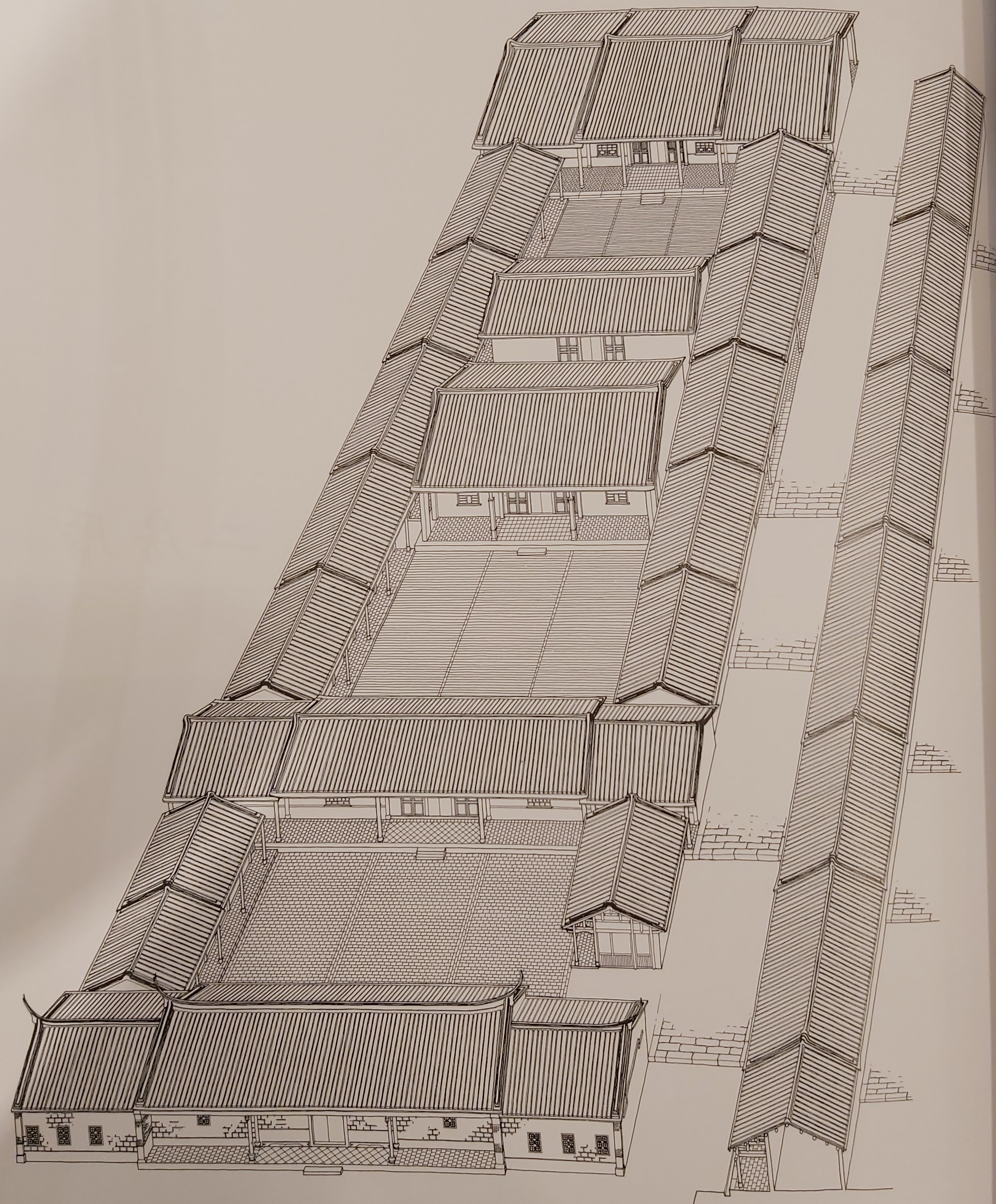
二房厝與廿八間復原圖

#### 二十八間與振坤堂
二十八間是與宮保第同時於咸豐八年（1858年）所興建，作為屯軍、鄉勇駐紮的場所，設有馬廄、軍隊辦公室、營房等計28隔間，是臺灣官宅第中少見的營房配置，目前建築物已消失。
此外濱臨萊園處設有一處黃宅，其祖先原為林家的佃農，日治初期黃家曾因照顧林家頂厝的子嗣，林家子孫因感念乳母恩情，特別撥地贈與黃家土地，並於日治中期將祖厝改建成「振坤堂」，振坤堂為單院落兩護龍式的建築物。並有一門樓，外兩埕，內埕於兩護龍之間築了圍牆作一區隔。

## 萊園

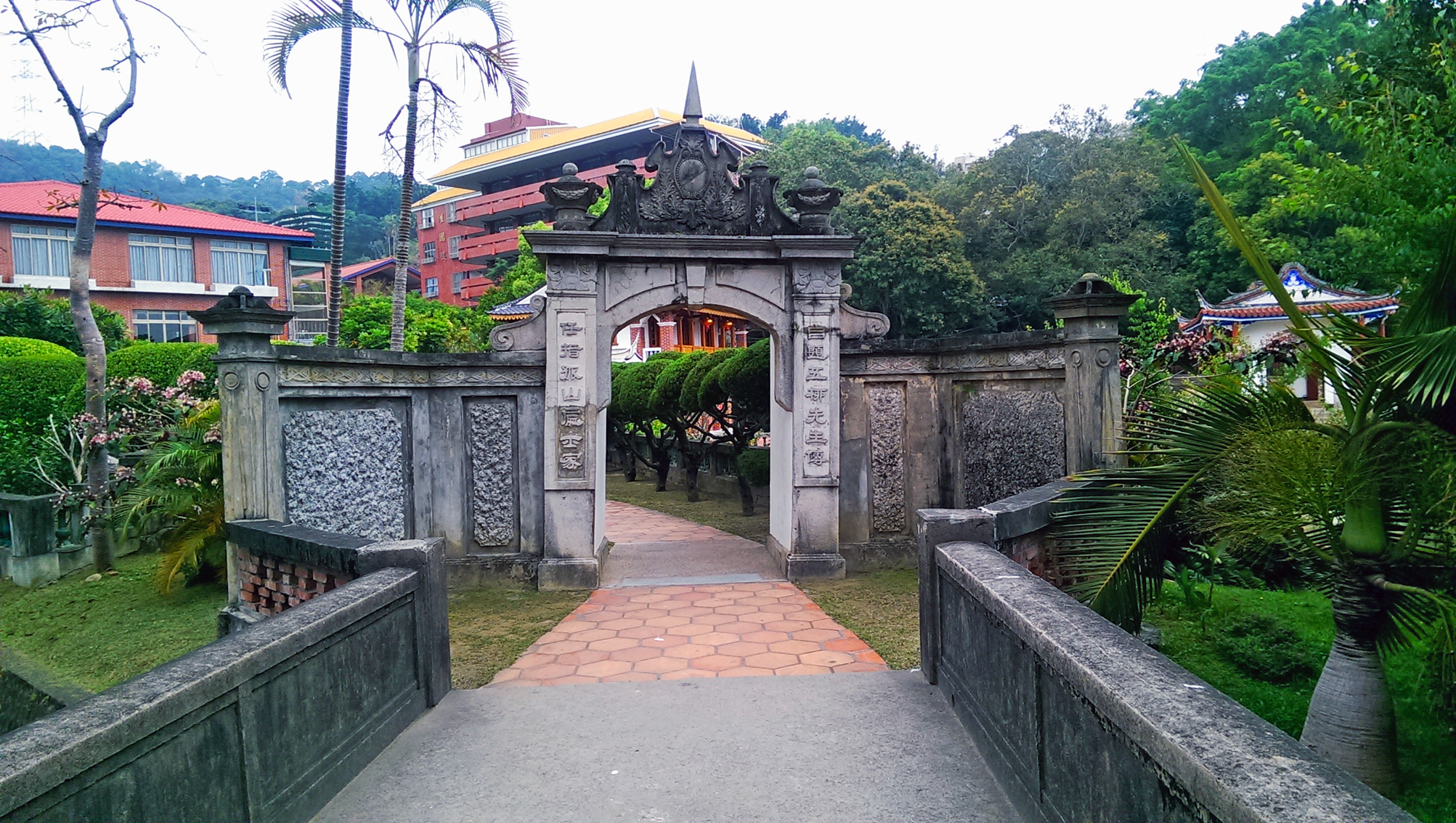
萊園入口「木棉橋」，為1930年所興建為水泥橋，此橋也是通往萊園唯一的通道
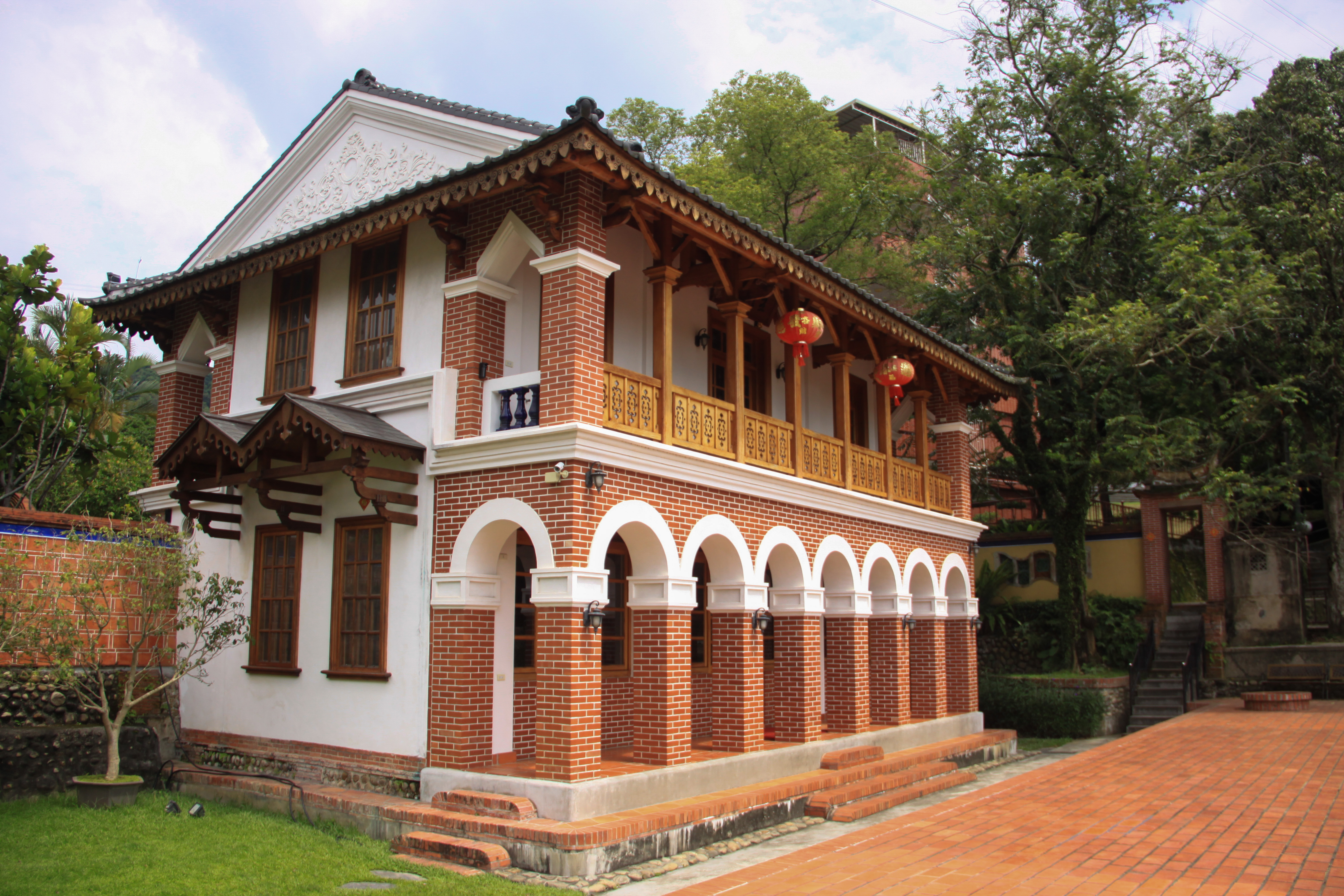
五桂樓，原稱「步蟬閣」，最初曾作為羅太夫人休憩居所使用，於1907年重修五成中西合璧風格，成為文化啟蒙人士所聚集的場域
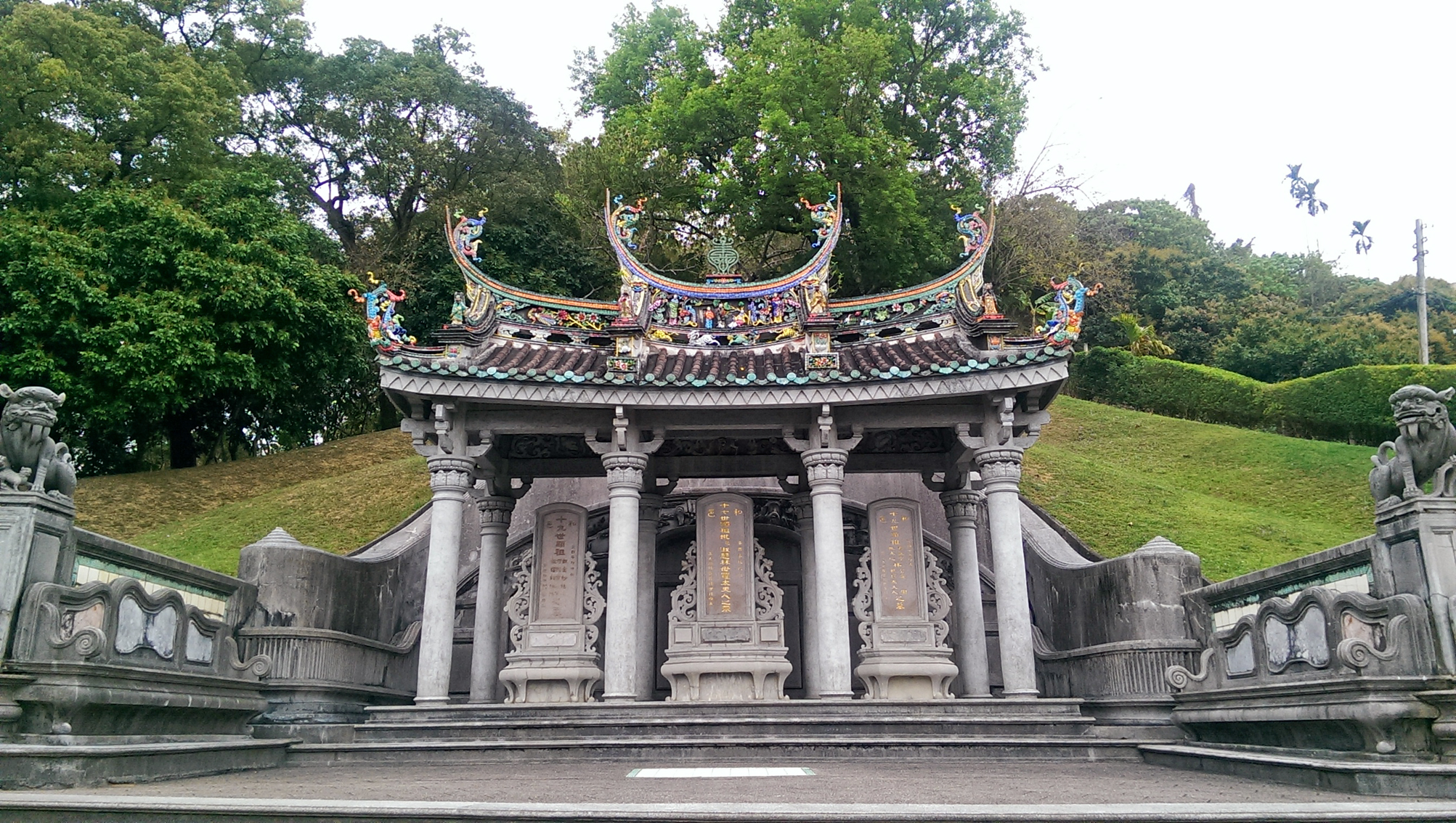
林氏祖塋為林家頂厝系統組塋，是台灣最大的閩南式墓葬群之「昭穆」系統，整體建築採陽宅式設計，2004年重修
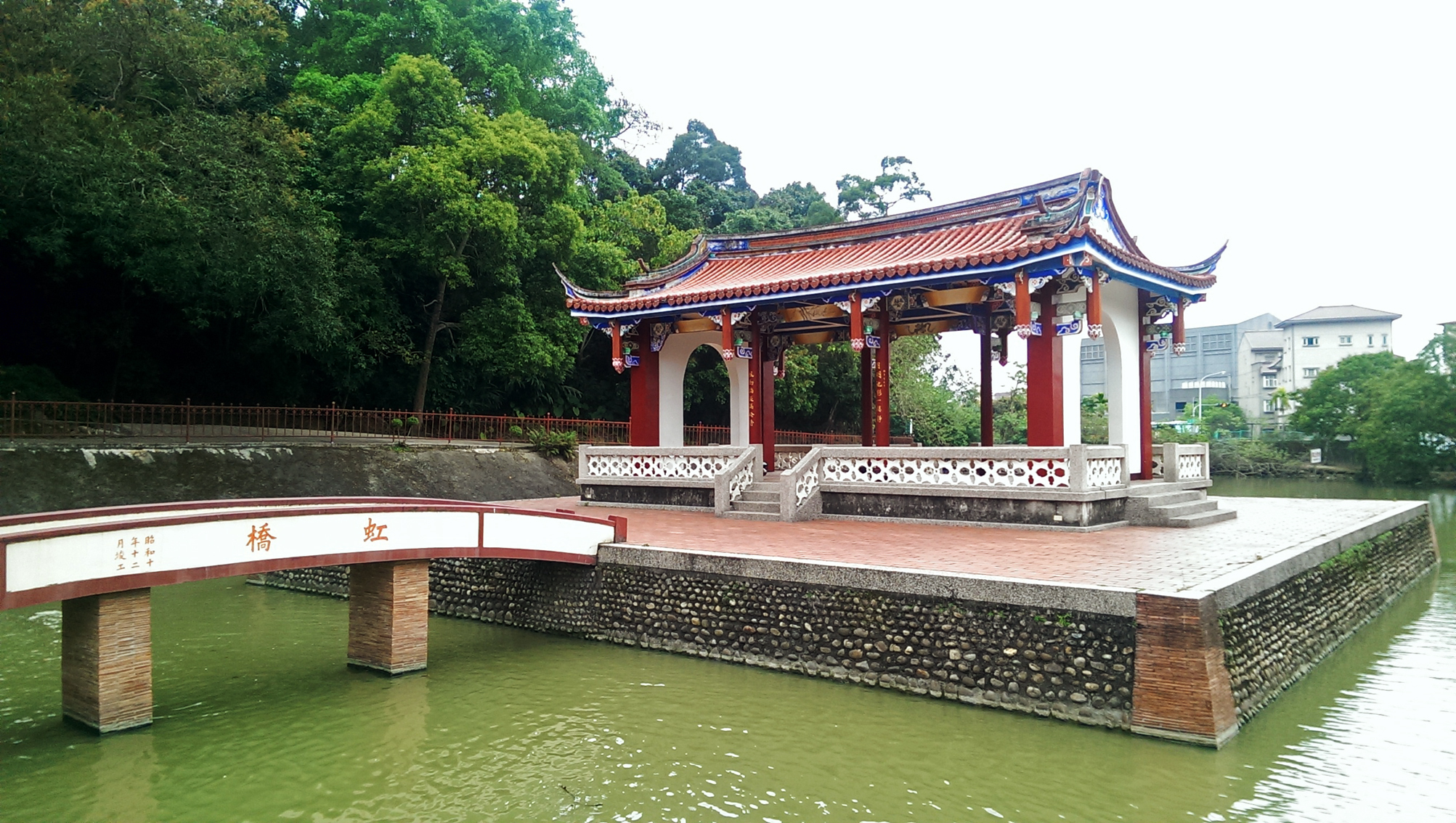
飛觴醉月亭，過去曾作為林文欽母親羅太夫人欣賞戲曲的戲台，位於小習池中央的荔枝島，現在的建築為2000年重建

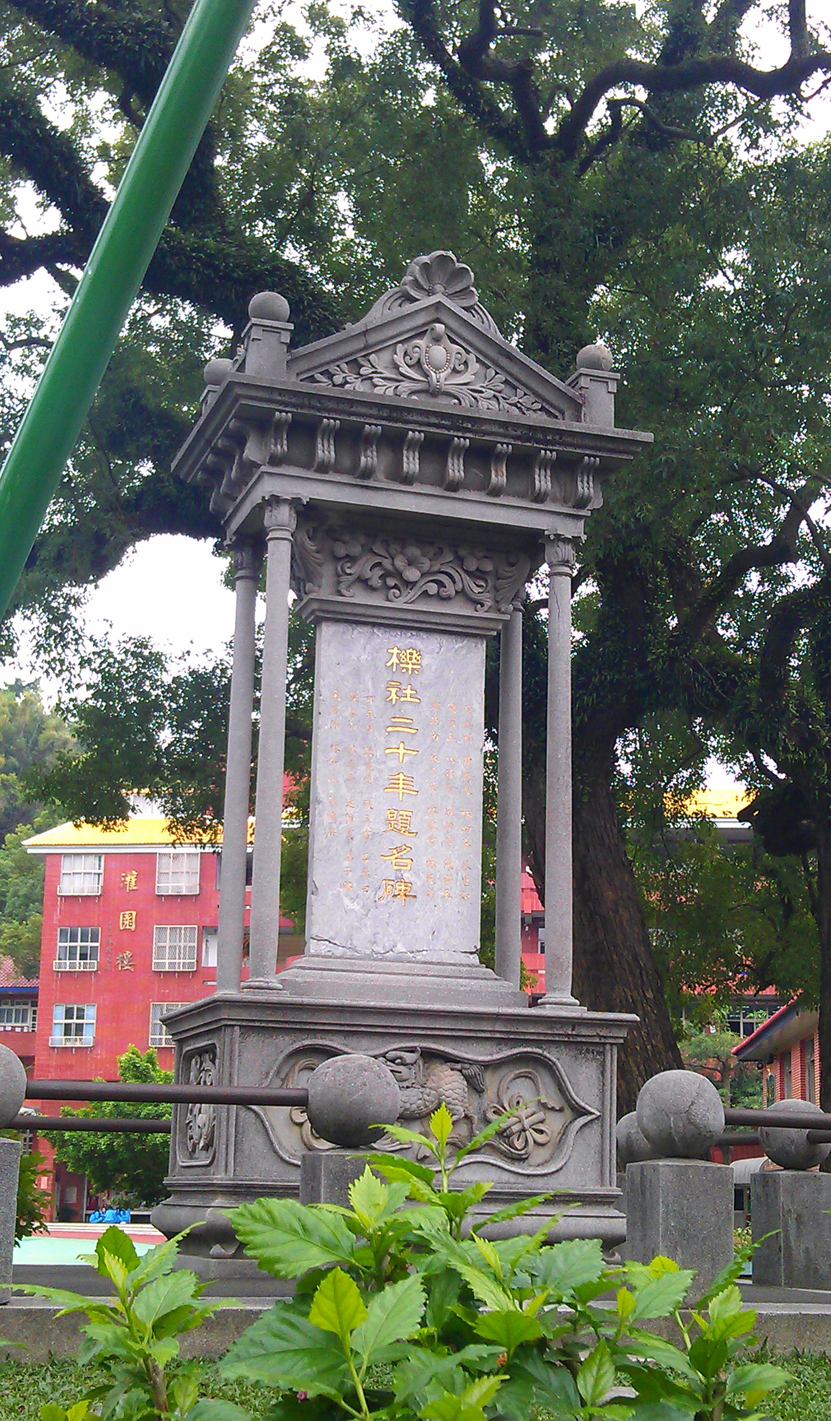
1921年所立的櫟社二十年題名碑，刻有林幼春所撰寫的碑記

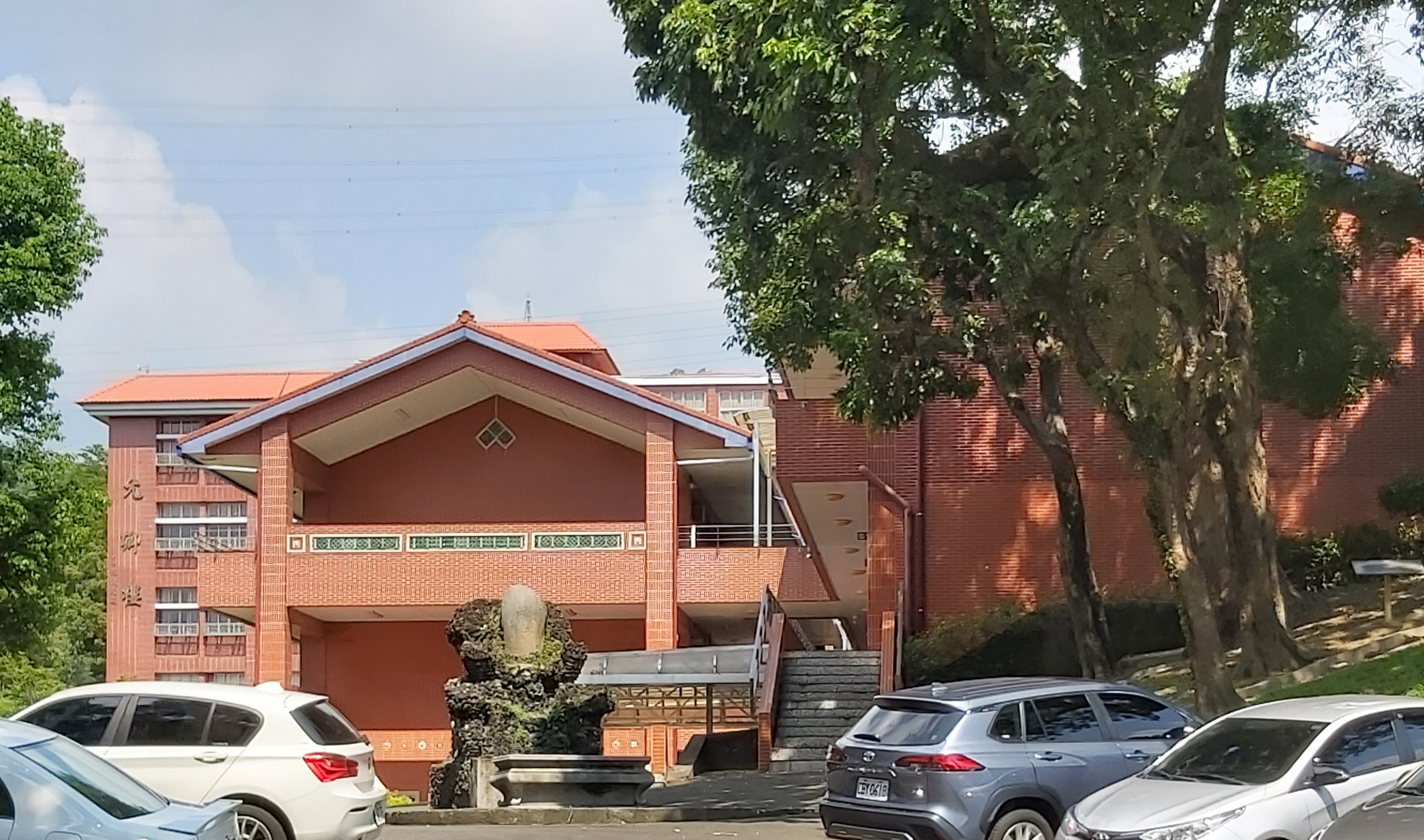
明台高中校舍前的「石頭公」

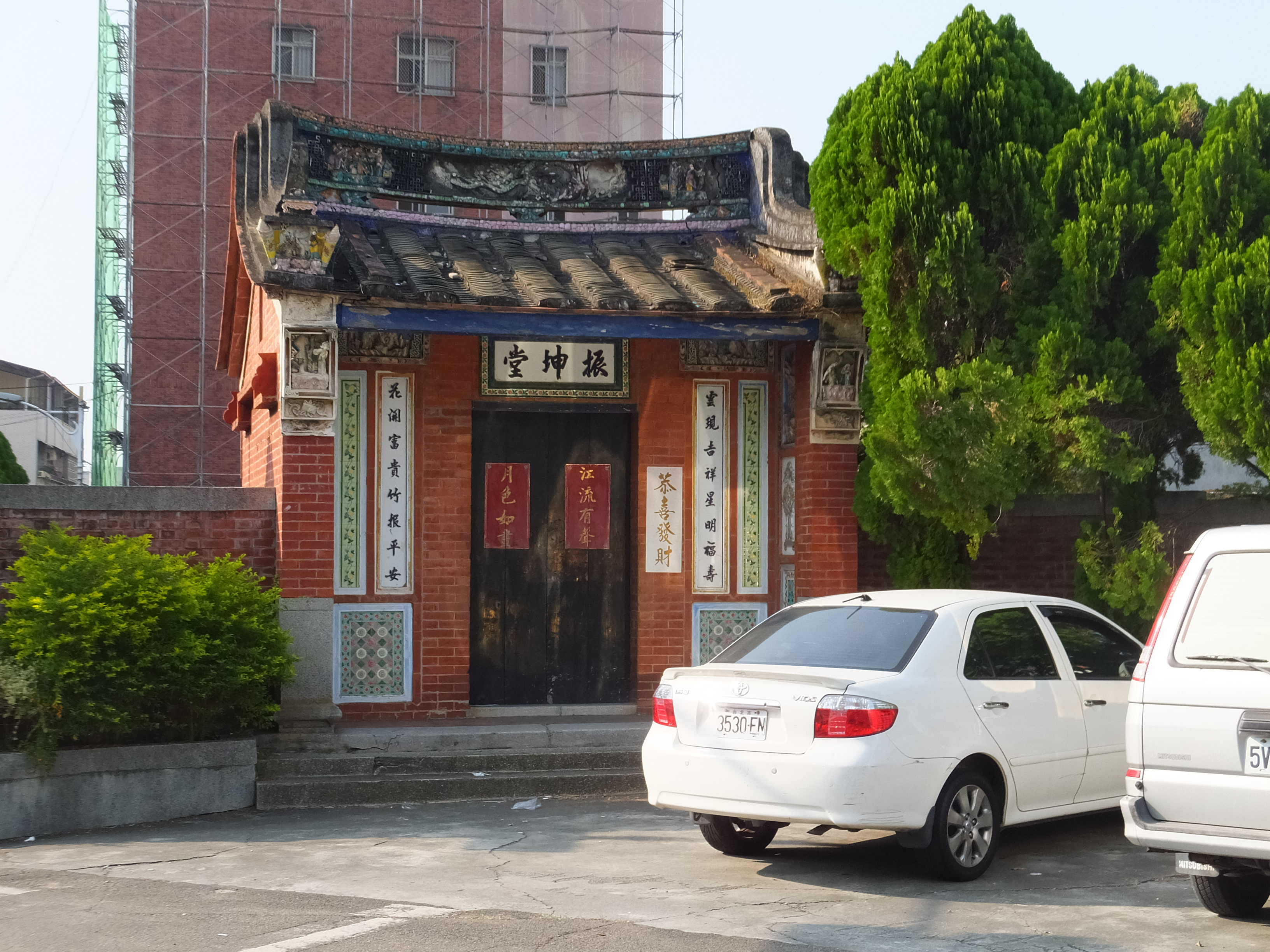
振坤堂位於萊園附近，是林家頂厝贈與乳母之地

萊園，是由頂厝系的林文欽於光緒十九年（1893年）所興建的庭園，當地居民俗稱為「林家花園」、「酒樓仔」，日治時期，此處曾作為櫟社聚會所、文化協會「夏季學校研習營」、一新會與一新義塾的活動場域，林獻堂也經常將萊園作為招待賓客之場所使用，此外，梁啟超曾於1911年訪台期間題詩十二首詠贊萊園景致，後人稱為「萊園名勝十二絕句」。，更名列台灣四大名園，也是台中十二勝景「萊園雨霽」所在。
戰後時期，萊園因疏於照料而逐漸失去原有風貌，直到1991年林政光與林芳媖伉儷後接任董事長後進行修復，後在經歷921大地震再度受損而進行重建工程，並於2000年成立林獻堂文物紀念館，在2018年底擴大為霧峰林家花園林獻堂博物館開放民眾參觀
，目前萊園共保存五桂樓、荔枝島、飛觴醉月亭、小習池、林氏祖塋、夕佳亭小習池等多處景觀。位於明台中學校園內。並保存如林獻堂所立，進士陳望曾所著，紀念林家祖先擊退戴潮春事件餘黨攻打阿罩霧之事跡的鐵砲碑。相傳原有一尊鐵砲陪襯，現已不復見，此外尚有於1921年櫟社成立廿週年時所立的「櫟社名碑」、萊園一家石、林竹山夫子頌德碑、夕佳亭、柳橋、三十六台階、石頭公、林允卿銅像和櫟社百週年紀念橋等文物。

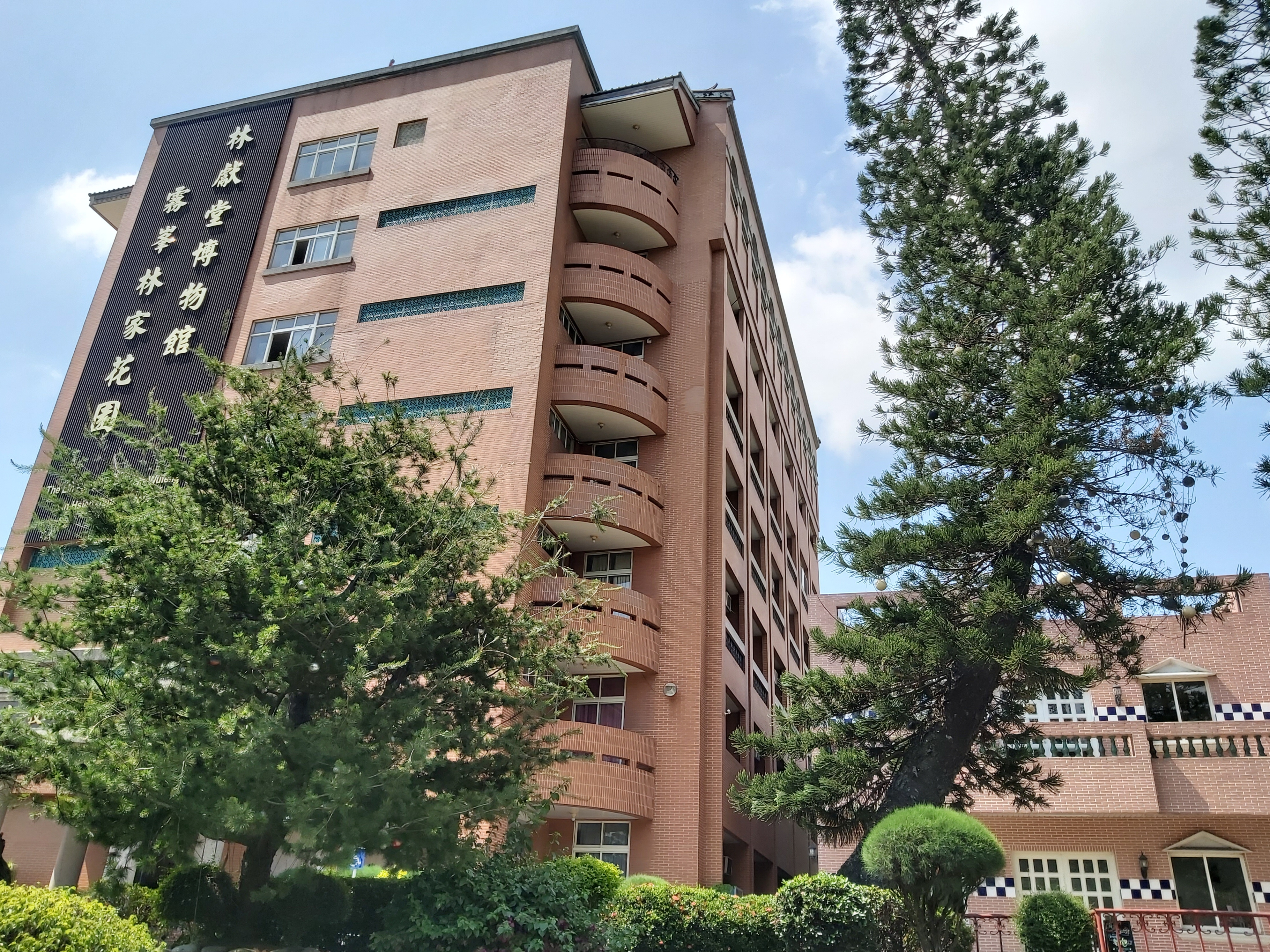
林獻堂博物館
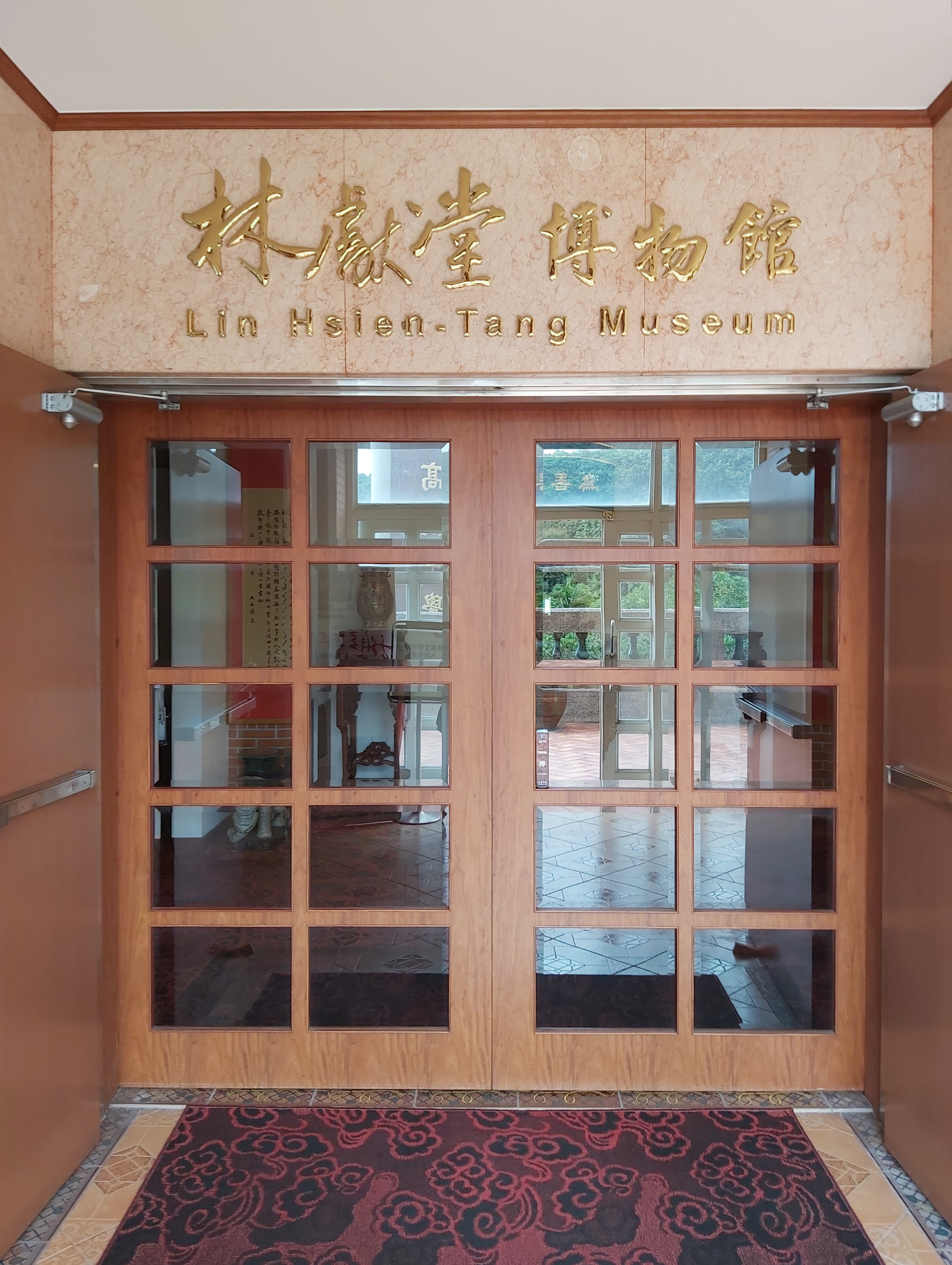
博物館入口
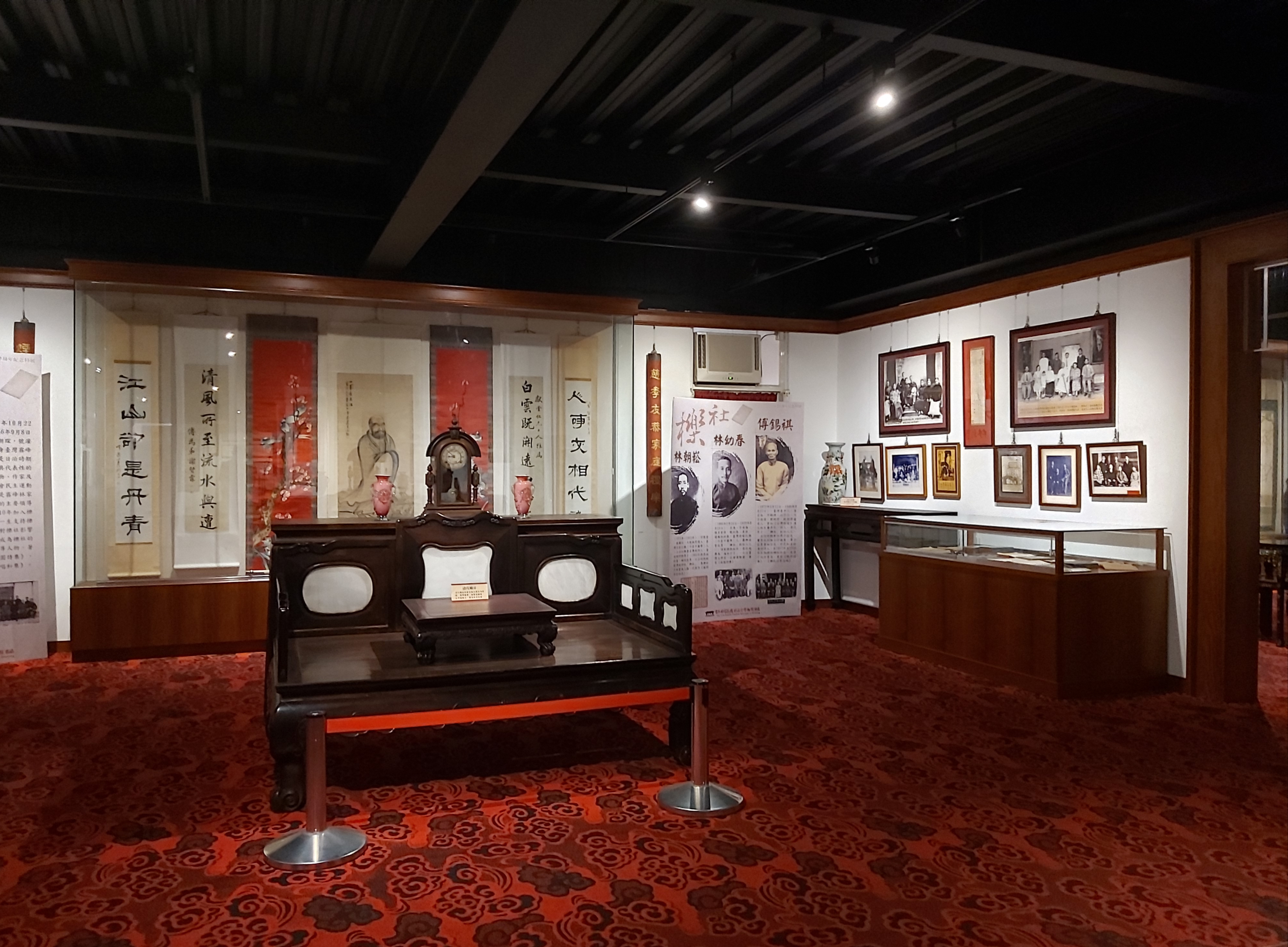
博物館展廳

### 五桂樓
五桂樓為光緒十三年（1887年）初建，原名「步蟾閣」，是當初修建萊園時羅太夫人的起居室及觀戲的休憩空間。
1907年進行改建工程後，則將原本的重簷歇木式構架建築改為現今西方折衷磚拱樣式，五桂樓的名稱由來，則是過去樓前曾種了五棵桂樹，以象徵林家頂厝五個堂兄弟。「桂」字則作為富貴平安的諧音，與《三字經》「竇燕山，有義方。教五子，名俱揚。」之意而來。
1999年，由於921大地震因素使得五桂樓完全倒塌，最終文建會終於同意於原址原貌重建。重建的五桂樓於2011年完工落成。

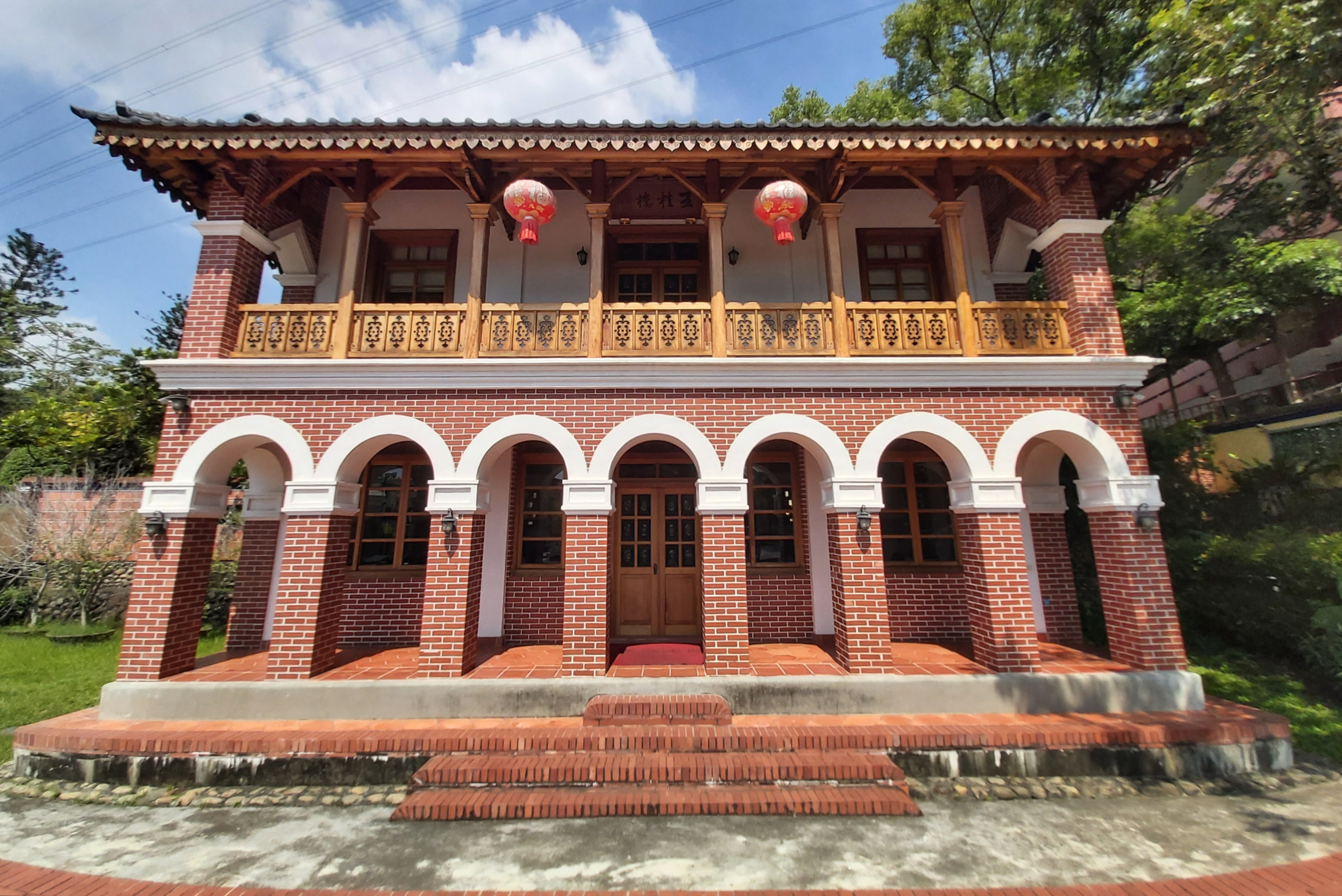
五桂樓外觀
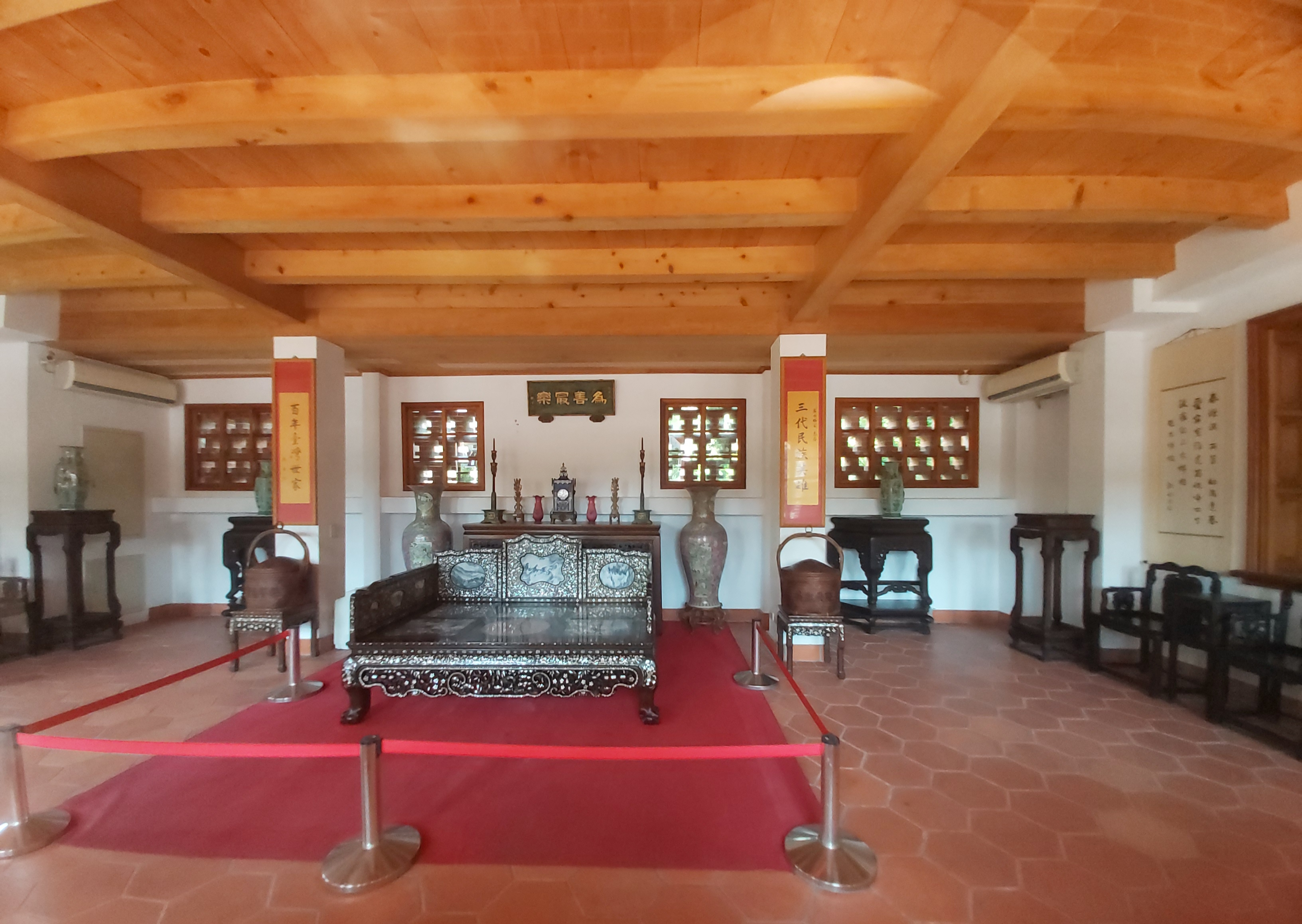
五桂樓第一層室內
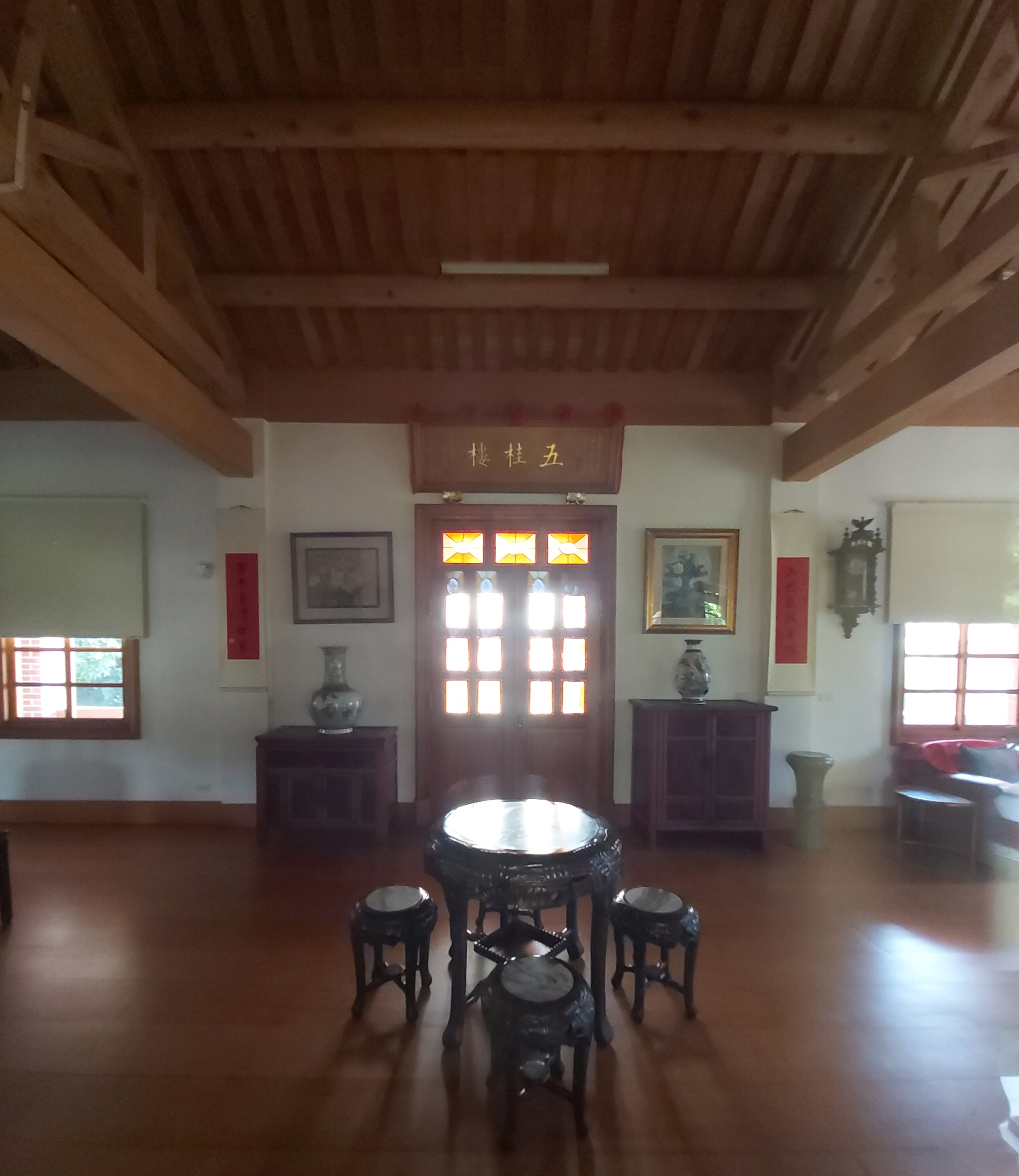
五桂樓第二層室內
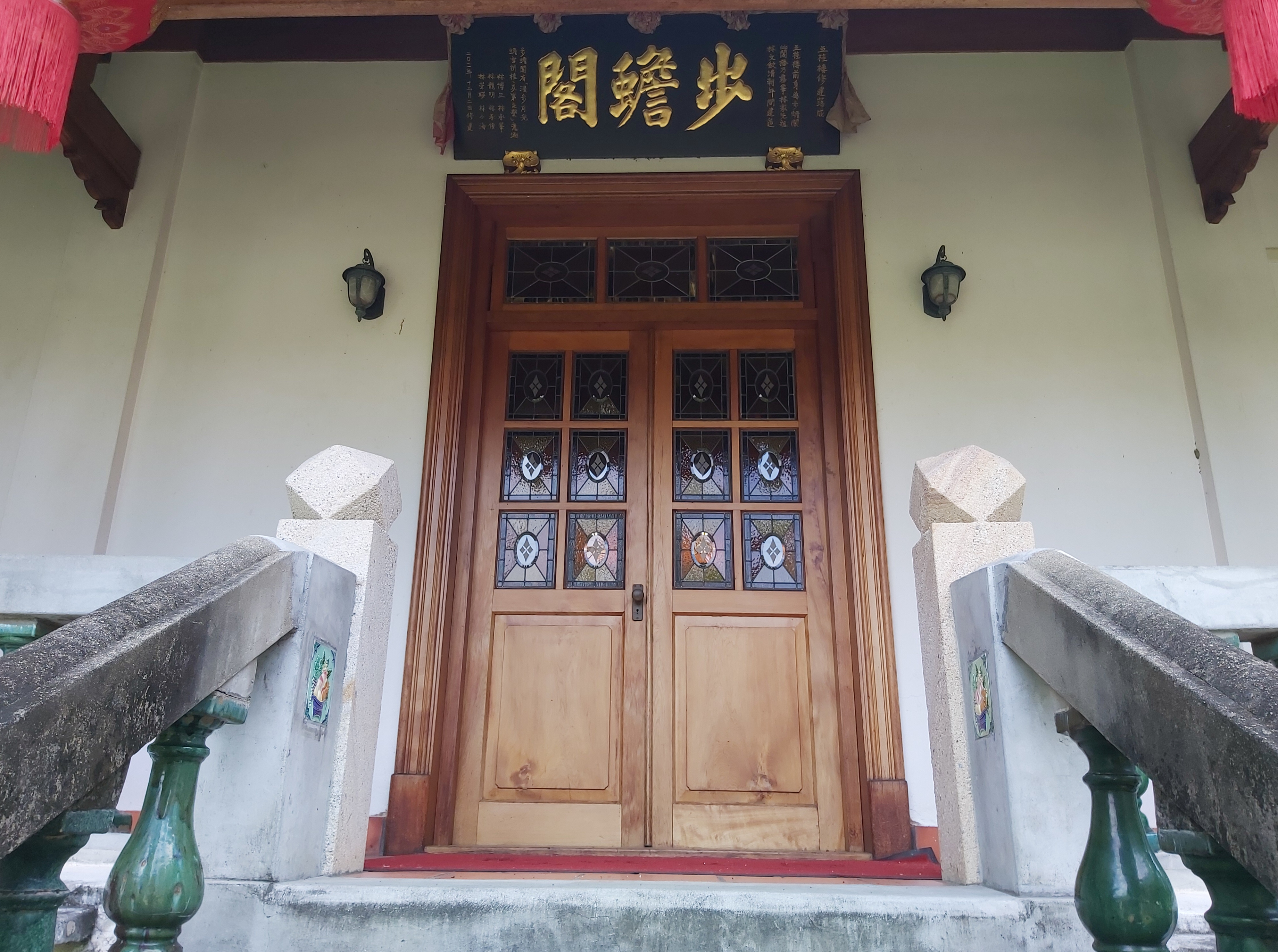
步蟾閣牌匾
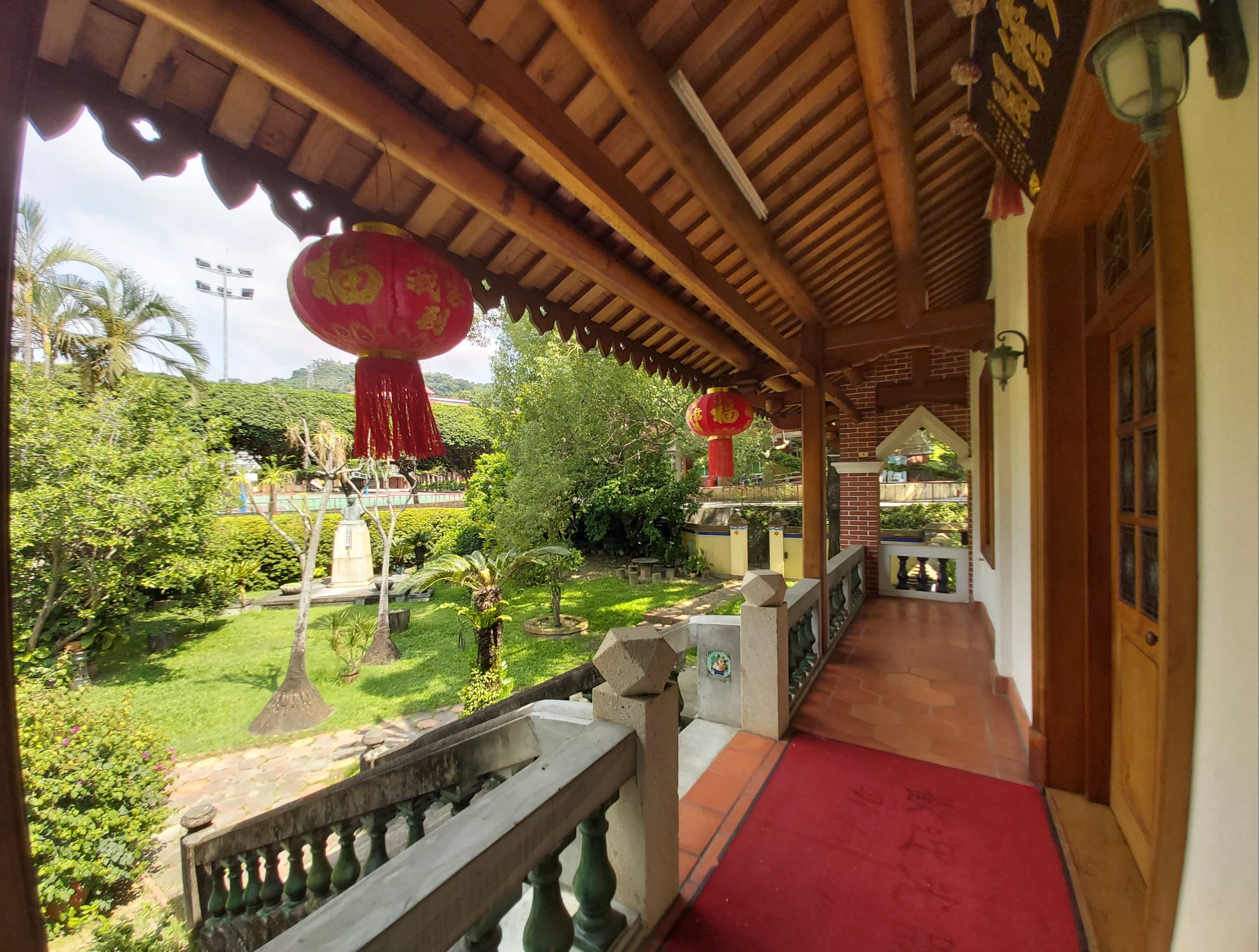
步蟾閣陽台

### 林家祖塋
林家祖塋建在萊園山向陽坡，由營造泥水匠曾仁、曾某、廖伍三位匠師共同所造之閩南式墓葬群，葬有羅太夫人、林獻堂夫婦、林階堂夫婦。古墓的整體建築採陽宅式設計，墓主體為中西合併風格，拜亭兩邊設具有「守護神」性質的吉祥物，如：石獅、石象、石燈等，目前墓旁兩側石椅刻有櫟社詩人的詩文及弔唁羅太夫人之作。祖塋龍邊位置另有林紀堂家族墓，葬有林母張太宜人韻貞、林紀堂、陳太夫人良女。

### 飛觴醉月亭
飛觴醉月亭座落於小習池中央的荔枝島上，建築結構為三面有牆的軒亭，為一開敞的戶外戲台，最初主要是供羅太夫人欣賞戲曲使用的場所。在羅太夫人去世後，林獻堂於1907年將此亭重修改建四面透空敞開的涼亭，成為文人雅士聚會、把酒論詩詞場所。亭的命名典故則為李白《春夜宴從弟桃花園序》中「飛羽觴而醉月」，後在1936年的重修工作則由林階堂負責，1999年，由於921大地震因素使得飛觴醉月亭震毀，但在隔年完成重建。

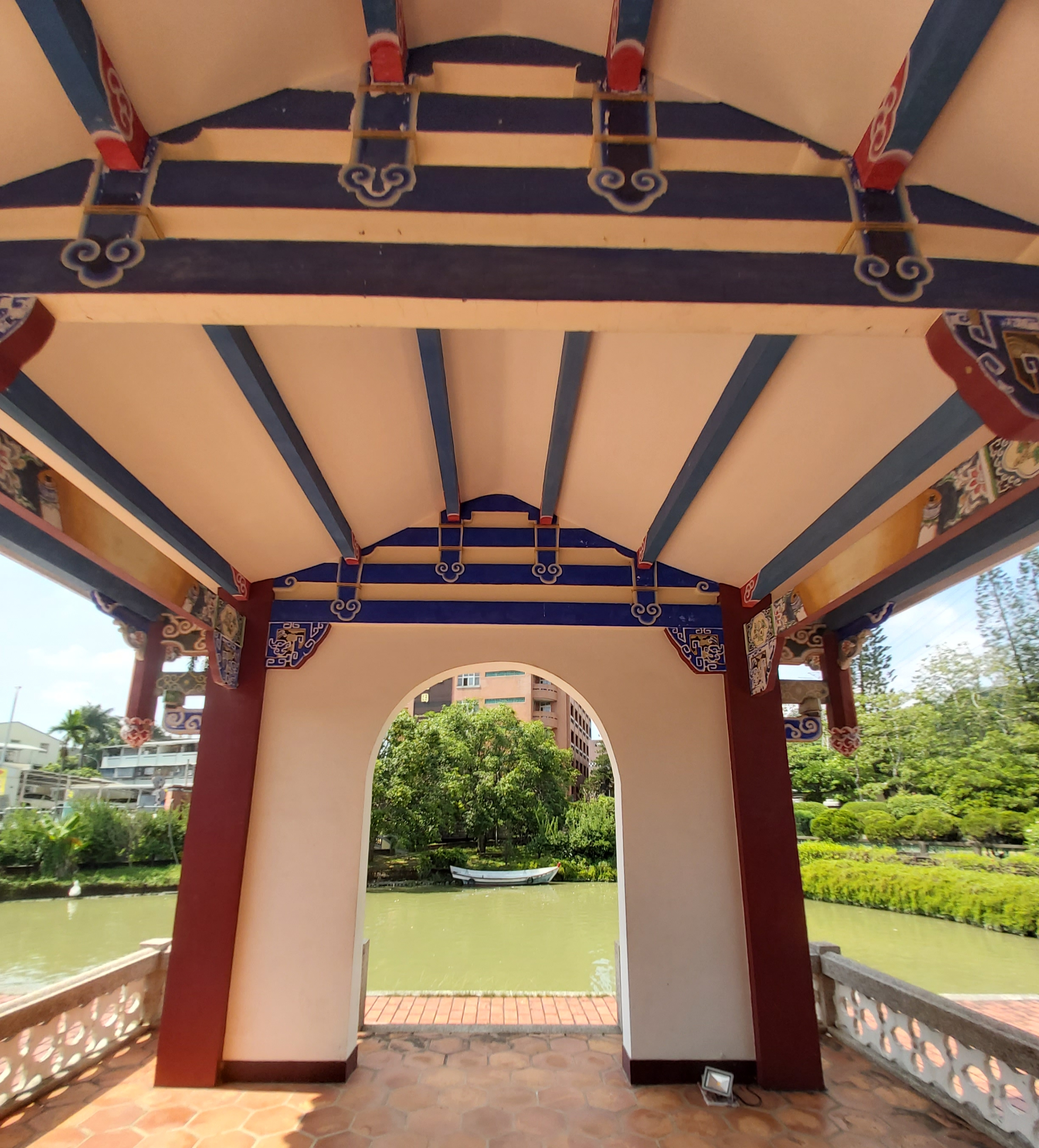
醉月亭右側內部架構
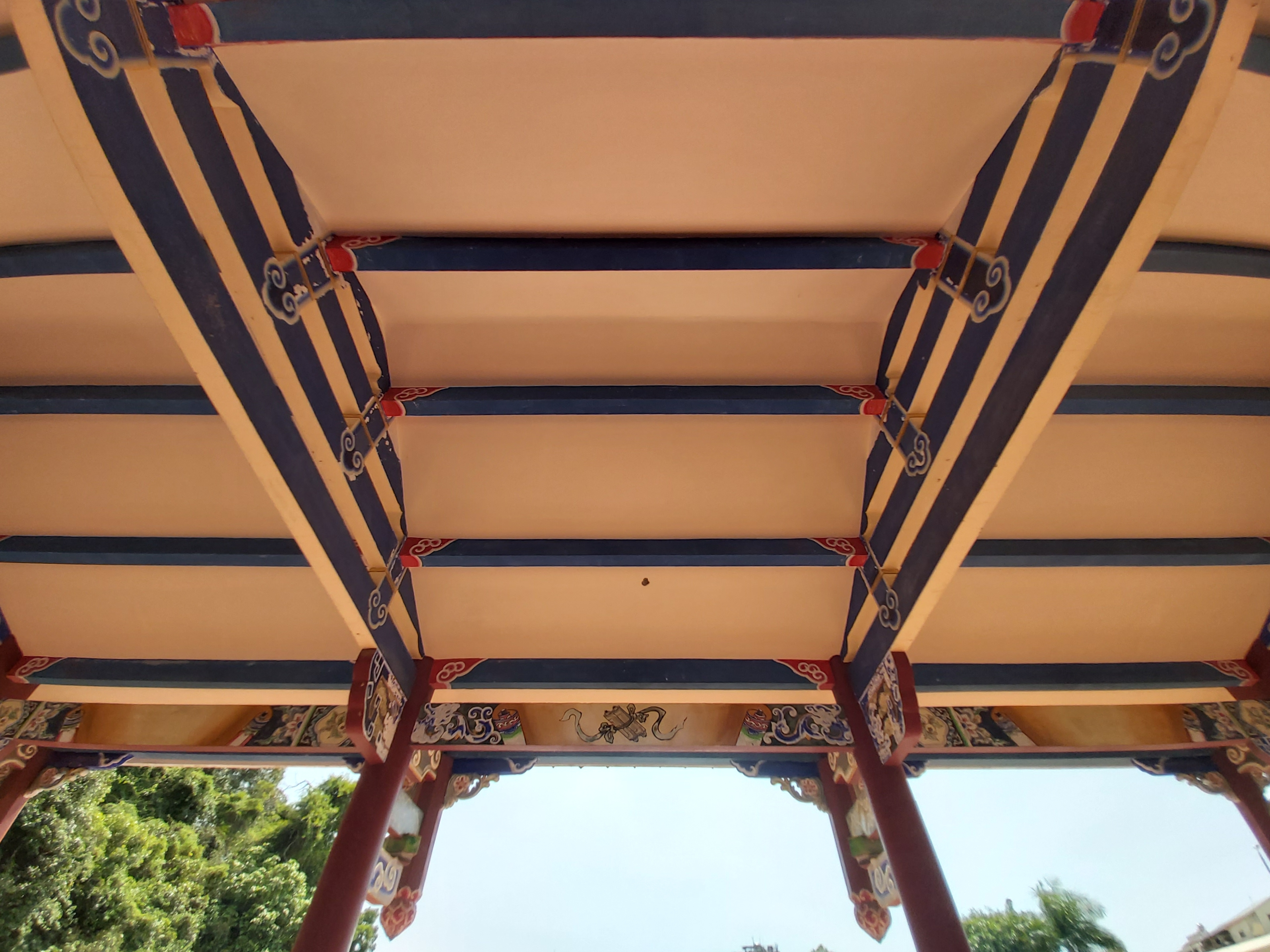
醉月亭天花板
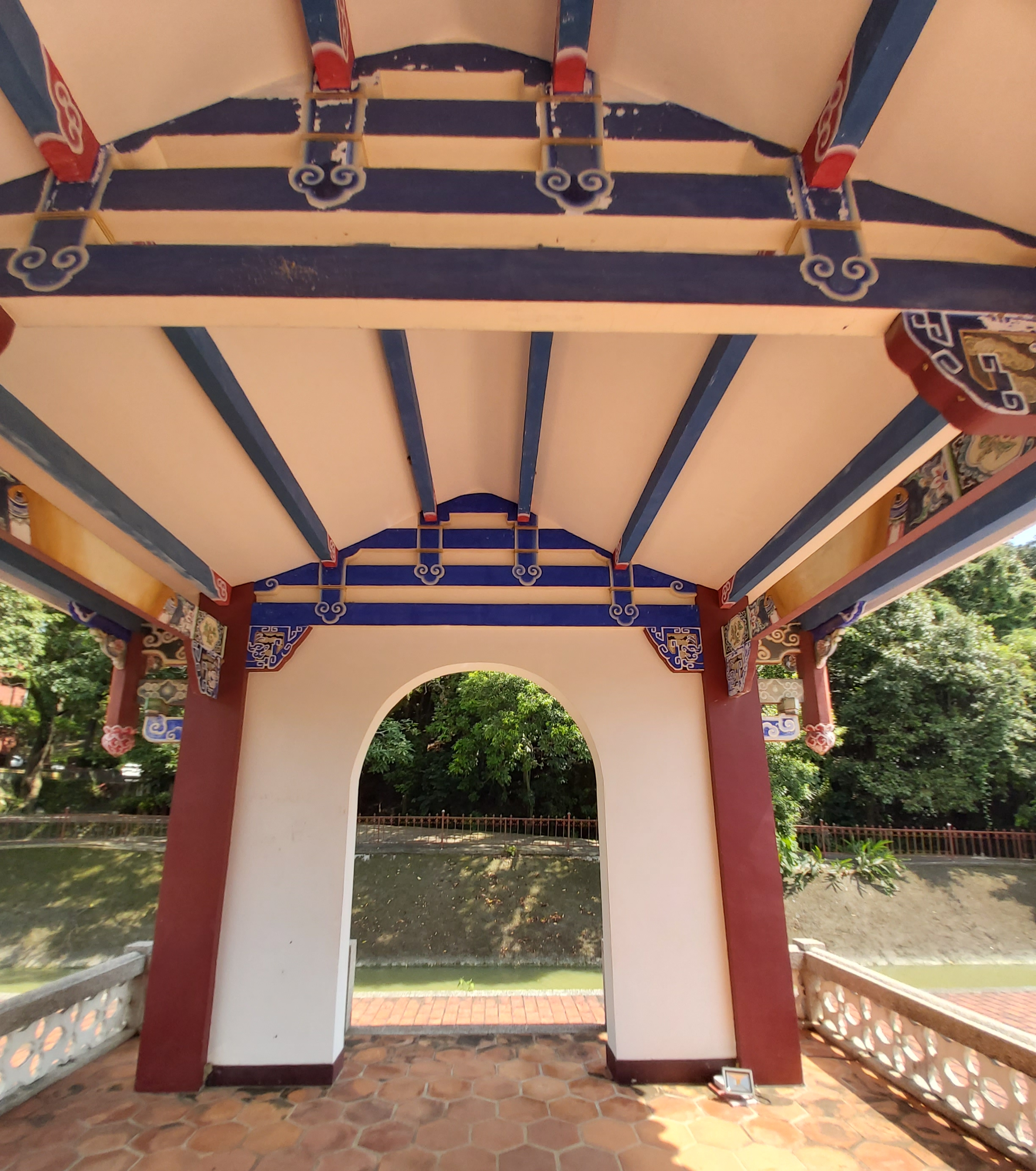
醉月亭左側內部架構

## 九二一大地震後損毀狀況及修復現況
林家宅邸與萊園歷經921大地震後，在行政院九二一震災災後重建推動委員會的經費支持下，由臺中縣文化局（已與臺中市文化局合併）分成五個部份進行復原重建工程。
頂厝
- 景薰樓群組，後於2009年6月修復完成。第三進太子樓待修復。
- 蓉鏡齋：損毀百分之八十，後於2019年12月修復完成。
- 新厝：全毀。
- 頤圃：損毀率百分之七十，後於2006年8月修復完成。

下厝
- 草厝：全毀，後於2020年6月修復完成。
- 宮保第：損毀百分之八十，後於2013年修復完成。
- 大花廳：全毀，後於2013年修復完成。
- 二房厝(將軍府)：損毀百分之六十五，後於2013年修復完成。

萊園
- 五桂樓：全毀，後於2011年重建完成。

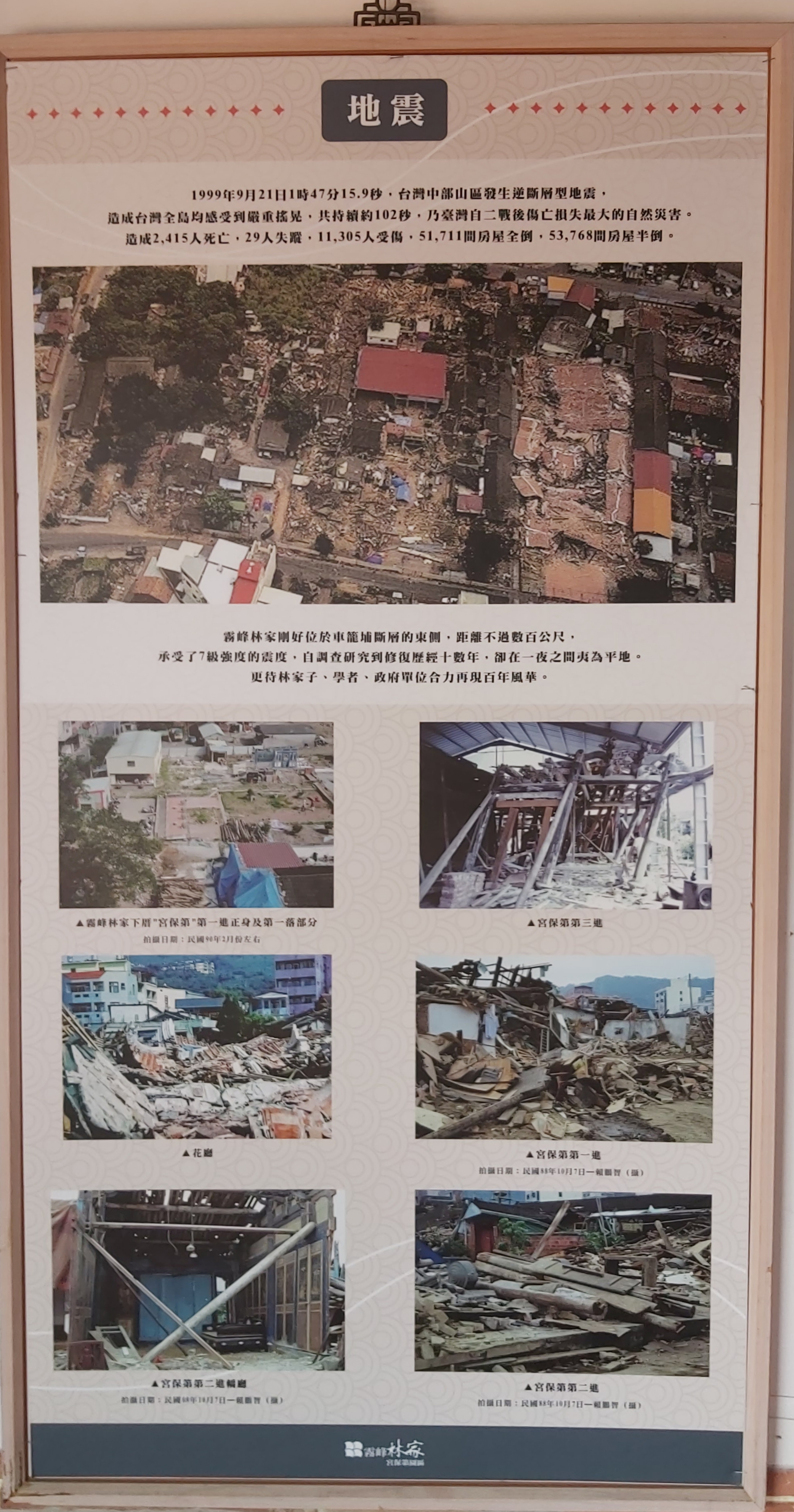
震災受損情形
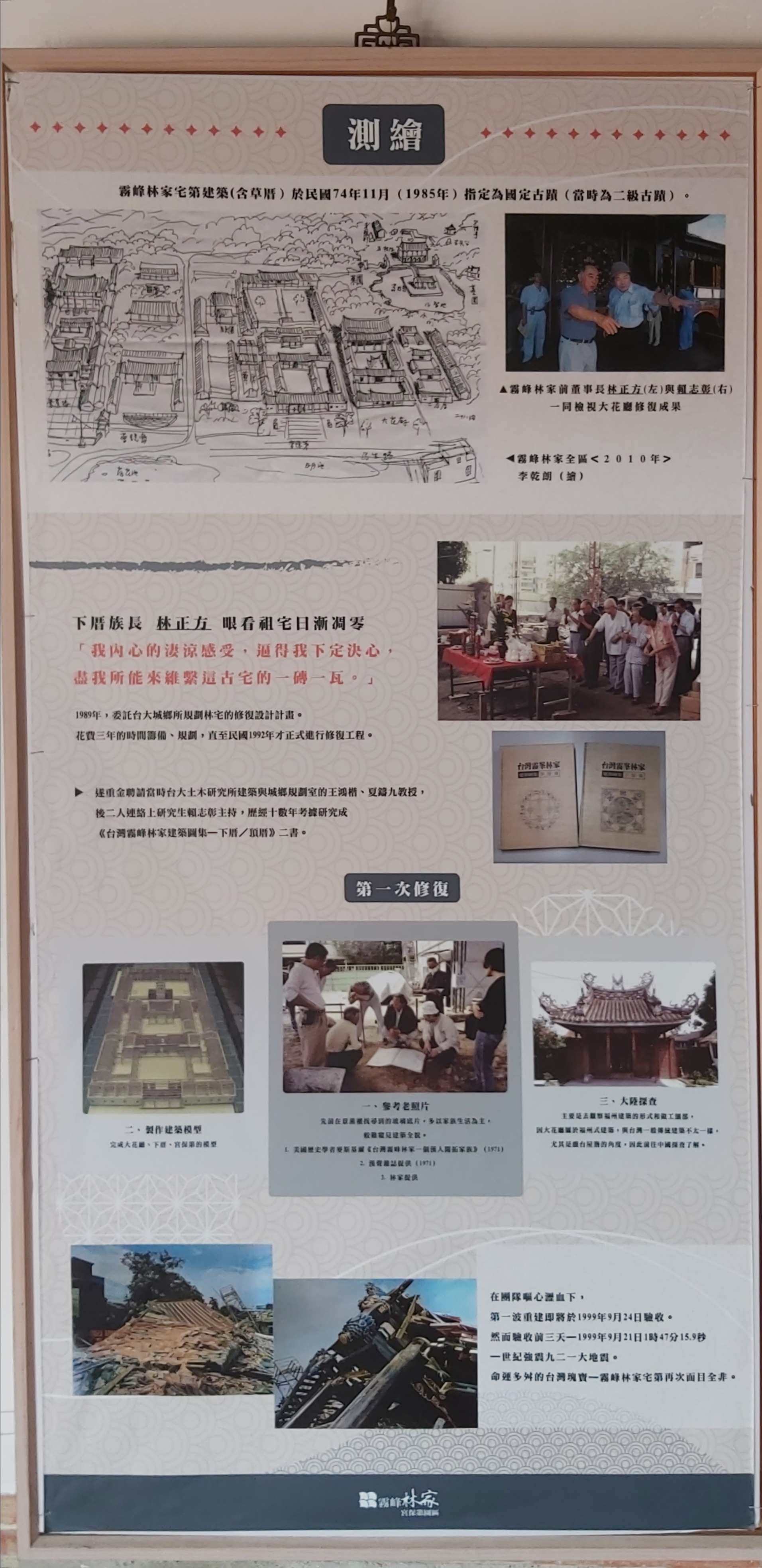
測繪與修復計畫
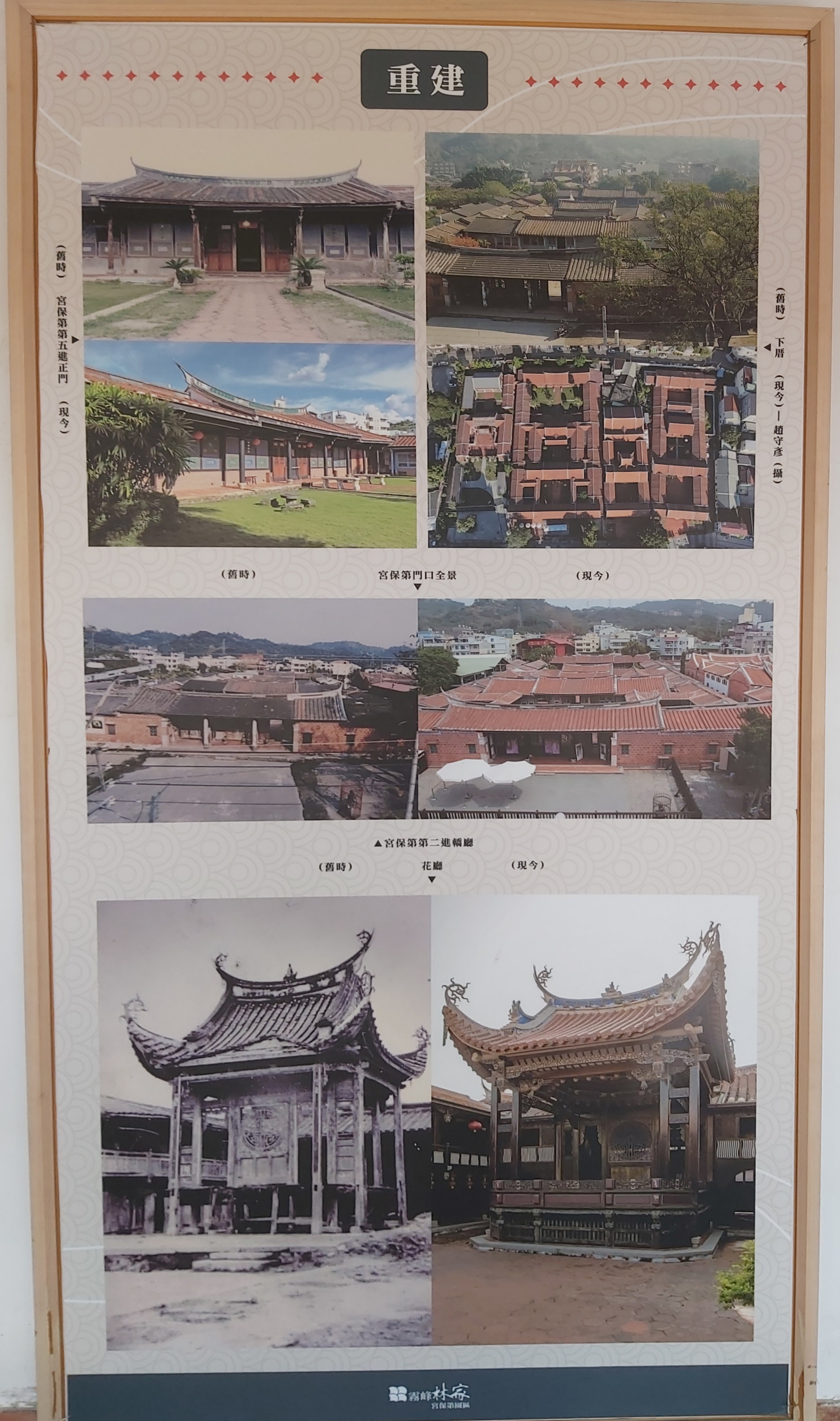
今昔對照
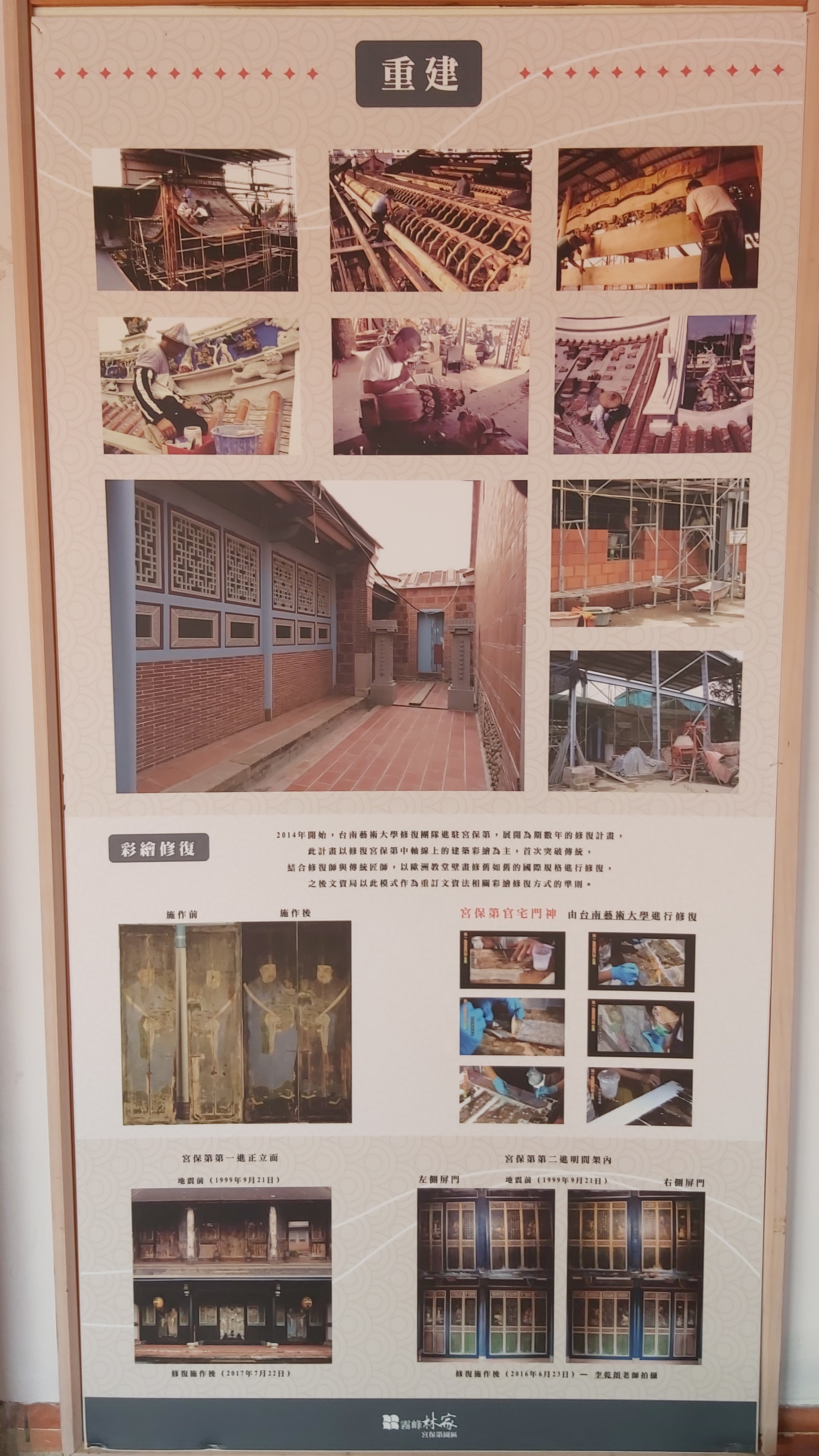
重建經過

開放參觀
- 萊園、五桂樓、林家祖墳：位於明台中學內可登記自由參觀。
- 霧峰林家宮保第園區：由林本堂公司收費導覽參觀、可上網預約 （页面存档备份，存于），包含宮保第（第一至第五進）、大花廳及草厝
- 頤圃：收費參觀
- 頂厝：尚未開放。

## 外部連結
- 臺中市文化資產處－霧峰林宅 （页面存档备份，存于）
- 霧峰林家花園｜林獻堂博物館 （页面存档备份，存于）
- 霧峰林家宮保第園區-林本堂股份公司 （页面存档备份，存于）
- 霧峰林家花園－萊園